# 元禄文化
| 尾形光琳筆 「燕子花図屏風」（全図） |  | 尾形光琳筆 「燕子花図屏風」（全図） |
| 尾形光琳筆 「燕子花図屏風」（全図） |  |                                     |

尾形光琳筆 「燕子花図屏風」

元禄文化（げんろくぶんか）は、江戸時代前期、元禄年間（1688年 - 1704年）前後の17世紀後半から18世紀初頭にかけての文化。
17世紀の中期以降の日本列島は、農村における商品作物生産の発展と、それを基盤とした都市町人の台頭による産業の発展および経済活動の活発化を受けて、文芸・学問・芸術の著しい発展をみた。大坂・京など上方の都市を中心に庶民の生活・心情・思想などが出版物や劇場を通じて表現された。ただし、その担い手は武士階級出身の者も多かった。また、同じ上方でも京より大阪に重心が移ると同時に、文化の東漸運動も進展し、江戸・東国が文化に占める重要性が高まっていく端緒となった。
貴族的な雅を追求する芸術も一方には存在したが、民衆の情緒を作品化した物が多く、浮世草子の井原西鶴、俳諧の松尾芭蕉、浄瑠璃の近松門左衛門といった、世間（社会）の現実をみすえた文芸作品も誕生した。実証的な古典研究や実用的な諸学問が発達し、芸術分野では尾形光琳や浮世絵の始祖といわれる菱川師宣があらわれた。音楽では生田流箏曲や新浄瑠璃、長唄などの新展開があった。人形浄瑠璃や歌舞伎狂言もこの時代に大成した。

## 新しい世界観

マテオ・リッチ製作『坤輿万国全図』（1602年）
日本国内で1604年頃に複製されたもの。カタカナで振り仮名がなされている。東北大学附属図書館所蔵（狩野文庫）

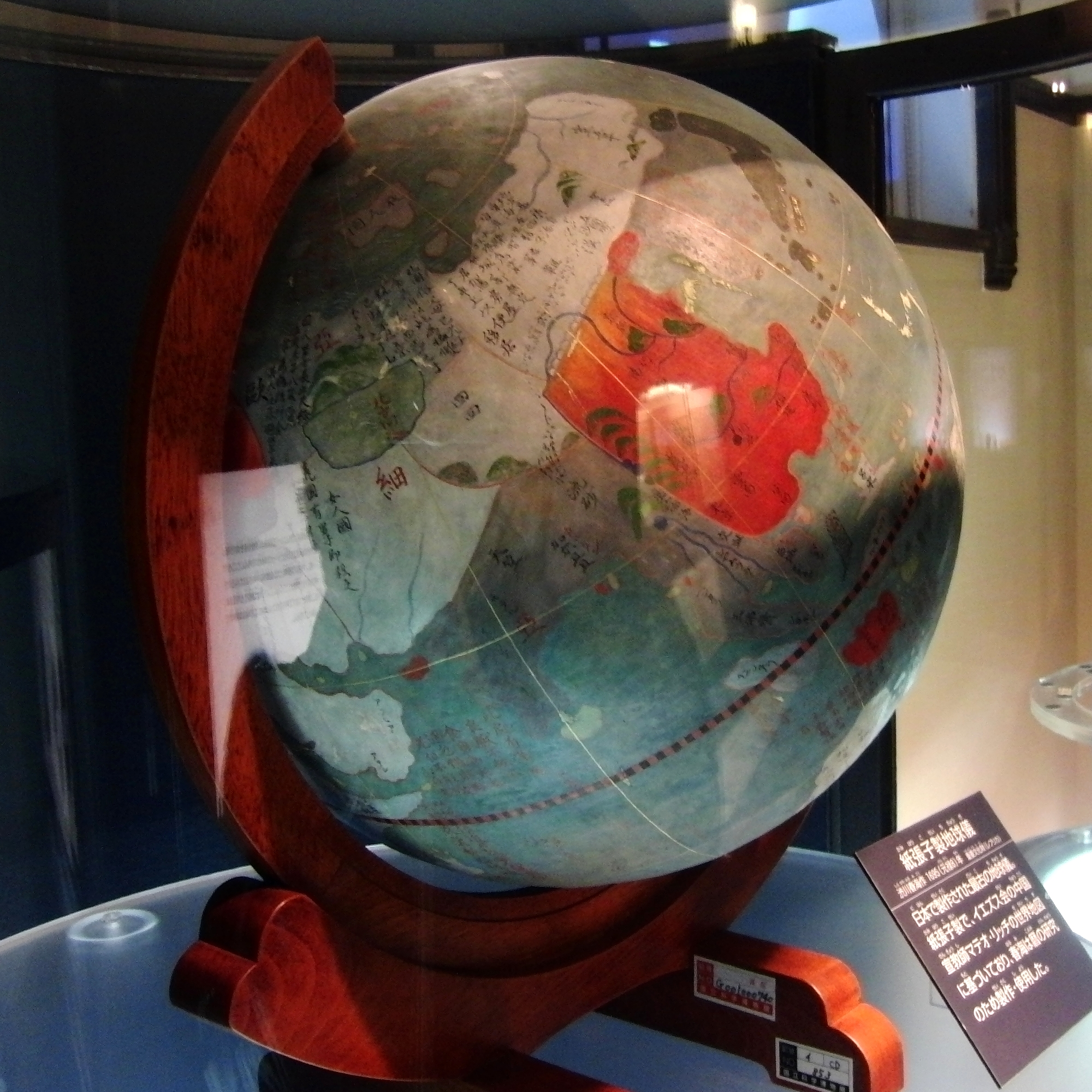
日本人製作による現存最古の地球儀（1695年）
渋川春海作。国立科学博物館の展示（レプリカ）。原品は重要文化財

16世紀中葉以降、ヨーロッパ人が渡来して当時の日本に外国の地理認識が伝えられると、それまで日本人が依拠してきた本朝（日本）・震旦（中国）・天竺（インド）から成る「三国世界観」は大きく揺さぶられる事になった。中世の日本人が思い描いていた仏教色の強い世界観は変更を迫られ、従来の「三国」がアジアの一画を占めるに過ぎない事が広く理解されたのである。
日本国内にあっても世界と日本の地図を裏表に描いた各種の「世界図屏風」が作成され、男女を描いて世界の民族を示した「万国人物図」も刊行された。なかでも、イタリアのマチェラータ出身で明国での布教に尽力したイエズス会宣教師マテオ・リッチ（利瑪竇）が1602年に作成した「坤輿万国全図」は、ヨーロッパの世界地理認識と東アジアの地理認識を組み合わせた当時世界最高水準の世界地図。説明が漢字で日本人にも親しみやすく、日本にも伝えられて数多く模写され、当時の日本人の世界地理認識に大きな影響を与えた。江戸幕府によって長崎貿易を許可されたオランダの人々によって、より正確な世界地図や地球儀がもたらされた。
近世日本文化では多種多様な世界地図が伝来し、それを手に多くの日本人も世界地図や地球儀製作に関わり、色々な形で流布した。鎖国体制にあっても日本人の海外への関心は失われる事はなかった。
情報空間がひろがり、島原の乱以降の平和によって日本列島全体が経済成長を遂げた事が、文芸・芸術の発展や諸学問の興隆の元となった。

## 新しい文芸の発達

### 連歌と俳諧
上流社会において維持されてきた伝統的な和歌や連歌に対し、連歌から派生した俳諧では庶民生活に根ざした「おかしみ」を主とし、江戸初期に松永貞徳があらわれて洒落や滑稽によって句を作る貞門派を形成した。

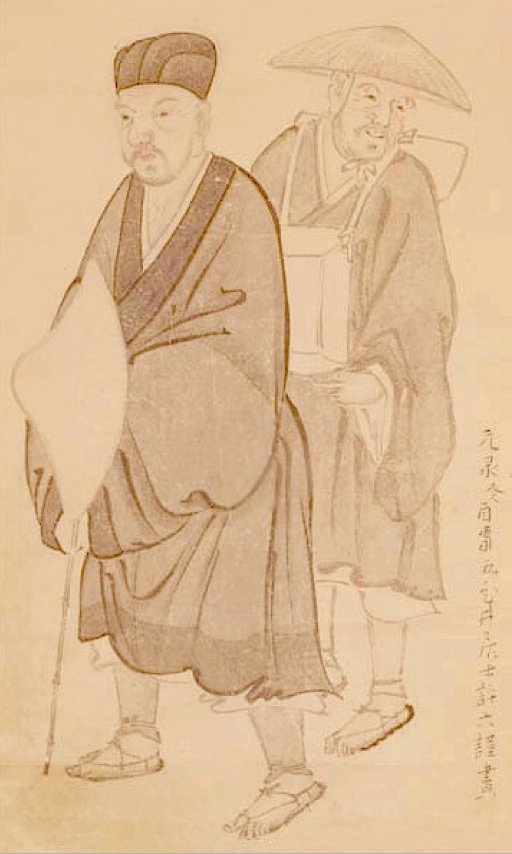
旅姿の松尾芭蕉と河合曾良（1693年）
森川許六筆

17世紀後期には大坂に西山宗因があらわれ、自由・奇抜で軽妙な趣向を得意とする談林派を形成し、近世の庶民詩ともいうべき独自の地位を築いたた。談林派は江戸にも広がり、延宝から貞享にかけて新興町人層に支えられて全盛期をむかえた。浮世草子で知られる井原西鶴もまた本来は談林派の俳人であり、明暦2年（1656年）、15歳の頃から俳諧を初め、寛文2年（1662年）頃には俳諧の点者となっていた。矢数俳諧もこなし、貞享元年（1684年）には住吉大社で一昼夜に2万3500句の俳諧を詠むという記録を打ち立てている。
「俳聖」と称される松尾芭蕉は、もと伊賀国上野の藤堂家に仕えた武士であり、好学の君主藤堂良忠の近習に取り立てられ、その影響もあって当初は京都の国学者北村季吟から貞門派の俳諧を学んだ。良忠没後の寛文12年（1672年）、江戸に出た芭蕉は談林派の強い影響を受け、深川六間堀に芭蕉庵を営み、そこに住んだ。芭蕉はやがて、奇抜な着想と卑俗な奔放さに走った談林俳諧に飽き足らず、連歌の第一句（発句）を文学作品として独立させ、民衆の言葉を用いながらも和歌・連歌の長い伝統をいかす蕉風（正風）俳諧を確立した。西行や宗祇ら中世詩の伝統の上に立った芭蕉は、新味を求めて変わり続ける流行性こそが不易であると唱え、わび・さび・しおり・かるみ・細みなどで示される幽玄閑寂の境地をめざし、これによって俳諧は和歌・連歌にならぶ芸術性の高いものとなった。彼の句の多くは『曠野』『猿蓑』『炭俵』『冬の日』など「俳諧七部集」に収められている。
芭蕉はまた、武士の身分を捨てて各地を旅し、門人らと交流しながら、自然と人間を鋭く見つめて『奥の細道』『野ざらし紀行』『笈の小文』『更科紀行』などのすぐれた紀行文もあらわした。彼の門人の多くは新興の商人や裕福な農民、武士、僧侶・神官などであり、こうした地方文化人の支持を集めて蕉風俳諧は全国的な広がりをみた。特に加賀は「蕉風王国」と呼ばれるほど蕉風俳諧の盛んな土地柄であった。尾張もまた俳諧が流行り、西鶴を師とあおぐ談林派の俳人が100名もおり、芭蕉が名古屋を訪れると蕉風も盛んとなった。
上方の元禄俳人として芭蕉と並び称せられる存在が摂津国伊丹出身の上島鬼貫である。鬼貫は宗因・芭蕉の影響を受けながらも「まことの外に俳諧なし」と唱え、作為を加えず自然のままを詠むのが根本であるとして独自の俳風をひらいた。この影響もあって摂津・河内・和泉のあたりでは俳諧の愛好者が多く、元禄年間の南河内郡では郡中のこらず流行し、在郷商人であった三田浄久の『河内鑑名所記』には「女童（おんなわらわ）」「山賤（やまがつ）」まで俳諧を弄ぶようになったと記録している。なお、浄久は家業の傍ら、俳諧の師匠が前句の題を出し、弟子が付句する「前句付」を、師匠とは面識のない不特定多数の弟子との間でも行えるよう「清書所」を営んでいた。これは、今日でいう通信教育が既に行われていた事を意味している。

### 小説

井原西鶴像（生國魂神社）

寛永から寛文にかけて、近世小説の先駆をなしたのが仮名草子である。仮名草子は、中世の御伽草子の流れを汲み、平易で教訓的ないし娯楽的な傾向を有し、種類は多岐にわたった。また、その文学的内容にもまして、刊本すなわち印刷本として幅広い読者層を持った所に意義が認められる。ただ、社会の矛盾をとらえる視点を持つ作品もあり、万治2年（1659年）から寛文6年（1666年）にかけての作と推定される浅井了意の『浮世物語』が代表的である。了意には他に『東海道名所記』『伽婢子』があり、また、奥羽の武家出身の如儡子（斎藤親盛）による随筆風の『可笑記』、伊勢の医師富山道冶の『竹斎』、作者未詳の『仁勢物語』などが知られている。『二人比丘尼』『因果物語』『念仏草子』の作者鈴木正三は、仮名草子によって、特定の宗派に拘らない形での仏教教化を試み、日々の職業生活の中での信仰実践を説いた。仮名草子の作者には、公家や僧侶、牢人、学者が多かった。
人間中心の文学をさらに推し進めたのが元禄期の井原西鶴である。西鶴の経歴は不詳であるが、大坂の富裕な町人平山藤五とする説がある。俳諧における師が他界した天和2年（1682年）、西鶴は自由な散文形式による『好色一代男』を書き上げた。商売抜きで始めた小説執筆であったが、本作品は町人の手による、町人を対象とした、町人を主人公とする、町人の生活相を描いたという点で画期的であった。小説に転じてからの西鶴は、現実の世相や風俗を背景に、人が愛欲や金銭に執着しながら、自分の才覚で生き抜く姿を描いており、これは浮世草子とよばれ、日本文学に新しい風を通した。
西鶴文学の新しさは「人間は欲に手足のついたもの」「世に銭ほど、面白きものはなし」の言葉が示すとおり、人間の欲望を肯定し、町人の営利の才能や消費生活を楽しむ姿を写実的に描いたことであった。『日本永代蔵』では「三井九郎右衛門」という人物が江戸日本橋の駿河町に呉服店を出店し、「現金掛値なし」の商法で人びとに利便をあたえた一方で巨利を得たことを肯定的に紹介し、金持ちになるためのノウハウが具体的に記されている。そこでは、堅固、才覚、始末、分別、堪忍、正直などの徳目が勤労における実践的な倫理として示されている。また『好色一代男』では、莫大な遺産を引き継いだ世之介が少年時代から女御の島へ船出する還暦までの恋愛生活を、『世間胸算用』では年末に借金取りに追われる下層町人の悲喜劇を描いた。その文学の特徴は、偶然の積み重ねで人の世が思いがけない転回を遂げる事をリアリスティックに描いている事であり、文章は余分な語や無駄な文のない緩急自在の性格をもっている。
代表的な作品には『好色一代男』『諸艶大鑑（好色二代男）』『好色一代女』『好色五人女』『好色盛衰記』『西鶴置土産』などの好色物、『武家義理物語』『武道伝来記』などの武家物、『日本永代蔵』『世間胸算用』『西鶴織留』などの町人物、『西鶴諸国ばなし』『西鶴俗つれづれ』『本朝二十不孝』『本朝桜陰比事』などの雑話物がある。西鶴はまた、俳諧や浮世草子ばかりではなく、浄瑠璃の脚本や役者評判記を書き、他人の本に挿絵まで提供するなど、当時におけるマルチタレントぶりを遺憾なく発揮している。
西鶴につづく浮世草子には、八文字屋自笑による『けいせい色三味線』『役者口三味線』などの「三味線物」があり、八文字屋の代作者として活動した事もある江島其磧は『世間子息気質』『世間娘容気』など「気質物」を著した。これらは京都の八文字屋から出版された事から八文字屋本といわれた。浮世草子は、京・大坂の都市町人のみならず、商品生産の先進地であった畿内農村でも富農や富商らによって愛読された。

### 戯曲

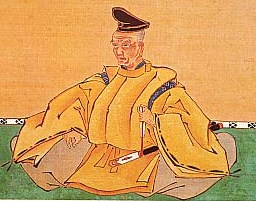
近松門左衛門（自画像）

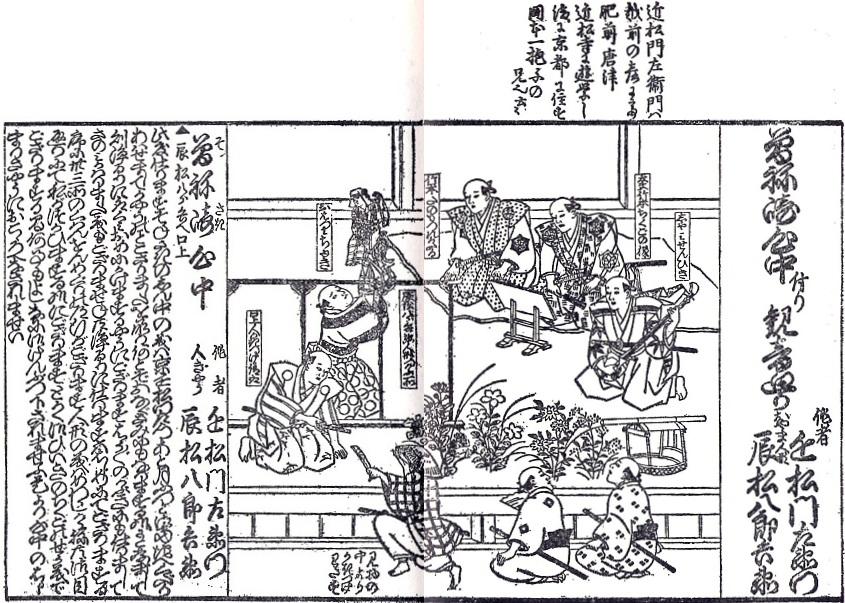
『曾根崎心中』上演の様子（瀬川如皐『牟芸古雅志』）

越前藩士の子として京都に生まれた杉森信盛が近松門左衛門と名乗り、歌舞伎・人形浄瑠璃の専門的な戯曲作家として活躍したのは、西鶴の活躍とほぼ同時期であった。
近松は、天和3年（1683年）に曾我物の『世継曽我』を京の宇治加賀掾のために著したが、彼の浄瑠璃作品の第一作であった。
貞享2年（1685年）には大坂の竹本義太夫と京の加賀掾が道頓堀で競演したが、井原西鶴が加賀掾のために『暦』『凱陣八嶋』の2作品を書いたのに対し、義太夫は『賢女の手習幷新暦』と近松の新作『出世景清』で対抗した。景清は『平家物語』や能楽、幸若舞でも取り上げられた題材であったが、近松はそこから悲劇的な葛藤をとりだして、人間性豊かなドラマに仕立てたのである。こうして近松の脚本は竹本義太夫と出会い、義太夫自身によって語られて民衆の人気を博した。近松・義太夫が現れてからの浄瑠璃はそれ以前とはほとんど内容を一新させてしまうほどだったので、それ以前を古浄瑠璃、それ以降を新浄瑠璃（当流）と呼んで区別している。近松はまた、上方歌舞伎の名優坂田藤十郎のために『傾城阿波の鳴門』などの名編を作劇しており、真に浄瑠璃脚本に専心したのは元禄16年（1703年）の『曾根崎心中』が最初であった。
近松は、歴史のなかの英雄の姿を描く一方、現実の社会にも題材を求め、義理と人情の板挟みのなかで人間らしく生きようとする庶民の極限状況を描いた。代表的な作品として『曽根崎心中』『心中天網島』『冥土の飛脚』『心中宵庚申』『女殺油地獄』『夕霧阿波鳴渡』『丹波与作待夜の小室節』など当時の世相に題材をとった世話物、『国性爺合戦』『用明天皇職人鑑』『けいせい反魂香』など歴史上の事件に題材をとった時代物などがある。
『曾根崎心中』は実際の心中に取材した世話物の第一作であり、ことにお初徳兵衛道行の場面は名文として知られ、荻生徂徠をして嘆息せしめたと言われている。『心中天網島』もまた親子、夫婦、恋人の間の愛が封建社会の通念や金銭がからんで身動きできず、心中へと追い込まれる葛藤を描いた名作である。『曾根崎心中』の興行が成功して義太夫は多額の債務を完全に返済し、自らは身を引いて竹田出雲に竹本座の経営を任せ、近松はその座付作者として脚本執筆に専念できるようになったといわれる。
近松に続き上方からは『八百屋お七歌祭文』の紀海音、『菅原伝授手習鑑』『義経千本桜』『仮名手本忠臣蔵』の竹田出雲があらわれ、近松半二、錦文流、並木川柳などの劇作家を輩出した。なお、竹本座再発足のために著された『用明天皇職人鑑』では、この時期の上方都市民による「和朝」「神国」の日本意識が示され、『持統天皇歌軍法』では農民によって構成された義勇軍が持統女帝のために戦う場面がある。また別の作品では「関東」が批判されるなど、当時の上方町人が人民を武威で抑える領主支配に対して批判的意識をもっている事などが窺がわれ、それと同時に朝廷に対する親近感が示されているのである。

## 芸能と音楽

### 劇場の盛行

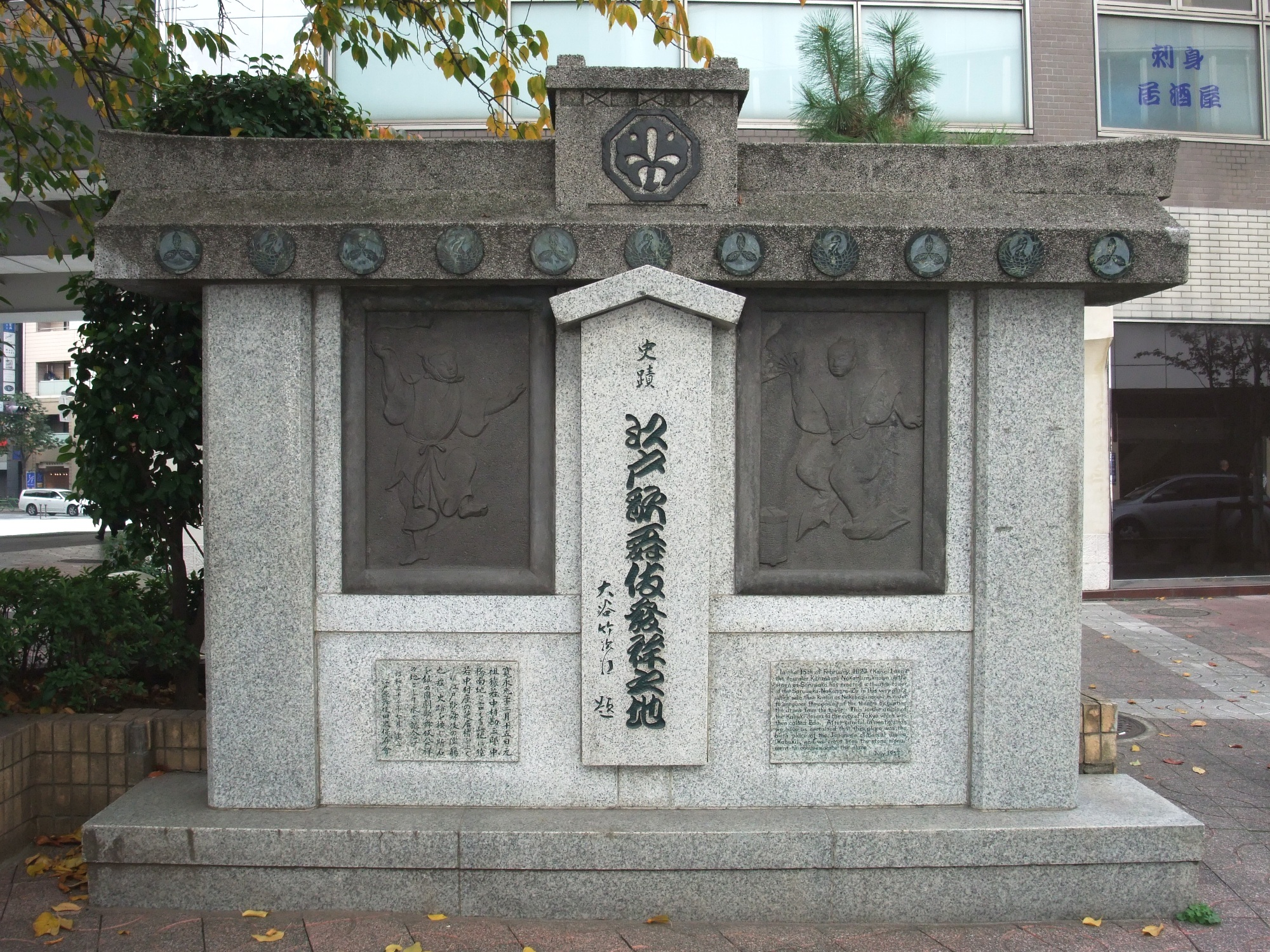
江戸歌舞伎発祥之地碑 （猿若中村座跡、東京都中央区）

後述する遊里と並んで町人たちの歓楽の場となったのが劇場である。劇場の発展が最初に見られたのは阿国歌舞伎以来の伝統を有する上方であった。
京では、延宝の頃四条大橋の東側に歌舞伎・浄瑠璃の芝居小屋が7箇所、四条通りの南北に面して立ち並んだ。大坂では道頓堀を中心に、歌舞伎物真似・からくり物真似・狂言物真似など6箇所に営業権の免許が下りた。江戸では寛永から万治にかけて、都座、村山座、山村座、森田座などの劇場が現れるが、後に堺町の中村座、葺屋町の市村座、木挽町の森田座の、いわゆる江戸三座の基礎がすえられた。
歌舞伎などの興行は、当初は公許を必要としなかったが、寛文期にはいって幕府の芸能統制が整えられ、町奉行が公認する「名代」と称する興行権を取得しなければならなくなった。このような興行制度は東西で相違があり、江戸では名代・座元・芝居ともに1人の持主に相続され、例えば中村座は勘三郎、市村座は羽左衛門が役者として興行権を持って世襲的に興行を運営したが、上方では直接興行を行う座元が、寛文から元禄にかけて芸団を編成して名代を借り、劇場と契約を結ぶ形を取った。上方における名代が利潤を生む物として売買の対象になると、歌舞伎そのものの商品化も一層進み、役者評判記が刊行されるようになった。
公許によって常設の小屋が整備されると劇場施設の改良や拡充も進み、桟敷・引幕が使用され、寛文以降は板塀・筵屋根が設けられるようになり、元禄期には劇場の全蓋形式がほぼ完了した。享保に入ると劇場全体が屋根に覆われるようになって雨天興行が可能となったが、これに伴って興行時間も伸び、延宝以降は12時間におよぶ事も珍しくなくなった。演目も増え、役者の数も増加し、劇団の確立をみるようになったため、従来、「河原乞食」などと称されて準賤民の扱いを受けていた歌舞伎役者・浄瑠璃太夫・説経太夫・舞太夫などの社会的地位も向上した。観客数も増加し、元禄以降は婦女子の観客数が男子を凌ぐに至っている。
近世の歌舞伎・説経節・浄瑠璃は、武家・貴族・寺社をパトロンとせず、広汎な庶民層の支持によって成り立ち、主として観客の入場料で成り立っていた点で、真に庶民による庶民のための芸能であった。

### 歌舞伎狂言

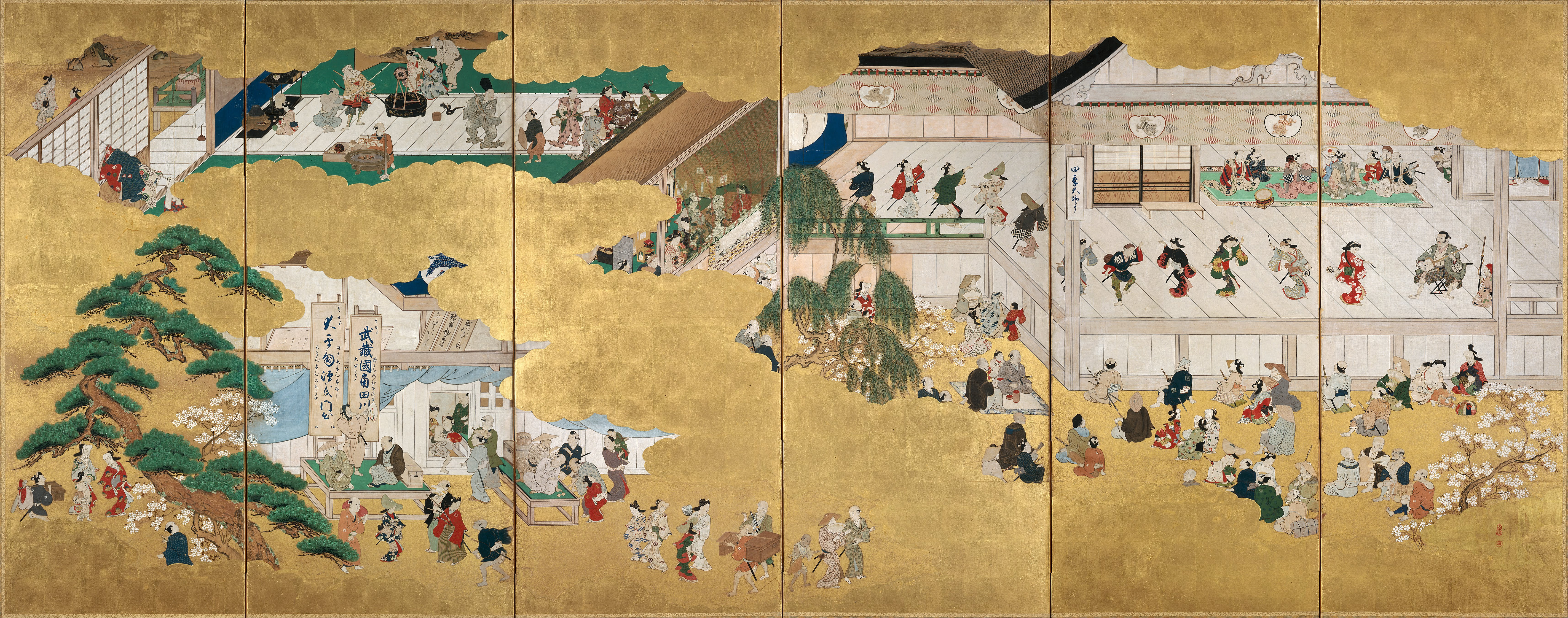
菱川師宣『歌舞伎図屏風』

歌舞伎は、歌と踊りを中心とする舞台芸能から、物語性を重んじる演劇へと変化した。
郭制度の公許に伴って、初期の女歌舞伎（遊女歌舞伎）は風紀を乱すとして他の女性芸能ともども寛永6年（1629年）に禁止された。少年（稚児・若衆）による若衆歌舞伎も初期の時代にはさかんであったが、この段階で先行する能や狂言の舞が導入され、物真似などの個人芸が成立すると共に放下・蜘蛛舞など軽業の要素が加わったとされている。
承応元年（1652年）、若衆歌舞伎もまた風紀を乱すとの理由で全面的に禁止された。それに対し、歌舞伎再開を庶民は強く望んだ。俳優が若衆の象徴である前髪を切り払い、扇情的な舞・踊りを排して「物真似狂言づくし」のみを演ずる事を条件に再開が許されたと言われている。これ以降、成年男子のみが演ずる野郎歌舞伎として現代に引き継がれている。この条件は一方では、歌舞伎を容色本位の芸能から技芸本位の芸能に深化させる契機になったとも評される。寛文以降は、演目に2番つづき、3番つづきの狂言が仕組まれるようになって多幕物が発生し、演劇内容が筋立てを中心とする複雑な作品への昇華を物語る。この多幕物が引幕や花道の出現を促したように、舞台構造・装置にも創意工夫が施されるようになった。

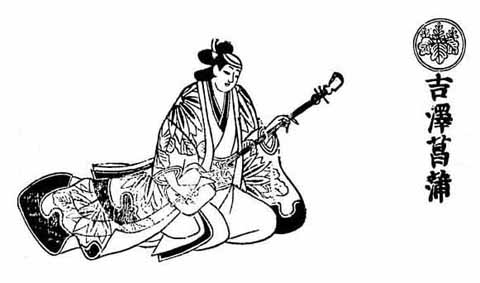
初代芳沢あやめ（木笛庵痩牛「雨夜三盃機嫌」）

演劇批評の分野は、延宝2年（1674年）の『野郎評判蚰蚰（げじげじ）』以降一層盛んになり、元禄末頃までに43点もの役者評判記が刊行された。これは歌舞伎の流行と共に質的な発展を物語り、さらに演技力向上を促した。延宝年間以降は、立役、敵役、若女房、若衆方、花車方、道化方、子役など役柄の分化が進展し、貞享・元禄期には立役や女形役者から多くの名優があらわれた。
上方では、貞享年間の大坂で嵐三右衛門があらわれ、その一座からは初代竹島幸左衛門、藤田小平次、荒木与次兵衛などの名人が現れた。元禄には京の竹島幸兵衛、山下京右衛門、坂田藤十郎の3名が台頭し、とりわけ初代藤十郎は廓物をふくみ恋愛などを優美に演じる傾城事（和事）の達人として、写実的な演技には定評があった。役者の子として生まれた藤十郎は延宝6年（1678年）、大坂での『夕霧名残の正月』によって名をあげ、これは彼の生涯にわたる中心的な演目となった。女形の演技は上方の水木辰之助と芳沢あやめ、荻野沢之丞らが名優として名高かった。
元禄時代の上方歌舞伎の特徴は「仕組み」の多くが「お家騒動」の構造を持つ事であった。お家騒動は危機的状況、義理人情の倫理、恋、因果、愁嘆など人生の局面を盛るのに適しており、上述した各種の役柄にそれぞれの持ち場・見せ場をあたえ、「和事」の演技様式を確立したのである。

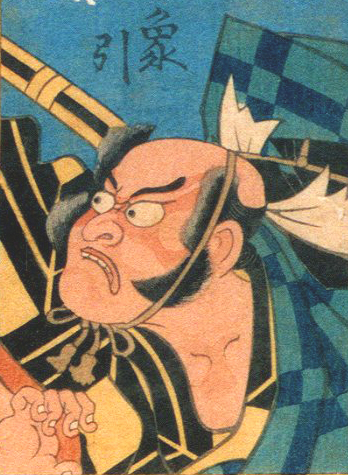
初代市川團十郎による『象引』の山上源内左衛門（3代目歌川豊国画）

華やかで妖艶な上方歌舞伎に対し、江戸ではそれ以前に流行した金平浄瑠璃を歌舞伎化した、勇壮活発な演技が人気を博し、元禄頃には、歌舞伎の盛行は上方に劣らぬものとなった。初代市川團十郎は、侠客として知られた唐犬十右衛門と親しかった菰重蔵の子であり、延宝元年（1673年）に14歳で『四天王稚立』の坂田金時役で初舞台をふんだ。「傾き者」の風俗と独特の演技術で大評判となった。こうして「荒事」の演技術が團十郎によって大成され、とくに『勝鬨誉曽我』『助六』『暫』は江戸市民のあいだに絶大な人気を博し、元禄7年（1694年）には上洛して京都でも大当たりしている。彼は曽我五郎や鎌倉権五郎景政を演じる事を好んだが、自作の『兵根元曽我』で五郎が不動明王になって登場した時、下総国成田周辺からの見物者が多かったため、後に成田不動に詣でた事が機縁で「成田屋」を称したといわれている。2代目市川團十郎は父である初代團十郎の芸を継承し、勇壮な荒事芸を大成した。
團十郎と並んで江戸で人気があったのは中村七三郎である。團十郎の荒事に対し、和事を得意とし、曾我物では十郎を演じた。
歌舞伎狂言は、単に小屋での観劇にとどまらず、市井に声色が流行したり、役者絵が刊行されるなどの社会現象となり、町人の生活に多方面に根をおろし、人形浄瑠璃とならぶ庶民の娯楽として文化全般に影響をあたえたのである。

### 人形浄瑠璃

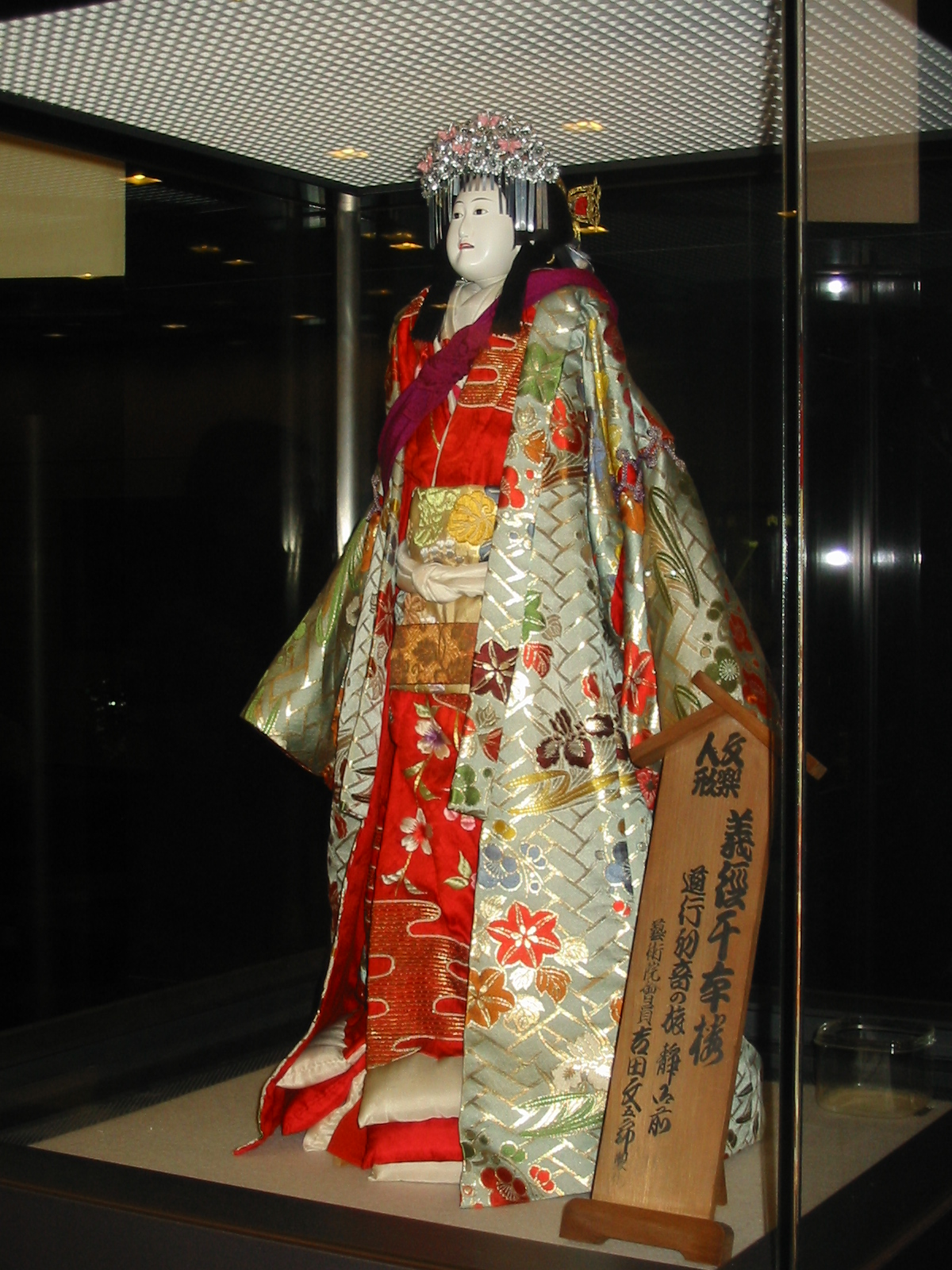
文楽人形（国立文楽劇場）

浄瑠璃は、中世の平曲や『太平記』をはじめとする辻講釈などの伝統を受け、それらとは異質な語りもの芸能として成立した。当初の代表作が『浄瑠璃姫物語』であったことから、その名がつけられた。近世初頭にあって、琵琶に代わって三味線が伴奏楽器となり、西宮の傀儡子の人形と提携した事から、語り・三味線・人形の三者による共同芸能に進化した。杉山丹後掾と薩摩浄雲によって京から江戸へともたらされた。なお、語りだけの浄瑠璃も残っており、「仙台浄瑠璃」「奥州浄瑠璃」と呼称されている。
浄瑠璃は、はじめは江戸の金平浄瑠璃に代表されるような、豪快勇壮な語りものであったが、それが筋立てによる芝居として本格的な総合芸能として進展するのが寛文・延宝年間であり、上方では井上播磨掾と宇治加賀掾の2人の名手があらわれた。
この上方浄瑠璃を大成させたのが、貞享元年（1684年）に大坂の道頓堀に櫓をあげ、竹本座を創設した竹本義太夫である。義太夫は、浄瑠璃の諸流を総合し、小唄や俗謡・民謡などの長所を取り入れて、それまでの古浄瑠璃の曲調とは異なる義太夫節という独特の語りを完成させた。義太夫節は人形浄瑠璃の最盛期を形成したのみならず、その後の浄瑠璃の曲節の主流をなした。
劇としての人形操り芝居を、歌舞伎と並ぶ近世芸能の地位に上昇させるために力あったのが、上述の近松の戯曲である。生来の美声に恵まれた竹本義太夫であるが、作者に近松、興行師に竹田出雲、人形遣いに、辰松八郎兵衛、吉田三郎兵衛、三味線に竹沢権右衛門という人材にも恵まれていたのである。
竹本義太夫の弟子であった竹本采女（豊竹若太夫）は元禄16年（1703年）に豊竹座をおこし、座付作者の紀海音をおいて竹本座とともに人形浄瑠璃の最盛期を築いた。
義太夫節とならんで語りもので京で名を上げたのが都一中で、かれのつくった一中節は宝永年間以降江戸でも流行した。江戸ではまた、正徳のころ江戸半太夫が半太夫節を開き、ついで、その門下の天満屋藤十郎が河東節の一流を語った。

### 説経節

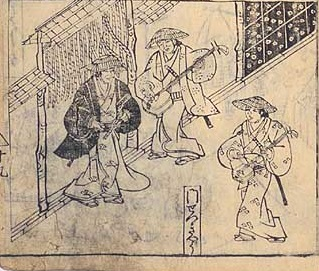
『人倫訓蒙図彙』（元禄3年（1690年））にみえる門説経
ささら、胡弓、三味線の3人組による門付芸として描かれている。

中世に興起した語りもの芸能である説経節は、「苅萱」「俊徳丸（しんとく丸）」「小栗判官」「山椒大夫」「梵天国」「愛護若」「信田妻（葛の葉）」「梅若」「法蔵比丘（阿弥陀之本地）」「五翠殿（熊野之御本地）」「松浦長者」など中世に起源をもつ物語を主な演目とし、主人公の過酷な運命と復讐、転生などをモチーフに下層民衆の情念あふれる世界を描いた民衆芸能である。
説経節は長らく乞食芸として大道芸・門付芸として行われてきたが、近世に入って、三味線の伴奏を得て洗練される一方、操り人形と提携して小屋掛けで演じられて庶民の人気を博し、万治から寛文にかけて、江戸ではさらに元禄5年（1692年）頃までがその最盛期であった。
義太夫節に押されて早々と廃れてしまった上方に対し、江戸は三都のなかで最も説経節が盛んで、元禄年間には天満重太夫、武蔵権太夫、吾妻新四郎、江戸孫四郎、結城孫三郎らが櫓をかかげて説経座を営んだほか、語り手としては村山金太夫や大坂七郎太夫ら著名な説経太夫がいた。しかし、18世紀初頭をすぎると江戸においても説経節による人形操りは衰退し、享保年間にあらわれた2世石見掾藤原守重あたりを最後に江戸市中の説経座は姿を消し、再び、大道芸・門付芸となっていった。この過程で古い説経節のスタイルは消え、構成も詞章も浄瑠璃の影響を強く受けた説経浄瑠璃の形になった。

### 祭文

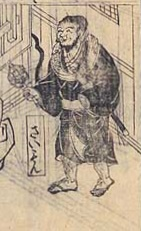
『人倫訓蒙図彙』（1690）より「祭文」

祭文は、神道に主たる起源を有し、本来は祭りのときなどに神祇に対して祈願や祝詞として用いられる願文であったが、神仏習合の進行著しい中世にあっては山伏修験者に受け継がれ、錫杖や法螺貝を伴奏として歌謡化する一方、修験の旅にともない日本列島各地に広がり、下級宗教者や門付芸人の手にもわたって普及した。

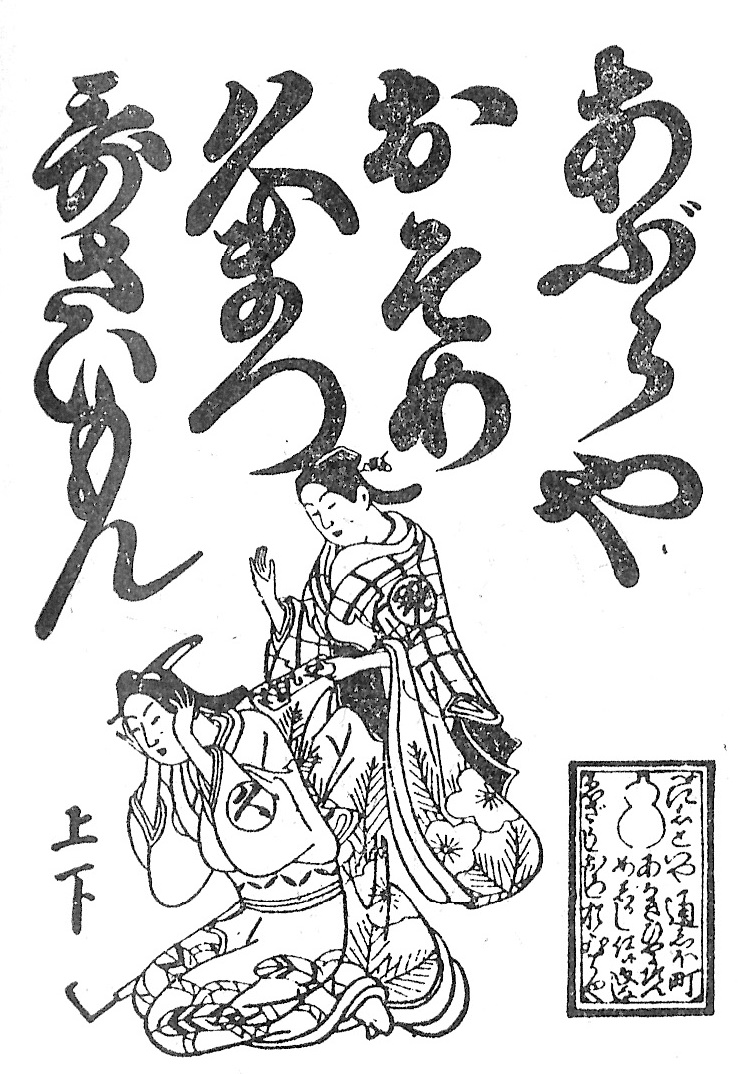
歌祭文の唄本「油屋お染久松」

江戸時代に入ると、祭文は説経節同様に三味線などと結びついて歌謡化し、これを「歌祭文」もしくは「祭文節」と称した。歌祭文（祭文節）は、元禄以降、「八百屋お七恋路の歌祭文」「お染久松藪入心中祭文」などの演目があらわれ、世俗の恋愛や心中事件、あるいは下世話なニュースなども取り入れ、一種のクドキ調に詠みこむようになった。歌舞伎・浄瑠璃の演目として知られる『桜鍔恨鮫鞘』のもととなった古手屋八郎兵衛のお妻殺しの事件も、当初は歌祭文で歌われた作品である。
歌祭文に対し、錫杖と法螺貝のみを用いた「デロレン祭文」（貝祭文）は、同様に世俗的な演目を扱いながらも語りもの的要素の強い芸能として残った。
やがて、祭文と説経節は結びついて「説経祭文」と称されるジャンルを生んでいる。

### 放下
放下は田楽法師の伝統を受け継ぐ雑芸である。室町時代から近世にかけてみられた大道芸のひとつで、元々禅宗の「放下（一切を放り投げて無我の境地に入るの意）」に由来するが、「投げおろす」の原義から派生して鞠（まり）や刀などを放り投げたり、受けとめたりする芸能全般を表すようになったと考えられる。放下は、従来の散楽や田楽から学び習った曲芸や奇術を専業化し、人が行き交う大道や市の立つ殷賑の地などで演じて人気を博し、演者には田楽法師と同様に僧体をしている者も多く、その場合は「放下僧」と呼ばれた。また、烏帽子をかぶり、笹竹に恋歌の書かれた短冊を吊り下げ、それを背負って歩く放下師もいた。

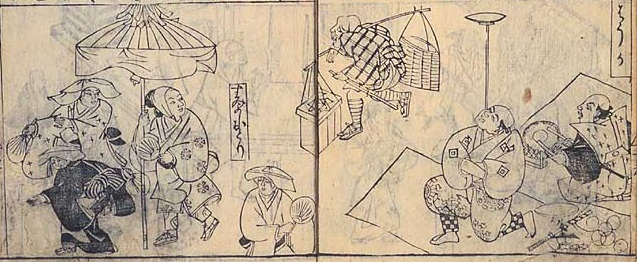
『人倫訓蒙図彙』（1690）より「放下」（右）「住吉踊り」（左）
放下師は路上で皿回しをしている。

放下は、近世にいたって俗人の手にうつったが、従来の品玉（しなだま）、八ツ玉、手鞠、弄丸（ろうがん）といった曲芸だけではなく、鞠の曲、玉子の曲、おごけの曲、うなぎの曲、枕の曲（枕返し）、籠抜け、皿回しなども演じた。また、放下芸と獅子舞を生業とする伊勢太神楽の集団が成立したのも近世初頭である。一方で小屋掛けがなされるようになり、寄席演芸の１つとして、大がかりな曲芸や手品も行うようになった。手品は、山芋をうなぎにする、籠より小鳥を出す、絵を鶴にするなどといったもので、元禄年間に活躍した有名な手品師、塩の長次郎も放下師の出身であった。また、『京都御役所向大概覚書』という史料によれば、寛文9年（1669年）、豊後屋団右衛門という人物が歌舞伎などの興行に対抗して「放下物真似」の名代が許されている。
江戸時代前期にあってはまた、当時流行の歌舞伎や人形浄瑠璃（文楽）との提携も進み、その幕間に大いに演じられた。江戸歌舞伎の座元（太夫元）となった都伝内も放下師の出身であったという。元禄以降、次第に劇場からは姿を消し、大道芸に回帰していった。

### 落とし噺の始まり

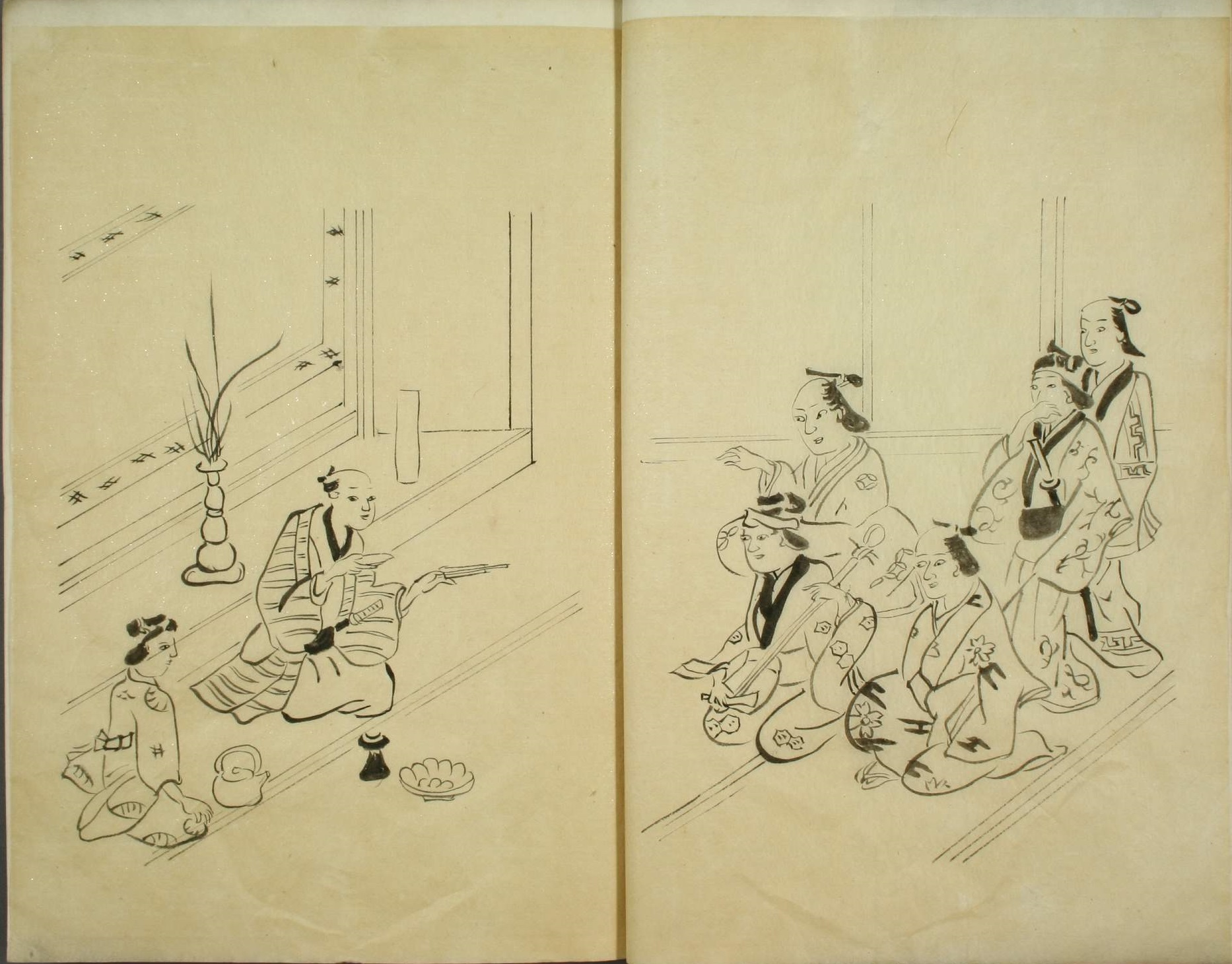
酒宴で噺をする鹿野武左衛門（『鹿の巻筆』より）

現代「落語」と呼ばれる「落とし噺」が始まったのも元禄時代であった。上方では辻で、江戸では座敷で人びとを集めて噺を聴かせたのが落語家（噺家）の始まりとされている。
京都では天和・貞享の頃、もと日蓮宗の談義僧であった露の五郎兵衛が四条河原や北野などの大道で活躍した。これを「辻噺」といい、五郎兵衛が机のような台（見台）に座って滑稽な話をし、ござに座った聴衆から銭貨を得るというものであった。五郎兵衛は、後水尾天皇の皇女の御前で演じた事もあった。少し遅れて大坂に米沢彦八が現れて人気を博した。彦八は生玉神社の境内で小屋掛けの辻噺を行い、名古屋でも公演した。『寿限無』の元になる話を作ったのが、この初代彦八であるといわれている。
同じ頃、江戸の町では塗師職人であった大坂出身の鹿野武左衛門が芝居小屋や風呂屋に呼ばれ、あるいは酒宴など、様々な屋敷に招かれて演じる「座敷噺」（「座敷仕方咄」）を始めて評判となった。
時期をほぼ同じくして三都で活躍した上記3名は、いずれも不特定多数の観客から収入を得ている事から噺家の祖とされる。ただし、江戸の武左衛門が些細なことから流罪に処せられた事から、江戸の「座敷噺」人気は一旦下火となった。落語が寄席で不特定多数の聴衆から木戸銭を得て興行を行うのは、この後の事である。

### 能と謡曲
江戸期に入り、幕府が能楽を武家の式楽とした事から発展し、徳川綱吉は能狂言と「論語」に熱心で、江戸城にしばしば観世座・金春座・宝生座・喜多流の太夫を召して能楽を催し、。やがて聖堂でも護国寺でも演じられた。
幕府の高官・旗本・諸大名などでも社交上ないし教養として能を舞い、謡を嗜む者が多くなった。4代徳川家綱は琵琶や幸若舞を愛好したが、綱吉は能楽を偏愛したため、琵琶や幸若はこれを機に衰退したほどである。貞享年間に彦根藩では猿楽師55人を擁したという記録があるように、諸藩でも能楽師を士分として抱える事が多かった。加賀藩主前田綱紀もしばしば江戸城内で演能した一人で、家中の武士や細工所の職人にまで奨励し、宝生流に限った為、加賀宝生の伝統が形成された。
農村や遊里でも能楽の流行が見られた事は、『好色一代男』などのような文学作品や諸国の記録によっても知られている 。

### 音楽
この時代、永禄年間に和泉国堺に伝来した三味線が歌舞伎や人形浄瑠璃と結びついて庶民音楽の中心的楽器となり、古来雅楽の楽器であった箏は歌の伴奏楽器として用いられるようになった。琵琶では雅楽や平家琵琶とは異なる琵琶楽が生まれ、尺八では、17世紀中葉以降、従来の一節切に加え普化尺八と呼ばれる太い尺八も用いられるようになった。能楽で用いられてきた能管・小鼓・大鼓・太鼓などは歌舞伎の伴奏でも用いられたが、そこでは能楽では用いられなかった独特なリズムや奏法が付け加えられた。
雅楽は公家の音楽、能楽は武家の式学、近世に生まれた歌舞伎や人形浄瑠璃は庶民に愛好された芸能として身分に対応して理解されることが多く、事実その通りであるが、一方では身分を超えた交流も多かった。上方と江戸の文化交流も活発で、こうした交流が相互に影響を与えあって多様な音楽ジャンルの生成を促した事実は否めない。同時に、素人による音楽活動、稽古事としての音楽が伸張したのも、元禄時代であった。

#### 武家・公家の音楽
武家が能役者に扶持や所領をあたえて生活保障を行うようになったのは豊臣秀吉に遡るが、江戸幕府もそれを引き継ぎ、能は幕府の式楽としての役割を担うようになった。具体的には将軍宣下の祝賀能や新年の謡初、また公家への饗応の際にもしばしば能が演じられ、上述の通り、能を愛好した将軍・大名も少なくなかった。
平家琵琶（平曲）は、鎌倉時代に琵琶法師によって始められた語りもの音楽であったが、江戸幕府はこれを将軍家の儀式音楽の一つとして採用し、歴代将軍の葬儀や年忌供養にあっては写経を勤める間平家琵琶を演奏するという頓写法要が行われた。諸大名もこれに倣うものが少なくなかった。将軍綱吉自身が平家琵琶の演奏を聴いた記録も残っている。
幕府は盲人音楽家達の組織である当道座に、一種の福祉政策として特権的な地位をあたえた。当道座の音楽家にとって表芸はあくまでも平家であったが、三味線や箏も弾いた。三味線も箏も庶民に愛好された楽器であったが、幕府が正式にお墨付きを与えたのは当道座所属の盲人男性のみであった。
元禄時代の京都では生田検校によって生田流箏曲が生まれた。生田検校は、俗箏の開祖である八橋検校の孫弟子に相当し、正徳5年（1715年）に没したと伝わるが、その生涯はよくわかっていない。
雅楽は公家を中心に伝えられてきた音楽であるが、江戸時代にあっては武家の経済的援助で活動が支えられるようになった。戦国時代末期に京都・奈良・四天王寺（大坂）に三方楽所が成立しているが、江戸幕府は三方のそれぞれ17名、計51名に知行をあたえて保護しており、禁裏が扶持をあたえた楽人23名よりも多かった（ただし、重複を含んでいる）。また、幕府は寛永19年に三方楽人の一部を江戸に下向させ、城内紅葉山の祭祀や日光東照宮の祭礼、外国の使臣の饗応などのために演奏を行わせており、雅楽は以降紅葉山楽人によって伝承される事となった。また、三方楽所の総代は年頭挨拶のため下向する事が恒例となった。
なお、佐賀藩の筑紫箏曲や薩摩藩の薩摩琵琶など、特定の藩と結びついて地域に根ざした音楽もあった。

#### 庶民の音楽
庶民の音楽活動の中心は三味線音楽であった。楽器の細部を改造した三味線は、浄瑠璃などの語りもの音楽や当時の流行歌である小歌の伴奏に用いられた。さらに、三味線伴奏の小歌で踊る芸能が歌舞伎へと変化していった事で、三味線は劇場音楽に欠かせない楽器となった。
上述した義太夫節は大坂で、都一中（都太夫一中）のはじめた一中節は京都で、江戸では半太夫節や河東節などが新浄瑠璃の三味線音楽として隆盛した。三都三様を呈する浄瑠璃の曲節が成立したが、河東節などの江戸節は優雅で淡泊、一中節は優艶、義太夫節は深刻さなど、それぞれ異なる特徴を有した。また、一中門下の 宮古路豊後掾が名古屋や江戸で評判となったのが豊後節で、そこから常磐津節、富本節、清元節が派生している
地歌（地唄）では野川検校による野川流や佐山検校による佐山流、市川流、早崎流などが生じて隆盛し、お座敷音楽として長唄が隆盛したのも元禄の頃からである。
この時期の上方の流行歌に、のんやほ節がある。「のんやほ」という囃子詞が入り、これに合わせて踊る「のんやほほ踊り」があった。

### その他の芸能
元禄期の絵入りの職業百科事典『人倫訓蒙図彙』によれば、当時、大道芸・門付芸としては、上述した説経節、祭文、放下のほか、念仏や経を独特の節をつけて唱える門経読や歌念仏、鐘を打ちながら念仏踊りをおこなう念仏申・鉢敲・八丁鐘、いたか（卒塔婆書）に曲芸的要素を付加した高履、悪魔を退散させる獅子舞、獅子舞と曲芸を結びつけて伊勢神札を配る伊勢太神楽（代神楽）、人形遣いを伴う夷舞、新年を言祝ぐ萬歳、『太平記』を朗読し、講釈する太平記読み、盲人男性（座頭）・盲人女性（瞽女）による音曲などがあり、これは勧進の範疇（「勧進もらい部」）にあった。
同書では、芝居（歌舞伎、浄瑠璃）については遊郭、職人・商人とならび「職之部」に含めており、「能芸部」には歌や俳諧などの文芸、儒・算・医・按摩などの学芸、馬・槍・太刀などの武芸、茶道や庭、立花、将棋などの遊芸のほか、歌舞音曲があった。歌舞音曲には、舞楽、笙、琴、能、地謡、鼓、太鼓、狂言、舞、尺八、一節切などがあり、「能芸部」に属する諸芸の演者は技能者であると同時に、芸能を一般の人に教える師匠の資格を有した。

## 美術と工芸
美術では、上方の有力町人を中心に、寛永期の文化を受け継いで、一段と洗練された作品が生み出された。

### 絵画

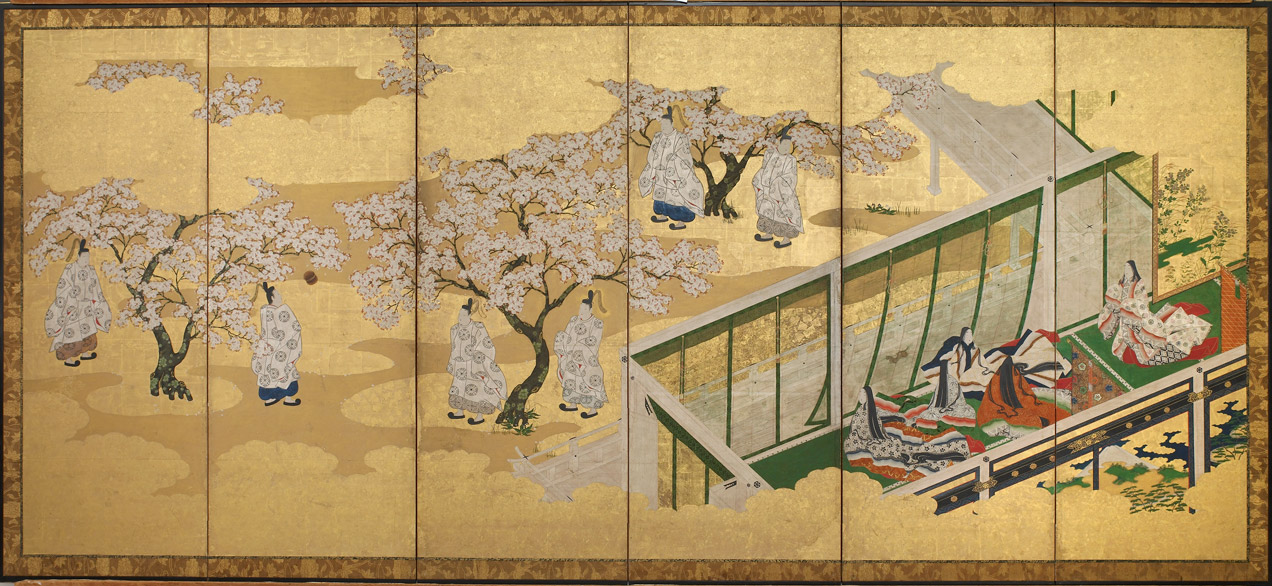
土佐光起『源氏物語柏木図屏風』

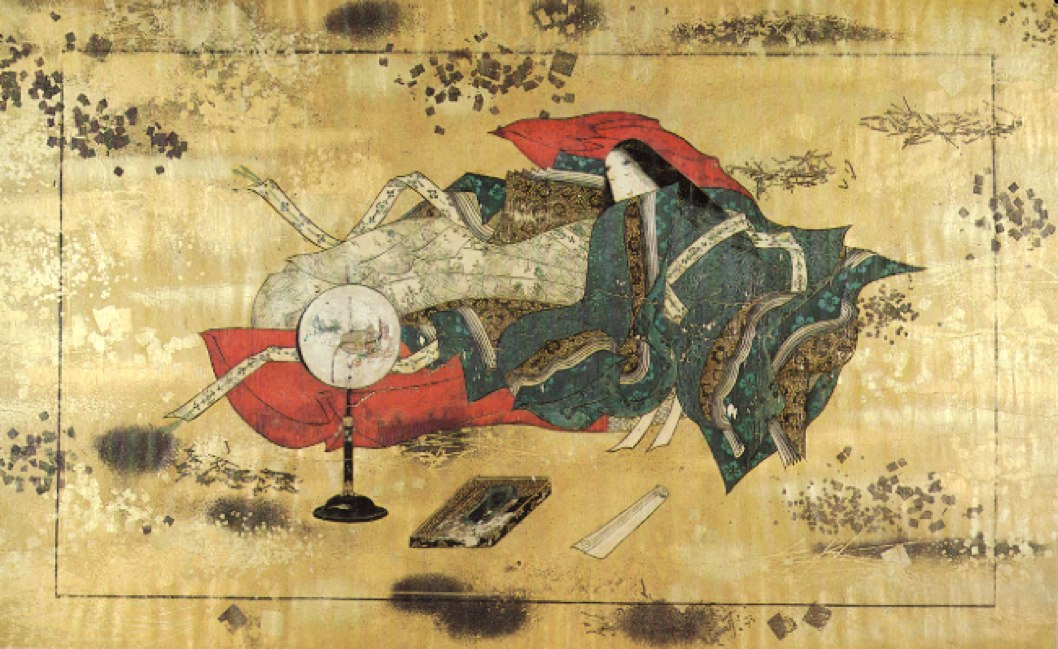
住吉具慶『源氏物語図』（部分）

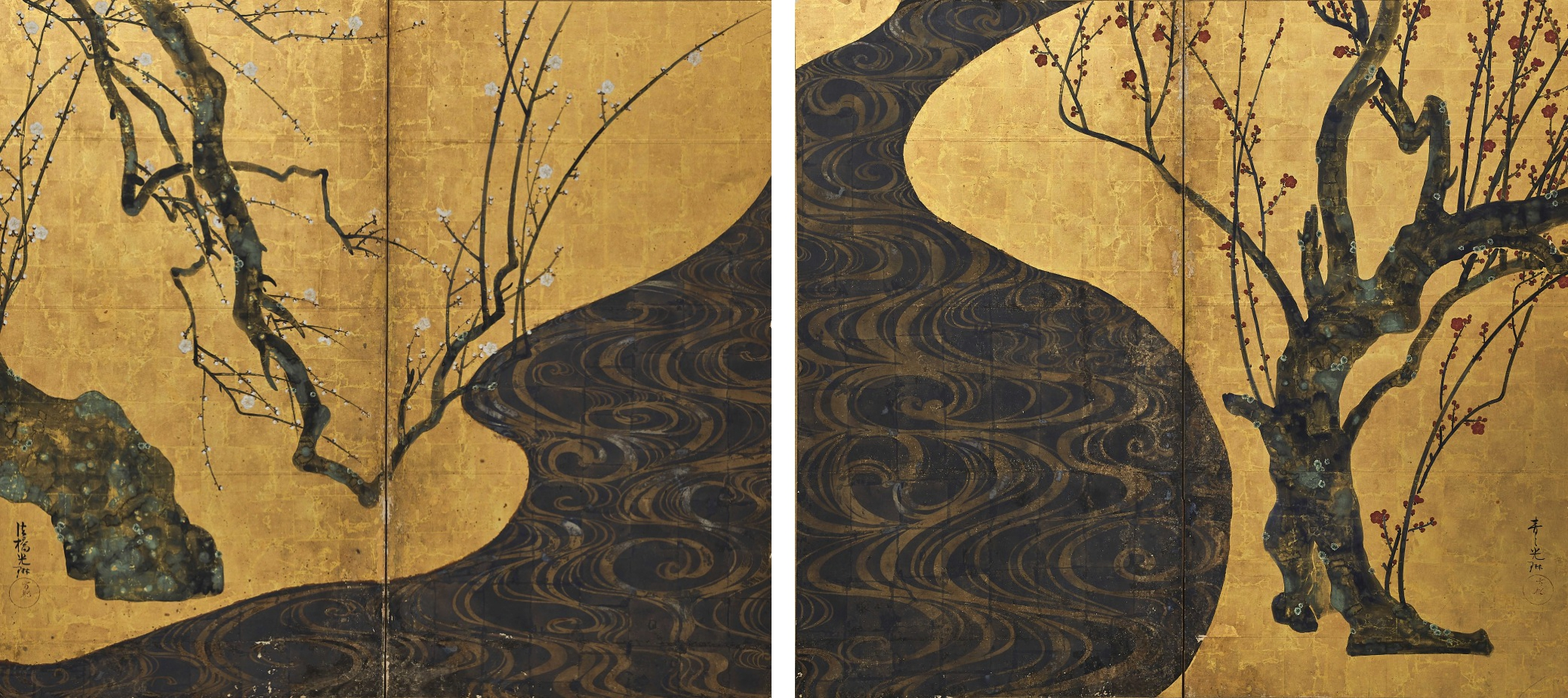
『紅梅白梅図屏風』（尾形光琳）

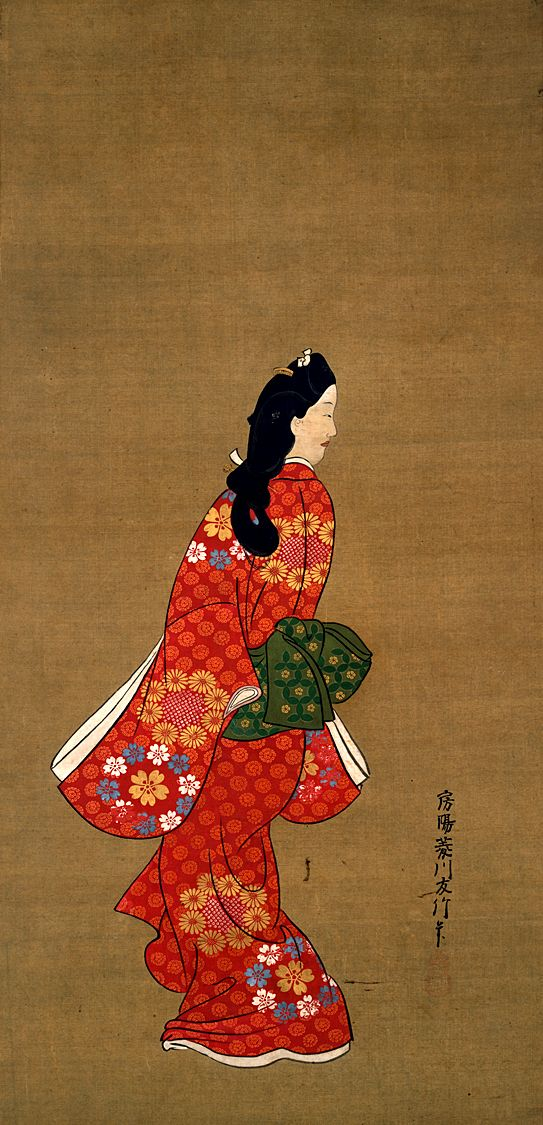
菱川師宣『見返り美人図』

絵画では狩野探幽が江戸城や名古屋城の障壁画を描き、その一門は狩野派として幕府御用絵師の地位を得た。探幽（守信）・尚信・安信の兄弟とその係累を江戸狩野と称するのに対し、豊臣氏の御用絵師であった狩野山楽・山雪の家系は許されて京に住したため京狩野と称している。江戸狩野はまた、その住所によって鍛冶橋狩野・木挽町狩野・中橋狩野などと呼んでいる。狩野派は殿中の障壁画を描き、将軍に絵の指導をしたり、また諸大名や旗本も狩野派の絵で城郭や屋敷を飾ったので、形の上では全盛期ではあったが、作品は新鮮味に欠けるようになった。
一方、大和絵の系統では堺にあった土佐光則と光起が京都に戻り、土佐派の復興がなされた。伝統の手法を復活させた土佐光起は朝廷に召し抱えられて宮廷絵所預となり、大和絵に漢画の手法も取り入れた。
土佐派から土佐広通があらわれ、寛文年間に鎌倉時代の名手だった住吉慶忍にあやかって住吉如慶を名乗り、住吉派をおこした。如慶は江戸で大和絵の伝播に努め、如慶の子の住吉具慶は幕府御用絵師に取り立てられて、その流れから久隅守景・多賀潮湖（のちの英一蝶）らを出している。
久隅守景・英一蝶はそれぞれ狩野探幽、狩野安信にも学んだが、2人とも破門されている。守景はその庶民的な画風が高く評価されており、一蝶は市井の風俗・行事を軽妙洒脱に描いた事で知られる。しかし、元禄期に入ると、これら保守系の画系は全体的にはふるわなくなってしまった。
風俗画の分野では、寛永期の岩佐又兵衛を浮世絵の始祖に挙げる事がある。彼は生前から「浮世又兵衛」と称されていたようであるが、全面的な展開は菱川師宣を待たなければならない。また、この時代にあっては木版挿絵本が特に上方でさかんに刊行された。御伽草子、舞曲、古浄瑠璃正本、古典文学、軍記物などに仮名草子が加わり、当初は稚拙で単一色だったものがやがて技巧的な作品や彩色の施された作品が出てきた。これらは浮世絵版画の登場に影響を与える事となった。
元禄時代には、京と江戸を中心に、都市町人による新しい絵画が生まれた。
京都では、高貴な人々を上得意とした呉服商「雁金屋」の次男として生まれた尾形光琳が、大和絵の俵屋宗達の始めた装飾画を大成した。
『つつじ図』『維摩図』などにそれが見てとれる。第二に、家業から学んだ構成法があり、抽象的な水紋の表現などにみられる。第三には写生に意を用いていたこと、第四に俵屋宗達の影響であり、『風神雷神図屏風』の模写などに典型的にみられる。
そうした諸要素が組み立てられて彼自身の造形感覚で秩序づけられたのが『燕子花図屏風』と『紅梅白梅図屏風』である。前者は、総金地の六曲一双の屏風に、濃淡の群青で花を、緑青によって葉を描き、その二色以外は用いずにカキツバタを描いて鮮烈な印象をあたえ、左右のバランスも考慮してリズミカルに配置した
odama461/>。後者は、渦巻き流れる水流を銀泥で描き、しっかり根を張ったウメの木の静と動の対比を抽象化して装飾的にまとめたものであるい。光琳の絵は、宗達など古典主義的な諸作品から影響を受けながらも、斬新なアイディアと感覚的な意匠にすぐれ、蒔絵の手法なども用いて、あでやかな色調と図案的な抽象性を両立させる所に特徴がある。
17世紀後半、安房国出身の菱川師宣があらわれた。それに先だって上方でも江戸でも寛文美人図という一連の諸作品が流行したが、やがて表現のマンネリ化が進行した。菱川師宣は、土佐派・狩野派などの伝統的な諸様式を吸収し、職人画の様式も消化して、中国の版画の技法も取り入れて庶民画として独自の画風を確立して江戸絵画に画期をもたらした。
師宣は当初『伽羅枕』『武家百人一首』『絵本このごろぐさ』『好色一代男』など印刷された挿絵本で名をあらわした。やがて、民衆の需要増に応じて、個人の独占する肉筆画に加え、大量の木版画を手がけるようになった。当時の人は版画よりも肉筆画を貴重なものと見なしたが、浮世絵が様式としての生命を長く維持できたのは木版画に新しい技法や表現の可能性を追求でき、また美術品に商品としての価値もつけられ、多くの人の鑑賞にさらされたからでもあった。
版画は当初墨一色であったものが後に色刷もなされるようになり、師宣によって初期浮世絵派の様式的確立がなされたのである。やがて冊子という形式からも脱し、浮世絵は一枚物の版画として発展していった。その代表作『見返り美人図』は立ち姿の女性が何気なく振り返った一瞬をよく捉えた肉筆画である。この後、江戸では美人・役者など都市の風俗を題材とする浮世絵が愛好されるようになった。
浮世絵木版画は安価に入手できる事もあって、大きな人気を得た。師宣以降は鳥居清信があらわれ、役者絵と美人画に大きな影響を残した。清信は市村座の看板を描いて以来他の各座の看板絵を手がけ、後に役者絵の一枚刷りを描いた。鳥居派の画法は、後に江戸歌舞伎絵の主流を占め、上方にも流布するようになって大森善清や西川祐信などが数多くの名品をのこしている。一方清信の美人画は、鳥居清倍、奥村政信および懐月堂派に影響をあたえた。清倍は役者絵・美人画の分野で清信に劣らぬ才能を発揮し、懐月堂安度は美人の立姿を主として肉筆画で量産した。安度自身は江島生島事件に連座するが、彼の工房には20名以上の弟子や画工がおり、安度追放後も量産をつづけた。また、西川祐信の影響を受けた奥村政信は、丹絵・紅摺絵・漆絵の技法を開発し、次代の錦絵全盛時代を準備した。

### 彫刻

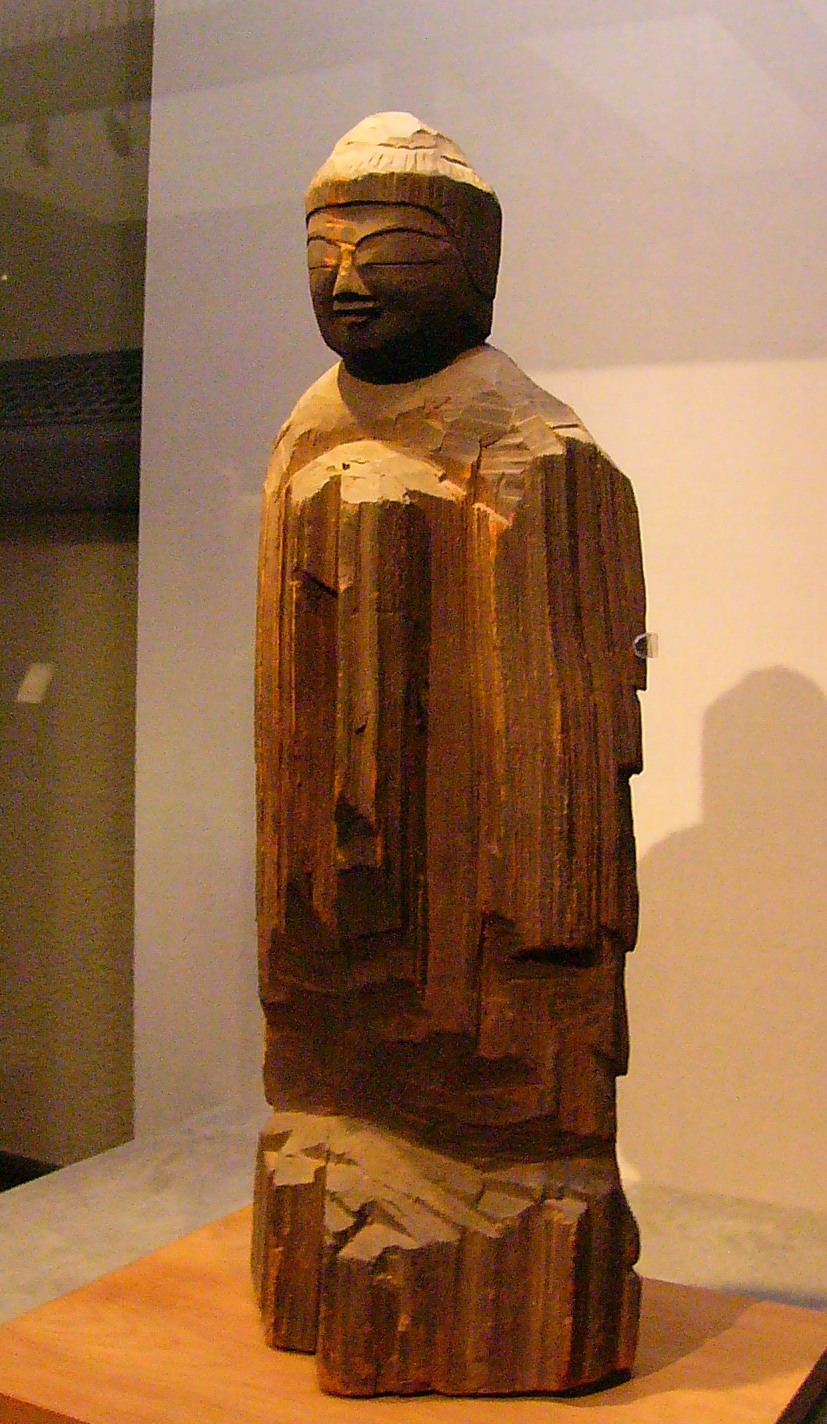
如来像（円空仏）（東京国立博物館）

仏師としては大仏師康猶が日光東照宮や上野寛永寺などの造像にたずさわり、明からおとずれた氾道生は宇治萬福寺の諸像の制作に従事して明末の技法を日本に伝えたものの、その影響は限定的であった。
この時代に光彩を放ったのは上方や江戸の専門仏師よりもむしろ、地方の僧や遍歴の僧であった。その一人が松雲禅師元慶であり、宝山湛海であった。京都の仏師出身の元慶は諸国行脚ののち五百羅漢制作を発願し、元禄8年（1695年）に五百数体を江戸で完成させた。宝山湛海は厳しい苦行経験を体現させた唐招提寺不動明王像などで知られる。
こうした中で近年特に注目されるのが、ほぼ全国を行脚した遊歴の臨済僧円空である。彼は蝦夷地、奥羽、関東、中部など東日本各地を布教するかたわら、ナタやノミの荒々しい感触を残す鉈彫の技法によって、素朴で力強い神像・仏像を十万体とも十二万体ともいわれる彫像を制作し続けた。この彫像は当時の伝統的仏教彫刻にはみられない造形であり、その分布は奥深い山あいの地に濃密に分布している。当時にあってそれは、各宗派の教線が未だ十分に及ばない地域である事から、円空は各宗派の勢力圏の空白を埋める形で巡錫し、近世寺院が失った民衆救済としての信仰の場を提供する修験者として造仏活動を展開したのであり、半面では職人である仏師と聖職者である僧侶に区分される以前の仏師僧（造物聖）の姿でもあった。
陸奥国八戸はこのような造仏のさかんな地域であり、正徳年間を中心に2,000体もの造仏を行った大慈寺の奇峰学秀や同地出身の津要玄梁の活動が知られている。

### 書道・篆刻

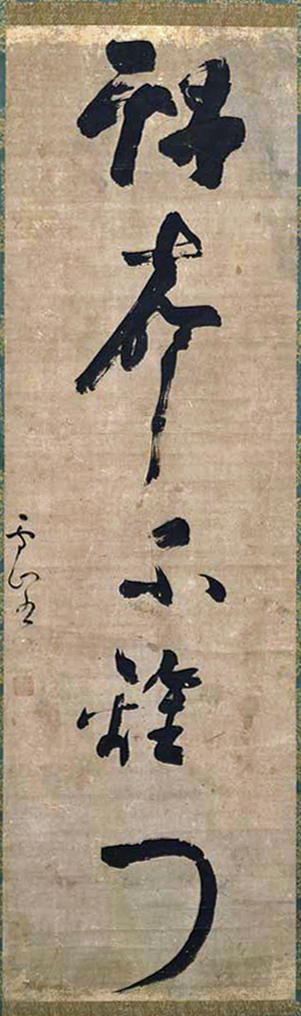
北島雪山「一行書（得聲不離門）」（ 東京国立博物館）

書道では、和様が桃山時代から江戸時代初期にかけて古典復興の気運にのって発展し、近衛信尹、本阿弥光悦、松花堂昭乗の3人は「寛永の三筆」と呼ばれるほどであったが、元禄期には博覧強記で知られた近衛家熙が藤原行成の書風を深く研究して稀代の能書家といわれた。ただし、彼を除くと全体的には停滞傾向にあった。
この時期で特筆されるのは、尊円流（青蓮院流）の系統をつぐ御家流が幕府の公用文書の書体として採用された事もあって、印刷物などを通して広く民衆に普及した事である。ただし、これはもっぱら実用に徹した書風であって芸術性を指向したものではなかった。
天下泰平の世にあって女性も書きものをする機会が増え、「女筆」と呼ばれる手習いが御家流とともに生まれた。女筆の手本としては大橋流と玉置流が知られていたが、共に男性によるものであり、女性の手になるものとしては慶安5年（1652年）刊行の2代目小野お通（真田信政夫人）筆の『女筆小野おづう手本』が最初である。元禄13年（1700年）に女訓書『女今川』を筆書した沢田お吉もまた能書家として知られる女性であった。
一方、中国的な書風では、武家出身の石川丈山の隷書が注目される。また、隠元、木庵らの黄檗僧や儒者朱舜水らによって明の書風が伝えられ、新しい書風として「唐様」が知識人の間に流行した。肥後国熊本藩の儒医の家に生まれた北島雪山は唐様の名手として知られている。
隠元・木庵は篆刻をよくし、また、承応2年（1653年）に来日した独立性易は学識深く、本国にいた時から篆刻で有名であった。彼は江戸を訪れ、正しい書法を啓蒙し、明代の篆刻を広く伝えている。

### 工芸

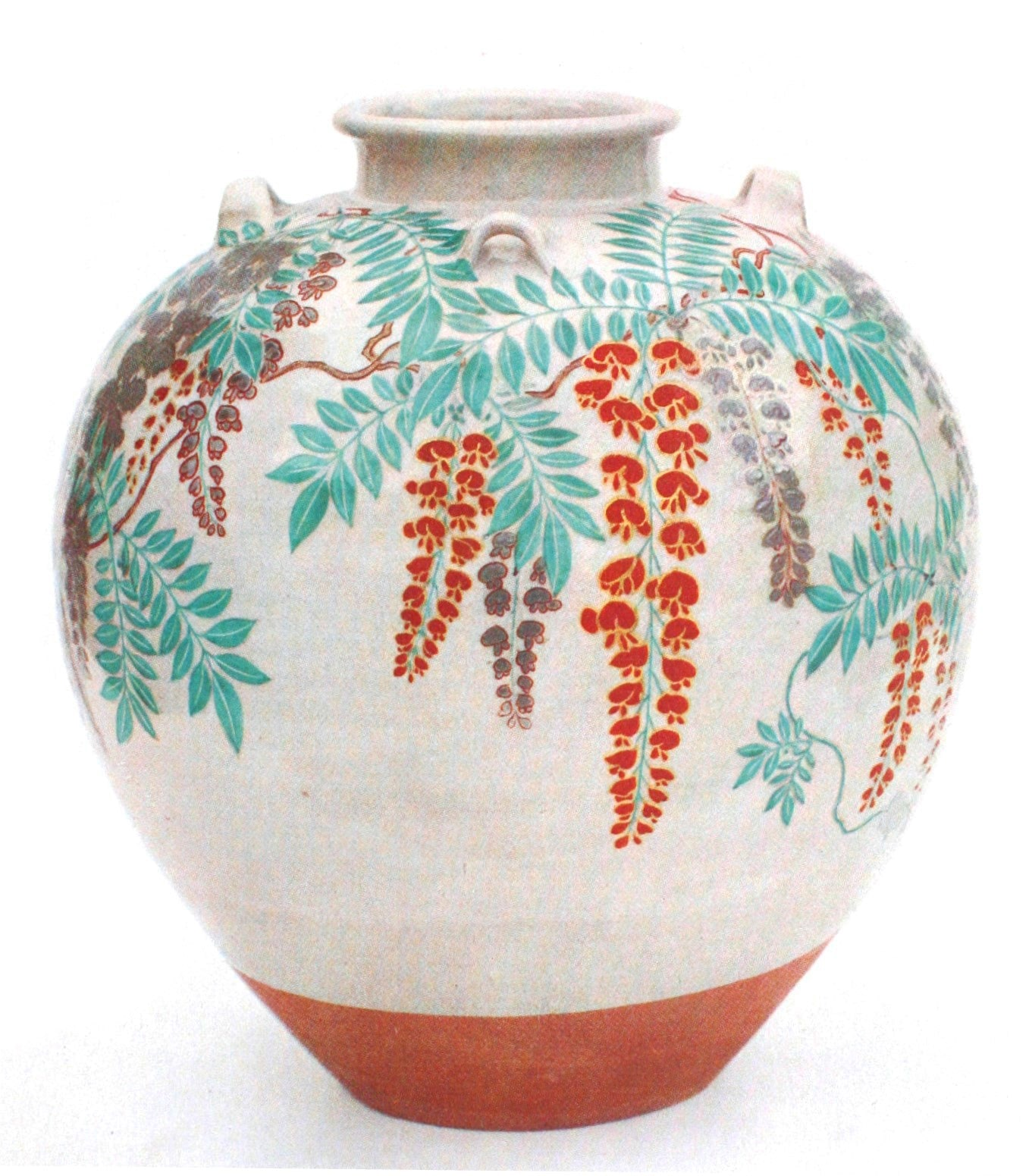
野々村仁清「色絵藤花文茶壺」（MOA美術館）

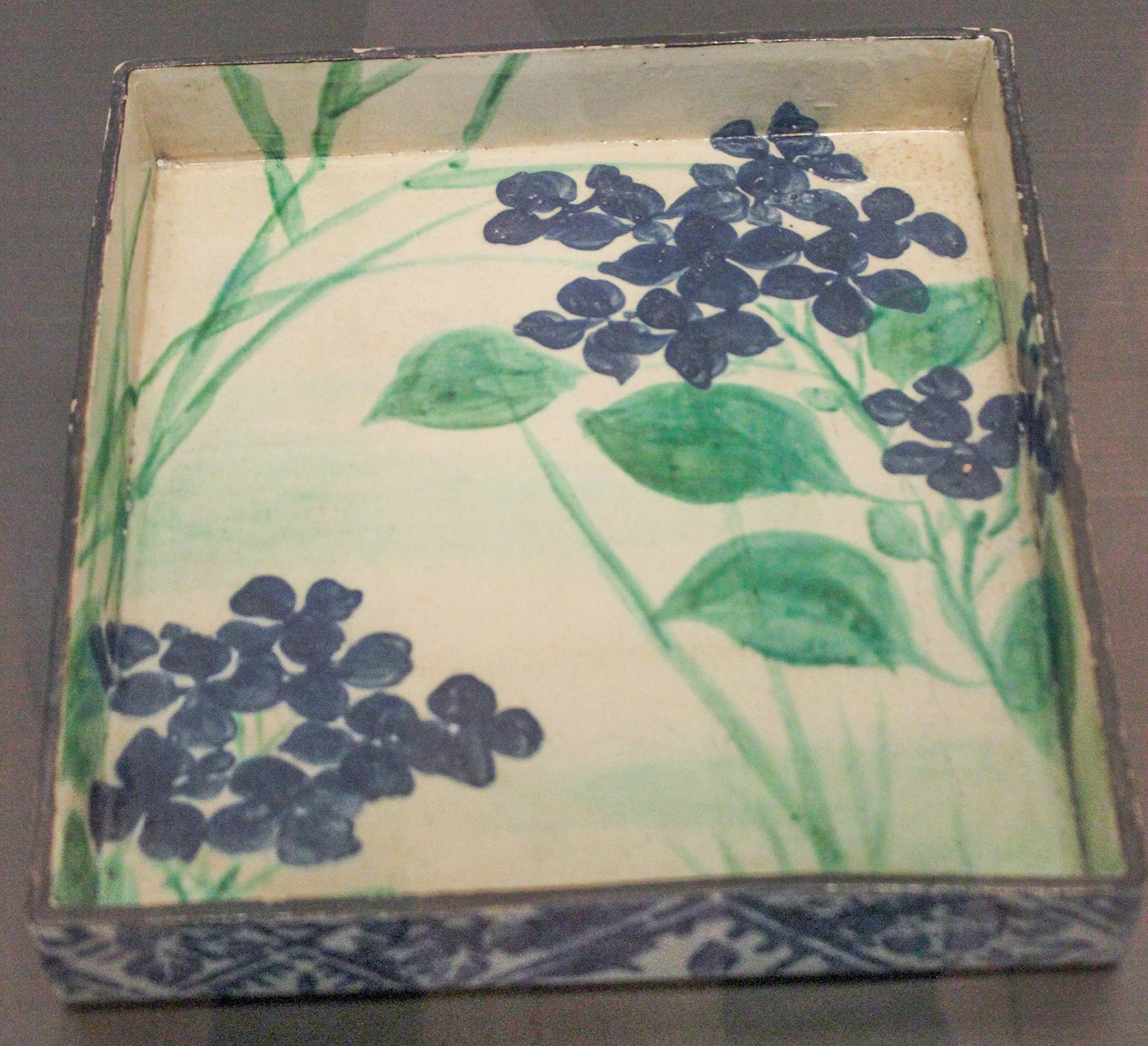
尾形乾山「色絵紫陽花文角皿」（ギメ美術館）

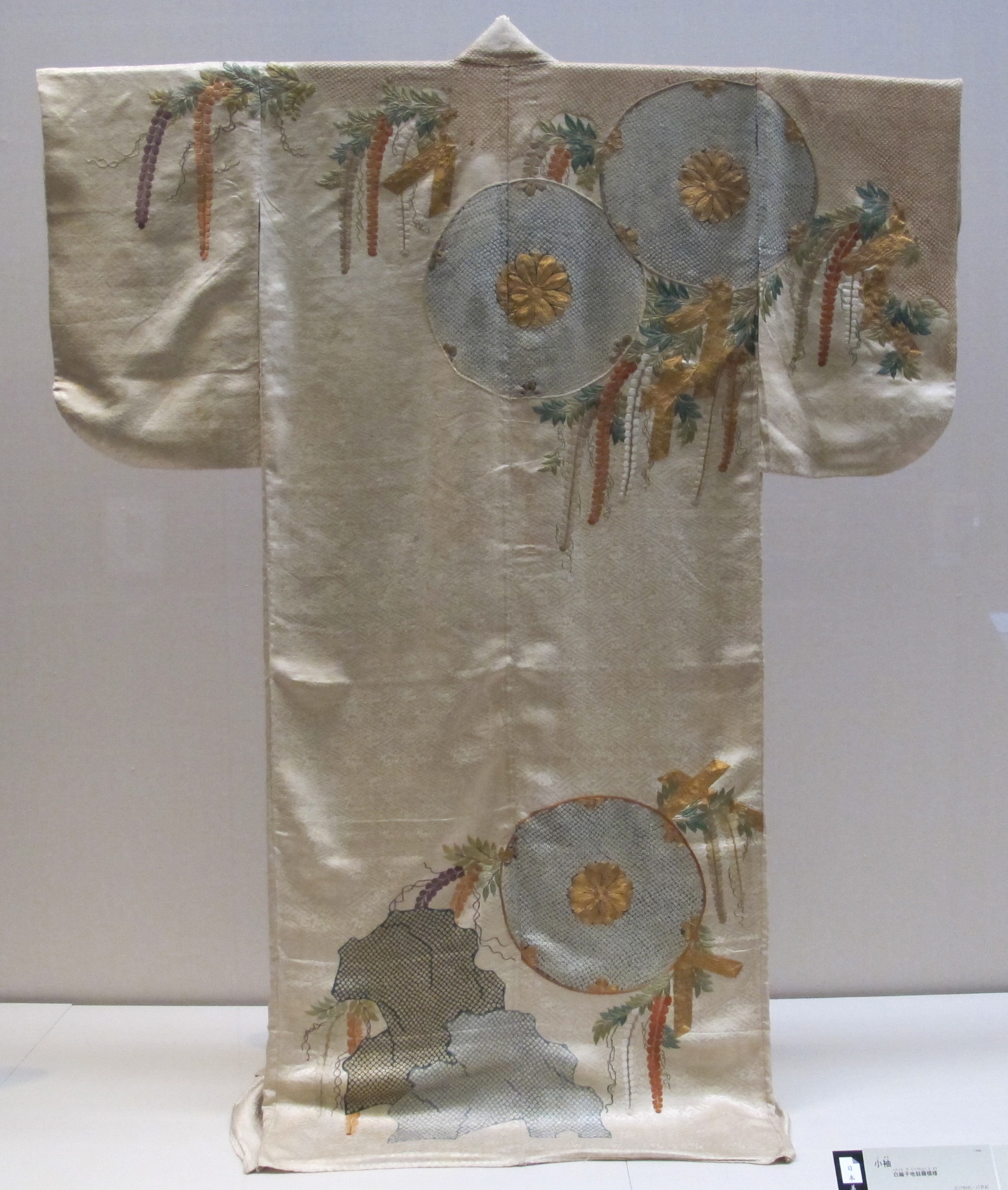
白綸子地藤鼓模様小袖 江戸時代（17世紀）東京国立博物館蔵

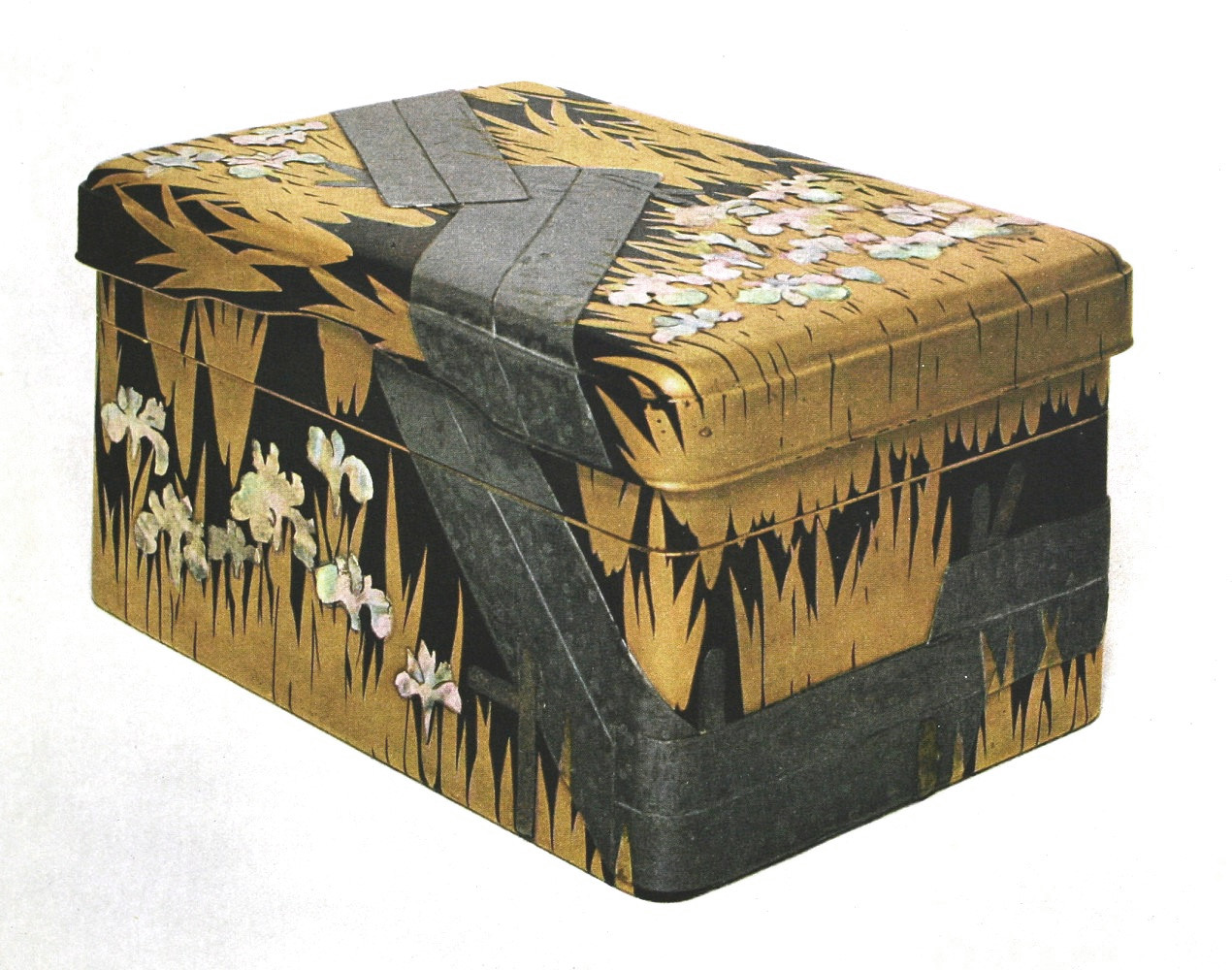
八橋蒔絵螺鈿硯箱（尾形光琳、国宝）東京国立博物館蔵

工芸分野では桃山時代に端を発した清新大胆なデザインが町人の創意を加えていっそう洗練され、とくに蒔絵・陶磁・染織では高いレベルに達した。また、各藩の産業振興策とあいまって地方工芸が発達し、大衆生活のなかへ普及していった。

#### 陶芸
茶器の需要が高まり、陶芸の発展も著しかった。有田・唐津を擁する肥前国の窯業では、古伊万里・色鍋島の色絵磁器が元禄から享保にかけて大発展を遂げ、技術面でも量産の点でも最盛期となった。有田の酒井田柿右衛門が成功した赤絵付は、濁手と称される乳白色の素地を生かし、赤など鮮明で美麗な色彩と細い描線で人気を呼び、有田一帯で焼かれるようになり、積み出し港である伊万里港の名によって「伊万里」と称された。元禄期には市井・村落の風俗やオランダ船なども描かれるようになり、オランダを経由して未だ磁器を有しないヨーロッパ諸国にも輸出された。また、有田・伊万里を領する佐賀藩では藩直営の窯を有して厳しい監督のもと高級品を作らせたが、これが色鍋島である。
朝鮮から伝来した九州や防長の諸窯に対し、この時代には、国内窯業の伝統を濃厚に保持した京都の陶芸の勃興も著しかった。京都の野々村仁清が上絵付法をもとに色絵を完成して京焼を大成し、清水焼をはじめ洛中洛外の諸窯に影響をおよぼした。仁清は、丹波国出身の陶工で名を清右衛門といい、当初洛東の粟田口焼で修行し、さらに腕に磨きをかけるために尾張国まで出向いて瀬戸焼を学び、茶人金森宗和の推挙で京都仁和寺の門前に御室窯をひらいた。「仁清」の号は窯の所在地である仁和寺と本名の清右衛門より一字ずつとったものである。
仁清の作品は、ロクロや彫塑による、神業に似た成形の妙に特色を有した多様な茶器・懐石道具であり、ほとんどが貴族趣味を漂わせる富裕層むきの高級奢侈品であり、日本情緒のただよう名品が多い。とくに、藤、山寺、吉野山、若松、けし、月梅などを図様にした大ぶりの茶壺は彼の意匠の独創性や卓越性を示しており、法螺貝や雉をモチーフとした香炉などは洒脱な彫塑作品である。
「雁金屋」の三男であった尾形乾山は、仁清から作陶を学び、元禄12年（1699年）に陶法修得の証として秘伝の陶法書を伝授されている。乾山は、独特の絵付けをおこない、兄の光琳の画風もいかして装飾的で変化に富む高雅な意匠をうみだした。彼の鳴滝窯の作品は、絵と書と陶を融合させた斬新な意匠で知られ、色絵楽焼にも学んで茶陶の世界に新境地を開いた。光琳が派手好みの芸能を好む道楽者であったのに対し、乾山は隠逸を好む読書人で脱俗的であり、作品もまた、前者の明快な造形美に対し、後者は滋味豊かな情趣美に持ち味があって、それぞれ好対照をなしている。この作風の違いはしばしば「光琳の金」に対して「乾山の銀」と形容される事がある。乾山は後に江戸に住し、一時下野国佐野におもむいて作陶したこともあり、その作品はそれぞれ「入谷乾山」「佐野乾山」と呼ばれている。野々村仁清の子の伊八が乾山の養子となって2代目乾山を名乗っている
なお、備後国の姫谷焼の色絵は、寛文年間のごく短い間のみ焼かれたものであるが、その清純な美しさは高く評価されている。

#### 染織
桃山文化期にめざましい発展をとげた絞り染や縫箔による小袖・能衣装のデザインは、均等な文様の繰り返しから非対称で流動的なものへと変化したが、その傾向は江戸時代に入っても受け継がれ、寛文年間には寛文小袖と称される、小袖全体を大きな一つの画面と見立てる意匠が生まれた。寛文小袖のデザインは多様で、あらゆるものが大胆に取り上げられ、ここにおいて、中世的・外来的なデザインではなく、独自の日本的意匠の確立がみられる。
高級織物や生糸は長きにわたって中国からの重要輸入品であったが、この時代には国内養蚕業の発達により上質な生糸がつくられ、西陣で高級織物がつくられるなど国産化が進んで求めやすくなった事と経済成長によって需要も増えた事で染織の技術も進展したのである。
小袖はその形態上、染織による自由な絵模様の発達を促した。桃山時代の辻が花は必ずしも量産に適さなかったが、17世紀末頃から、扇の意匠を小袖に応用する中で開発された「友禅染」とよばれる染色技法が流行するようになった。友禅染の名は京都の画家宮崎友禅斎にちなむと伝えられるが、必ずしも明確な根拠にもとづくものではなく、従来一部で行われていた茶屋染など糊防染の手法が開花・進歩したものとみられる。いずれにせよ、これによって、布地に花鳥山水を自由に染色した小袖が量産できるようになり、綸子や縮緬の生地には華やかな模様があしらわれるようになった。光琳風の精巧優美な模様も描かれるようになり、「元禄模様」として人気を博し、この技法は加賀にも伝えられて加賀友禅と称された。
友禅染や刺繍によるぜいたくな染色がなされる一方で、かすりや木綿絞り、縞物や小紋、中形など庶民の日常生活に密着した染物も出来、諸藩の産業振興と相まって幾何文を主とする素朴で機能美にあふれた衣服も各地で見られるようになった。

#### 蒔絵・漆工
工芸分野で特に技術の発展が著しかったのは蒔絵である。寛永期の本阿弥光悦は蒔絵に新局面を開き、その影響を強く受けた尾形光琳もまた装飾的画風をいかした優れた意匠の作品を残した。ことに、「八橋蒔絵螺鈿硯箱」は古典の『伊勢物語』における八橋とカキツバタの意匠を用いた優品で、上段が硯箱、下段は料紙箱となっている。他に、「住の江蒔絵硯箱」、「紅葵硯箱」、「松に山茶花蒔絵硯箱」など、江戸時代のみならず日本工芸史をかざる逸品である。光琳はまた、扇面や団扇などにもすぐれた遺品をのこしている。
室町時代以来の蒔絵師五十嵐派では、五十嵐道甫が加賀前田家に招かれて御用蒔絵所の職を任され、加賀蒔絵を創始した。特異な作家としては小川破笠がおり、陶磁と彫漆などの手法を組み合わせた中国趣味の強い図様の蒔絵をつくった
。
なお、輪島塗、会津塗、津軽塗、出羽能代や飛騨高山の春慶塗、若狭塗、城端塗など地方の漆芸も、この時期以降、生活に根ざした庶民的な工芸品として各地で多彩な発達をみせた。

#### 金工
桃山から江戸時代初期にかけては建物の大規模な造営が続いたため、建物金具の技術は長足の進歩を遂げたが、やがて他の工芸分野や刀剣装飾などにも精密な技巧が施されるようになった。印籠や煙草入れを腰に留める根付などには細密な意匠が凝らされ、一方で刀剣装飾では後藤家が名門として絵画における狩野派のような地位を得、後藤家から分かれた奈良家からも名工があらわれた。
装剣金工師の横谷宗珉は、当初幕府の彫物御用の後藤家の下地師であったが、元禄初年の1690年頃に独立し、狩野探幽や狩野安信、英一蝶などの作品を下絵に応用して絵風彫刻を創始して、「町彫 (まちぼり)」と称された。これに対し、後藤家の金工は「家彫」とよばれた。

### 建築

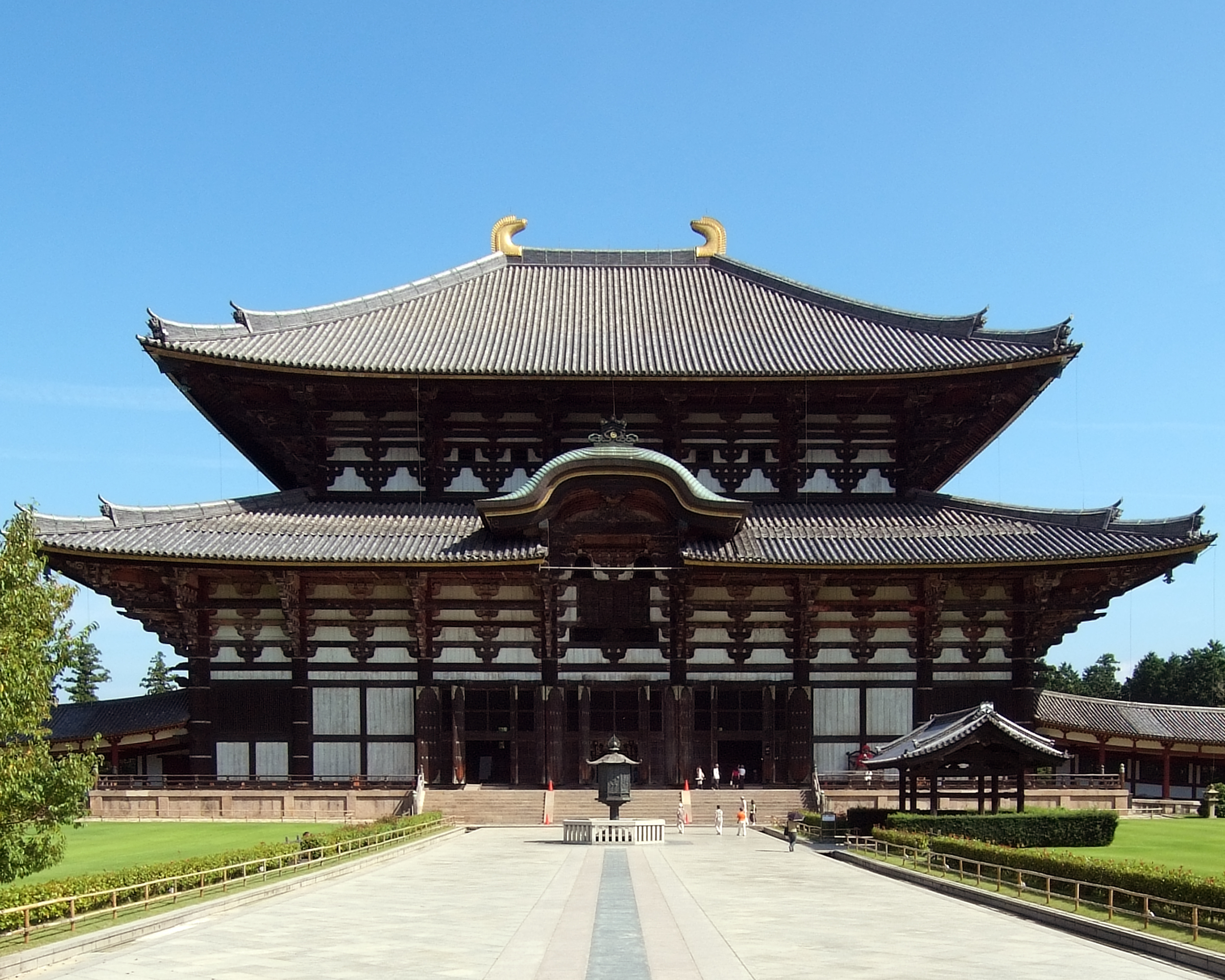
東大寺金堂（大仏殿）

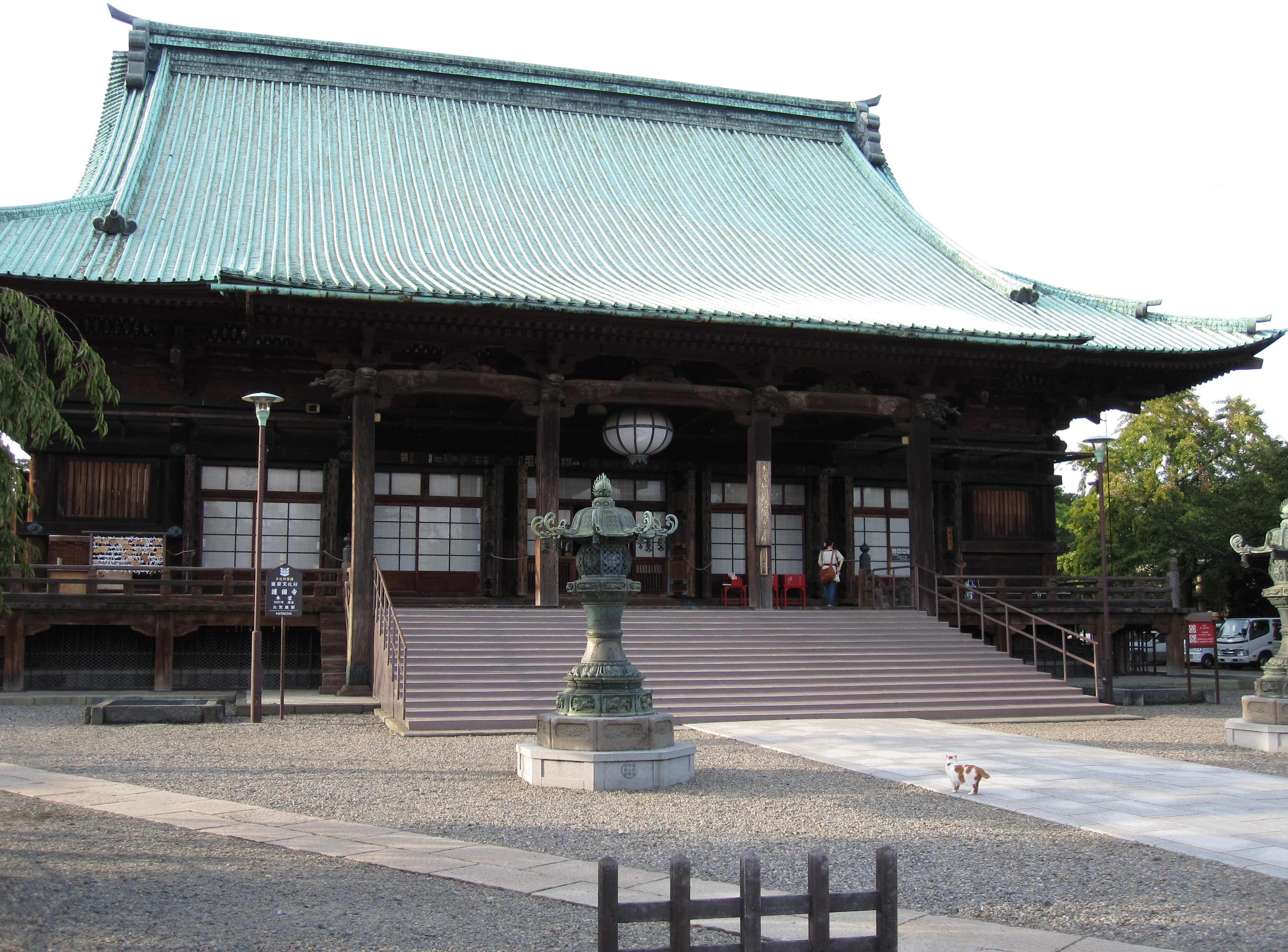
護国寺本堂

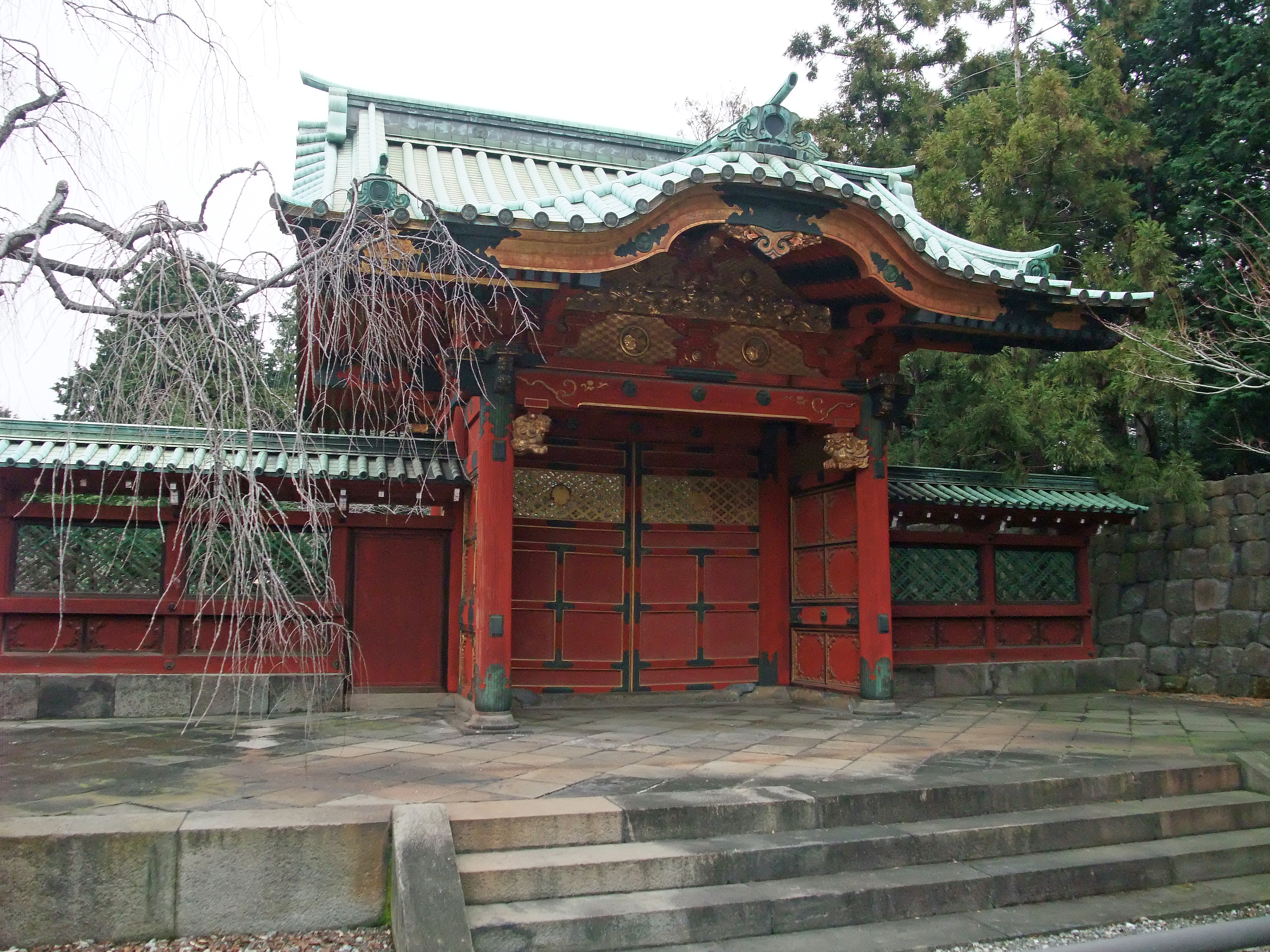
常憲院（徳川綱吉）霊廟勅額門（東京都台東区）

#### 寺社・霊廟
近世にあっては、木割りや規矩の技術が発達し、職人の諸技術が解析されて技術書が刊行されて広く普及し、台鉋や大鋸などの大工道具も発達したため、寺社建築では全国規模の技術革新がみられ、その技術は均一化して地域的格差が縮小した一方、その高度な技術が駆使されて各地の風土や嗜好にあわせた地方色豊かな建築が各地でみられた 。長谷寺本堂、東大寺金堂、善光寺本堂、萬福寺大雄宝殿などはこの時代の建造物である。
奈良の東大寺金堂（大仏殿）は、鎌倉時代に重源によって再建されたものの戦国時代に松永久秀の手によって再び焼失し、大仏は長らく露座のままであったが、宝永6年（1709年）に再建された。宝永4年（1707年）に再建された信濃国善光寺（長野市）の本堂は江戸時代を代表する総檜皮葺の仏殿建築である。また、江戸では元禄10年（1697年）に護国寺が造営され、翌元禄11年には寛永寺の大改造がおこなわれている。
17世紀には復古的・保守的な作品ばかりではなく、新様式として黄檗建築と霊廟建築が誕生した。
寛文8年（1668年）建立の宇治の萬福寺大雄宝殿は当時の明の建築様式を踏襲した黄檗建築の初期の事例である。黄檗建築は、間取りや細部に至るまで多様な新要素をもたらしたが、弧を描く垂木の上に湾曲する黄檗天井と大屋根の見せ方はとくに寺院建築を離れても建築の表現手法として定着した。
霊廟建築では、3代将軍家光を祀る霊廟として知られる輪王寺大猷院霊廟が下野国日光に造られた。造営には承応元年（1652年）から2年の月日を費やしているが、寛永期の日光東照宮の系譜を引き継ぐもので、権現造である。
日光の建築群は、豊かな彫刻と鮮やかな彩色を特徴とする華麗な装飾建築の代表であり、幕府の強大な権力と財力を背景に幕府作事方の大棟梁が建造を差配し、当時の技術の精華が注ぎ込まれたものである。寛永4年（1627年）に藤堂高虎が江戸屋敷内に創建した上野東照宮もまた権現造の建築で、現在の社殿は慶安4年（1651年）徳川家光最晩年の改築によるものである。江戸時代前期の将軍の霊廟は上野寛永寺のほか芝の増上寺や江戸城内の紅葉山に建立されたものの近代以降に取り壊されたり、戦災を受けたりして遺存例は少ない。そうしたなかで、台德院勅額門など3棟は埼玉県所沢市に移築のうえ公開されている。

#### 住居建築
支配者の住居としては、従来の書院造に茶室建築を加味した数寄屋造が造られた。別荘建築として京都の桂離宮がすでに元和年間に造られているが、修学院離宮は承応2年（1653年）から承応4年（1655年）に後水尾上皇の指示で造営された別荘建築であり、ここでも数寄屋造が採用されている。また、西本願寺の門主の生活の場としてつくられた黒書院は、明暦3年（1657年）の建造で屋根は寄棟、こけら葺の数寄屋風の造りである。大名邸宅も桃山・寛永風の豪華な書院造が多数つくられたが、火災等により現存する例は少ない。
民家では、17世紀中葉から後葉にかけて近世民家が本格的に出現する。近畿以外の地域では、平面形が土間の横に梁行の長さを極限まで広げた空間をとり、その奥に2つの部屋を配置する「広間型三間取り」と称される形式が一般化する。東京都町田市の永井家住宅はその数少ない保存例といえる。いち早く広間型三間取りの成立をみていた近畿では、17世紀初頭から四間取り型住居があらわれ、普及していく。

### 庭園

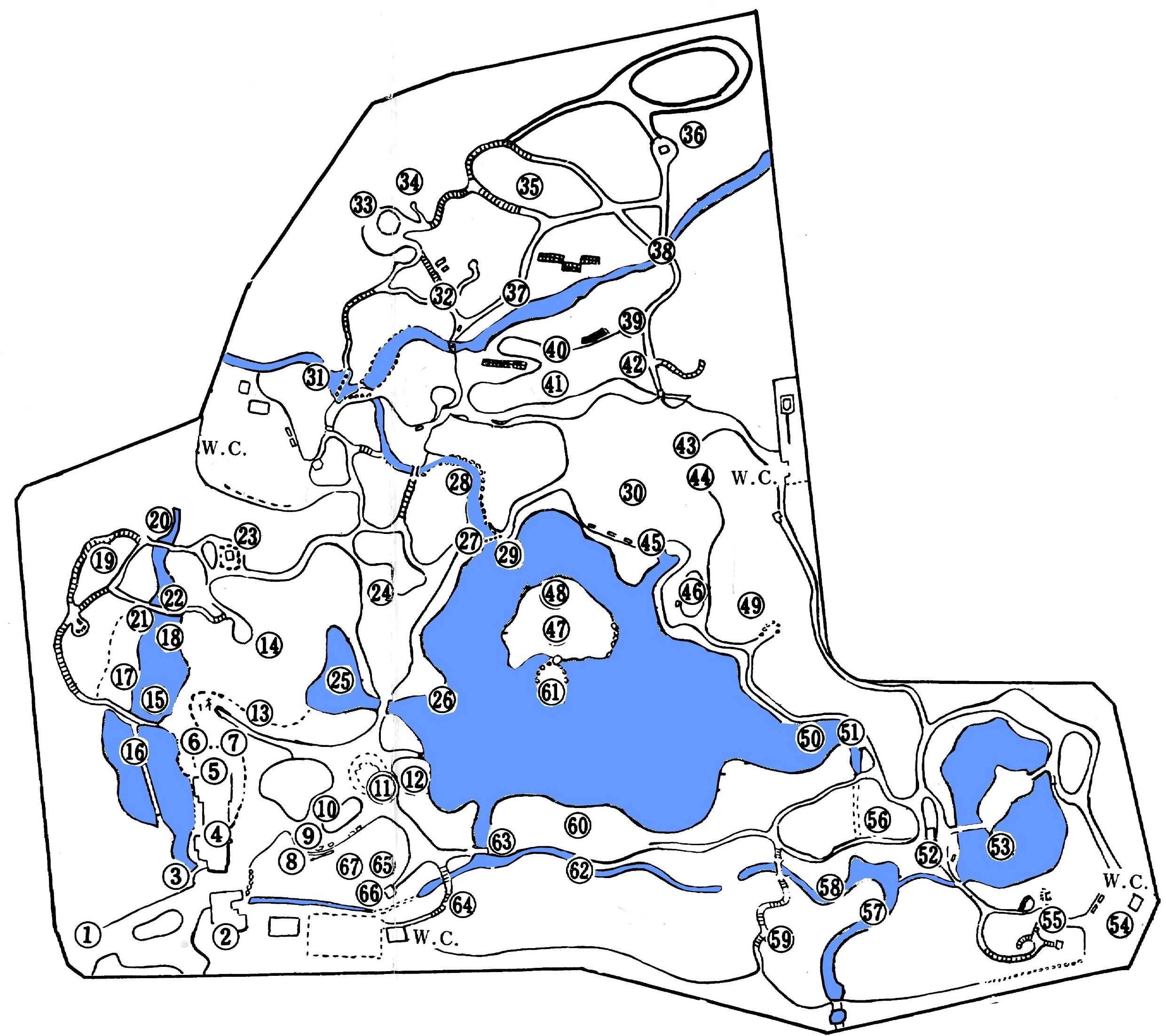
小石川後楽園平面図

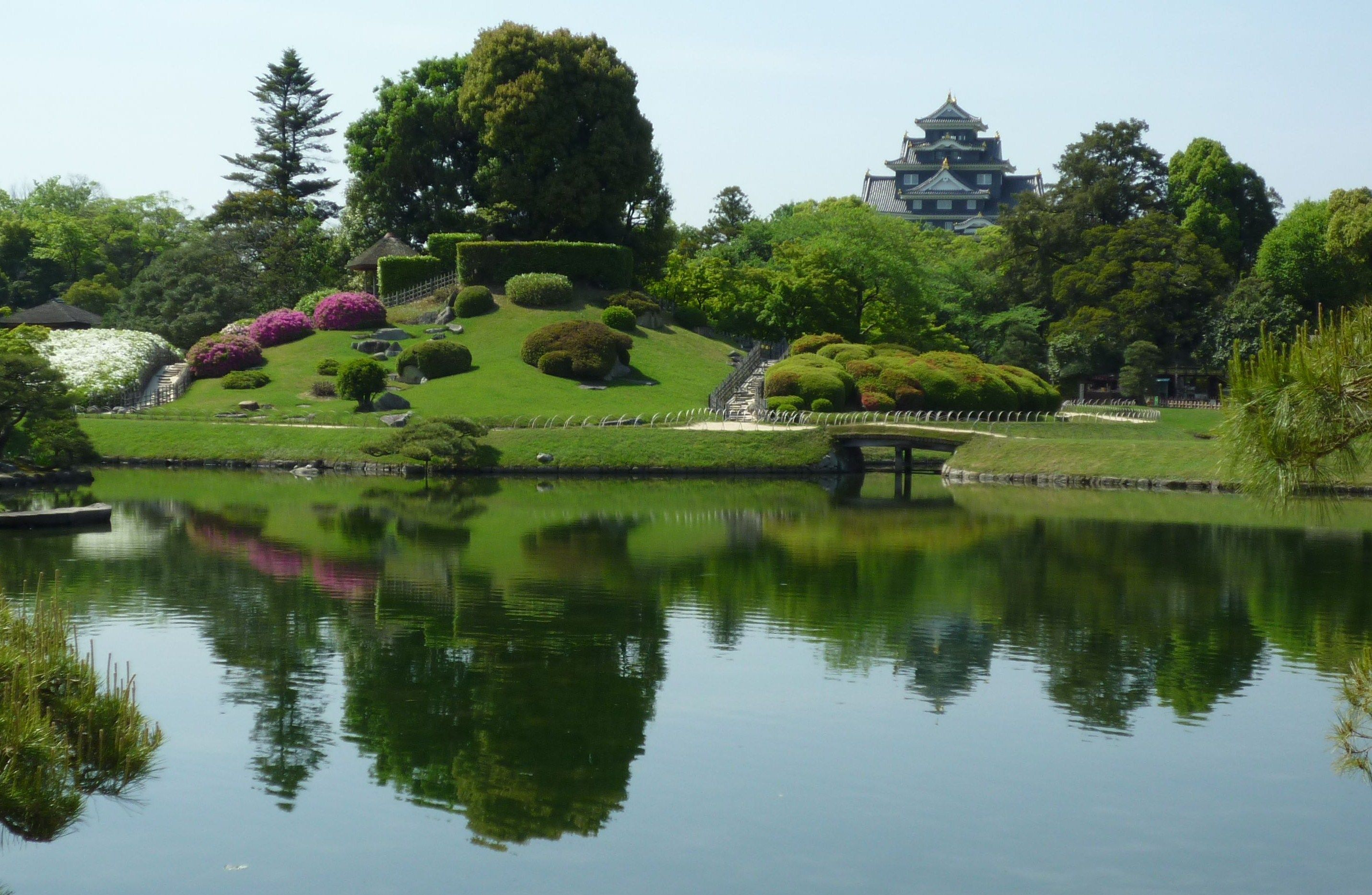
岡山後楽園から岡山城を望む

江戸期に入ると、伝統的な池庭の様式に桃山文化期に確立された露地のはたらきや意匠が付加され、さらに東山文化期成立の枯山水の要素も複合されて総合的庭園様式とも称すべき「回遊式庭園」が成立する。これは、一定の共通認識や教養を有する上層の武家や公家、僧侶などの階層相互において、茶事や宴を催す社交の場であった。
回遊式庭園は、池を中心に築山や平場が設けられ、御殿や茶亭、四阿（あづまや）などの建物が配置された。
京都では、桂離宮や仙洞御所につづき明暦から万治にかけて修学院離宮が造営され、その御殿や庭園は宮廷文化のサロン的社交の場となった。
江戸にあっては、将軍が大名屋敷を訪れる御成の回数が増え、大名の側も屋敷に趣向をこらした回遊式庭園を設けるようになり、これを大名庭園と呼んでいる。明暦の大火後、幕府がリスクの分散のために各大名に複数の屋敷をもつよう奨励されて後は、いっそう庭園がつくられるようになった。
小石川の水戸藩邸にある小石川後楽園は、初代水戸藩主徳川頼房が将軍家光から拝領した広大な屋敷地に造営され、その名も設計思想も、明より亡命した朱舜水の儒教思想の影響がみられる。綱吉の側用人として重視された柳沢吉保の屋敷にある六義園も現存する名園であり、名称は、紀貫之が『古今和歌集』の序文に書いた「六義」（和歌の六つの基調を表す語）に由来している。楽壽園（旧芝離宮恩賜庭園）、および浜御殿の庭（浜離宮恩賜庭園）は、それぞれ臨海都市である江戸の立地を活かした「汐入の庭」である。
大名庭園は江戸のみならず、地方の城下町でも造られた。岡山市に所在する後楽園は、藩主池田綱政が家臣津田永忠に命じて造らせたものであり、金沢の兼六園、水戸の偕楽園とともに日本三名園といわれる。他に、熊本市の水前寺成趣園、彦根市の玄宮園、広島市の縮景園、宇和島市の天赦園、高松市の栗林荘（栗林公園）などは、現在も良好な状態で保たれている。
寺院庭園では、清水寺本坊（京都市東山区）の成就院庭園や観音院庭園（鳥取市）などがこの時代のものとして著名である。これら庭園文化はさらに旗本はじめ各地の上級武家に広がり、江戸時代も中期以降になると、豪商・豪農の屋敷にも拡がっていった。

### ギャラリー

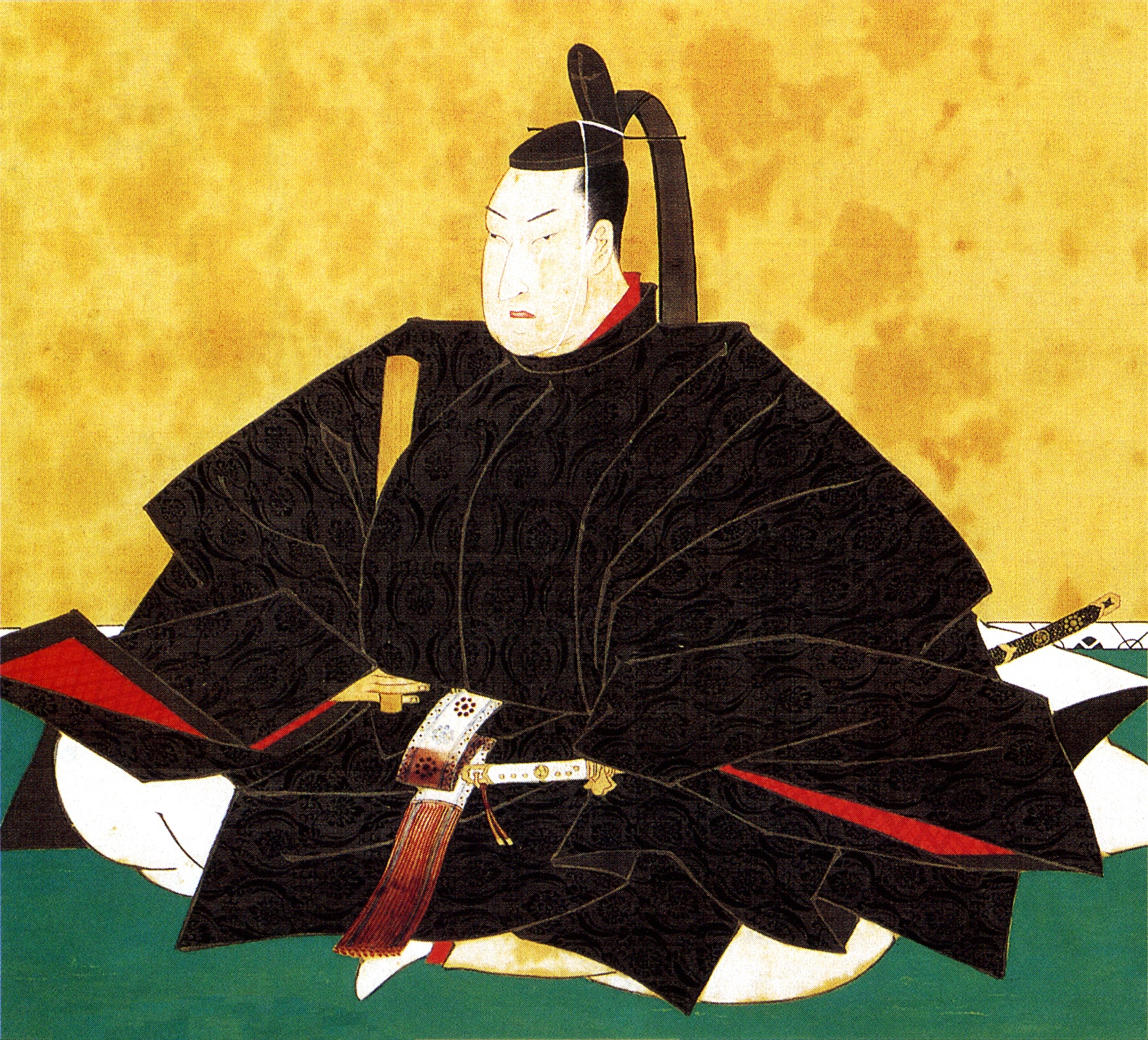
土佐光起『徳川綱吉像』
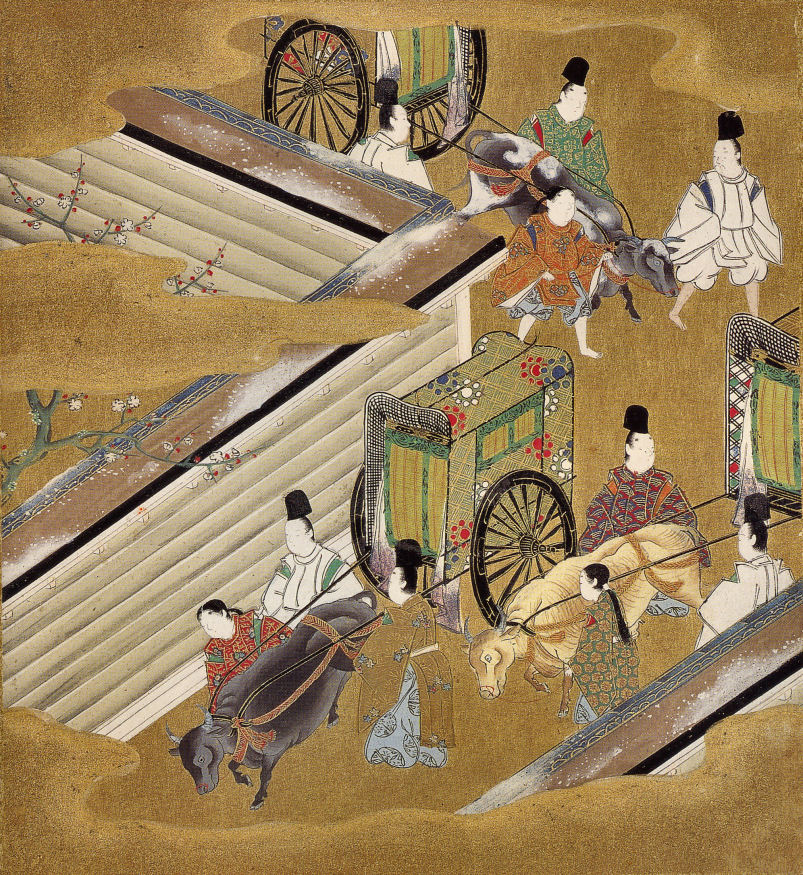
土佐光起『源氏物語絵巻』四十二帖『匂宮』（バーク・コレクション）
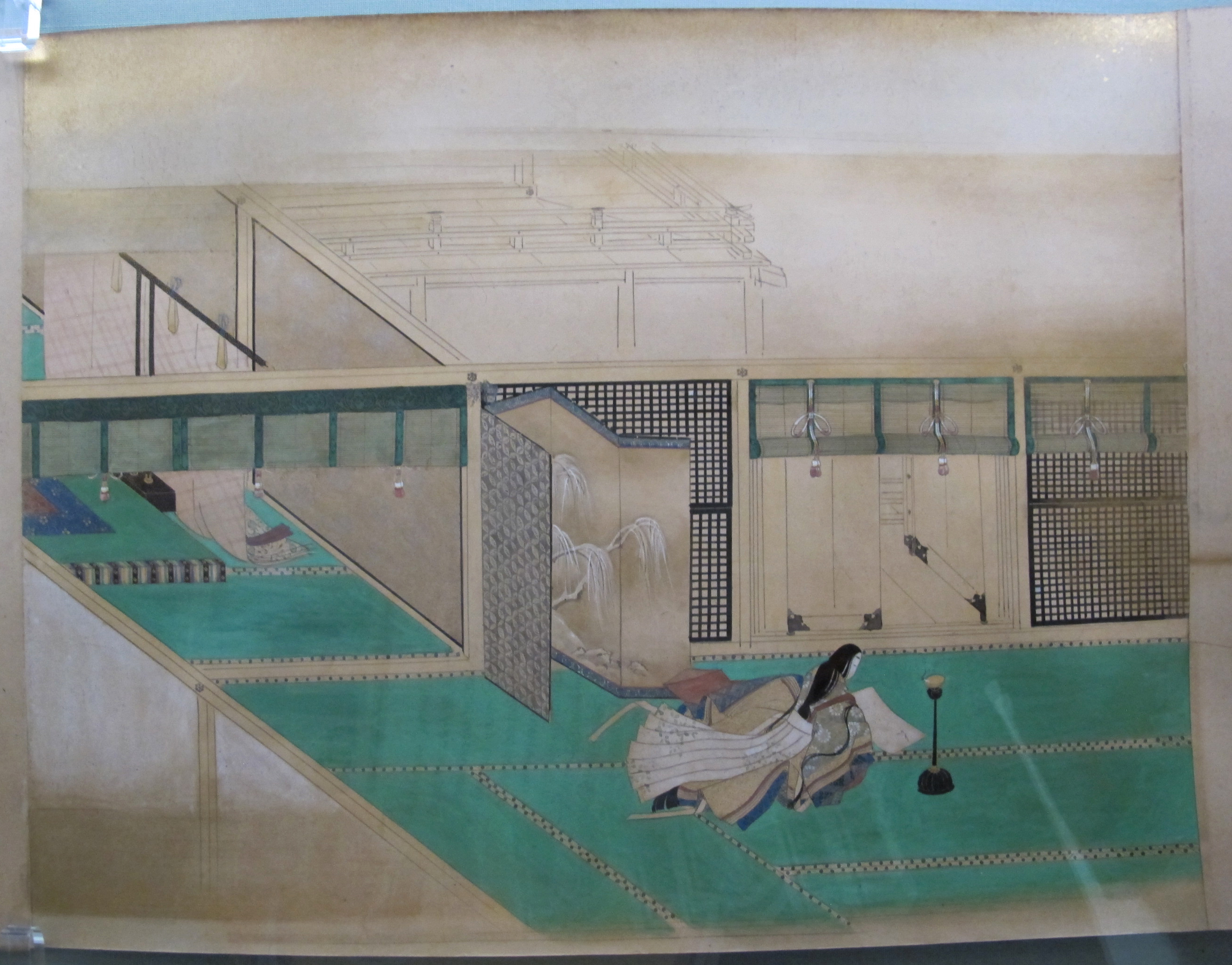
住吉如慶『伊勢物語』
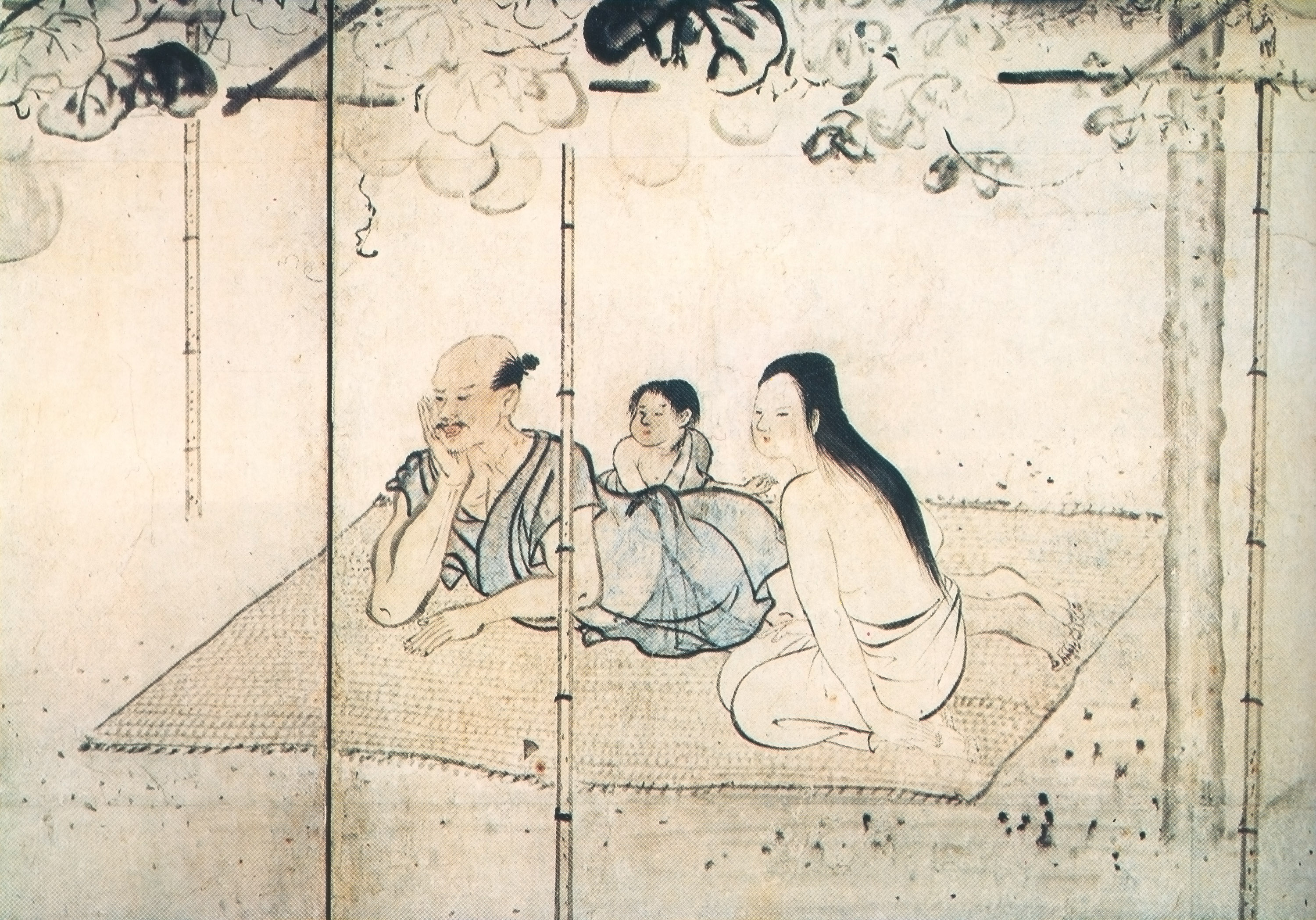
久隅守景『夕顔棚納涼図屏風』（部分）
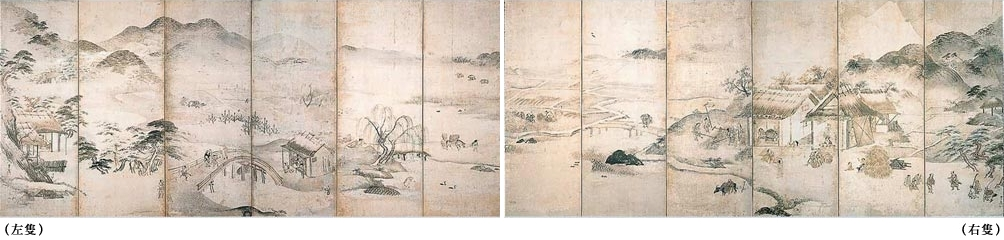
久隅守景『四季耕作図』
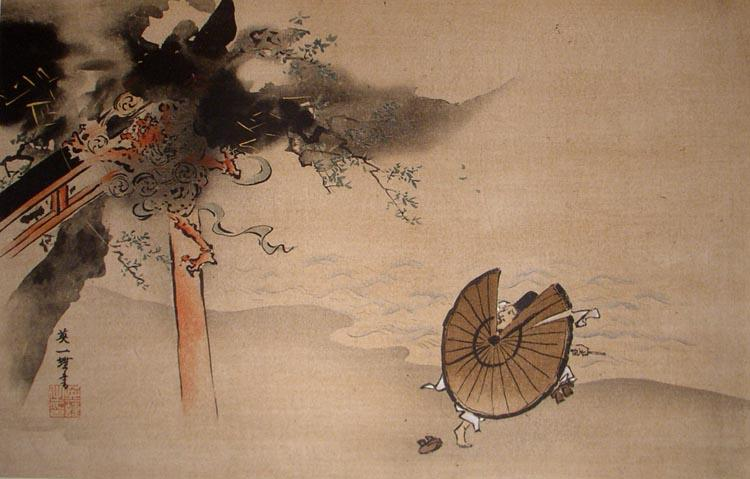
英一蝶『雷神図』
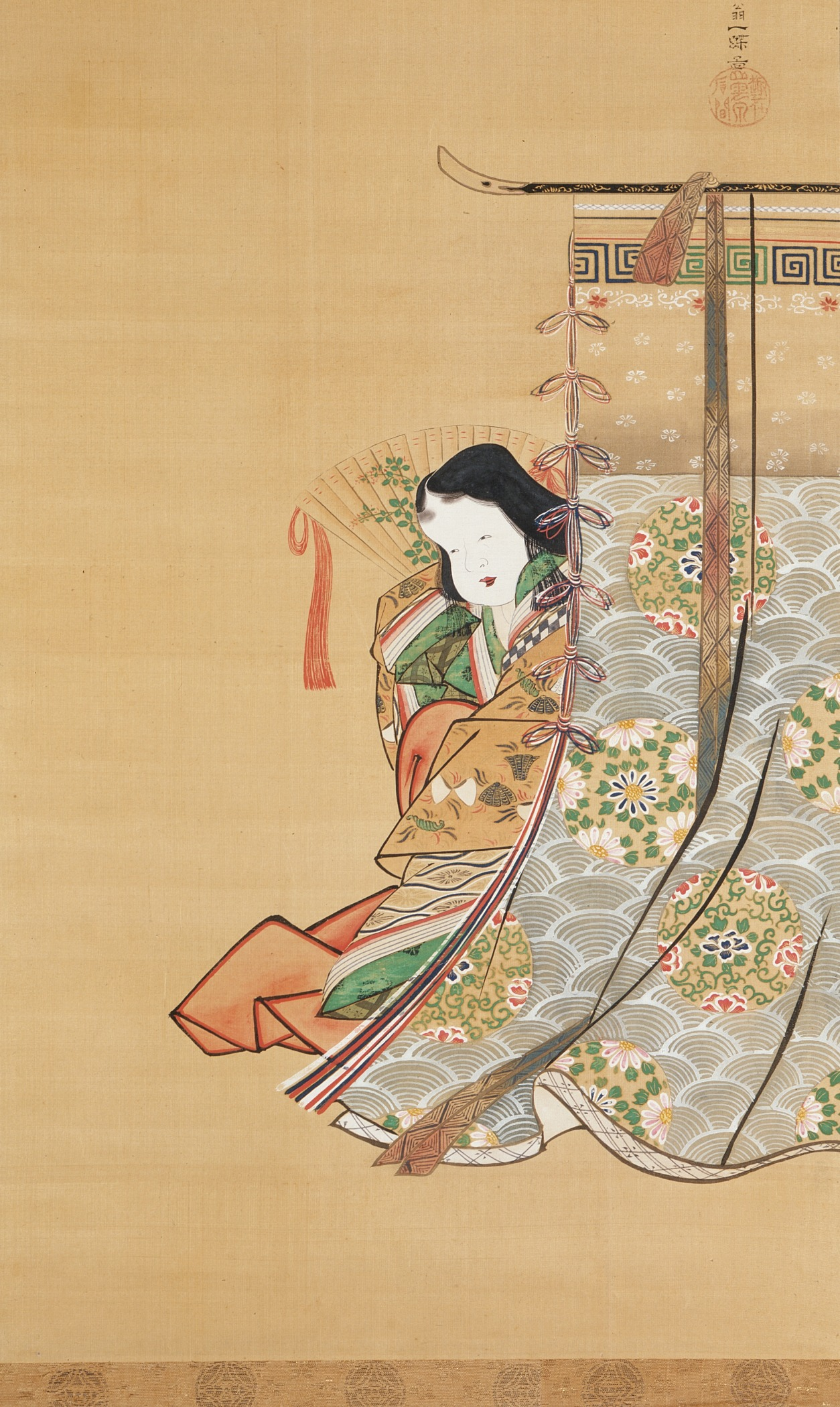
英一蝶『お多福』
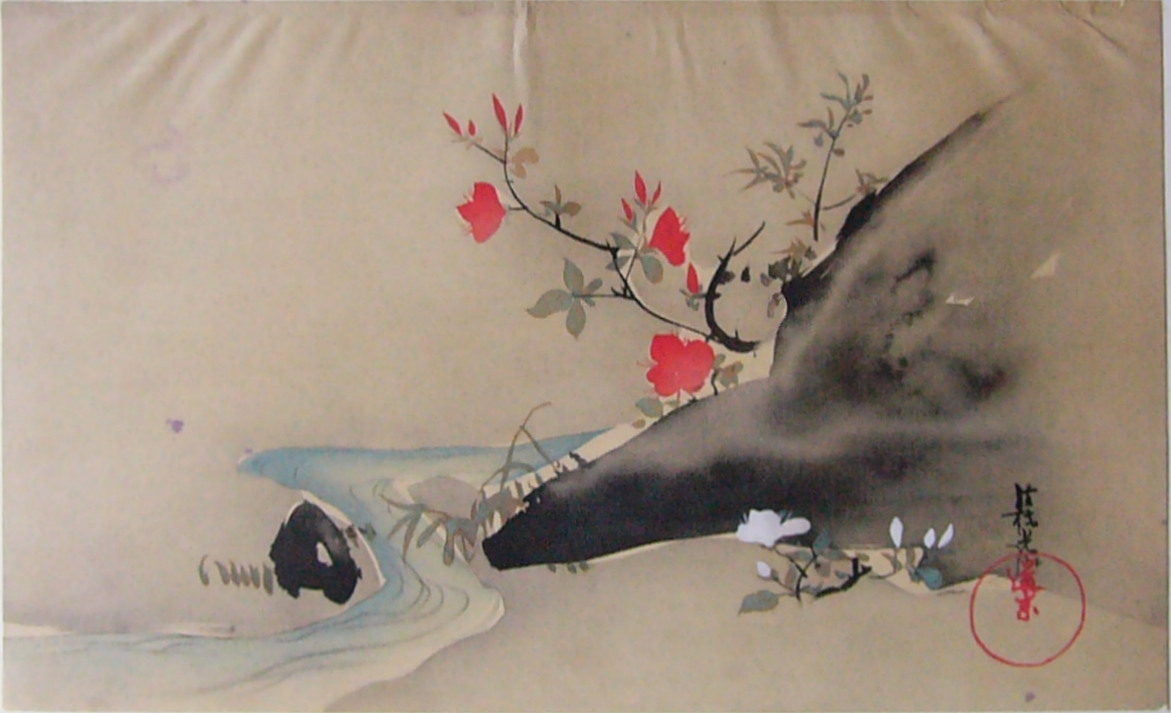
尾形光琳『躑躅図』
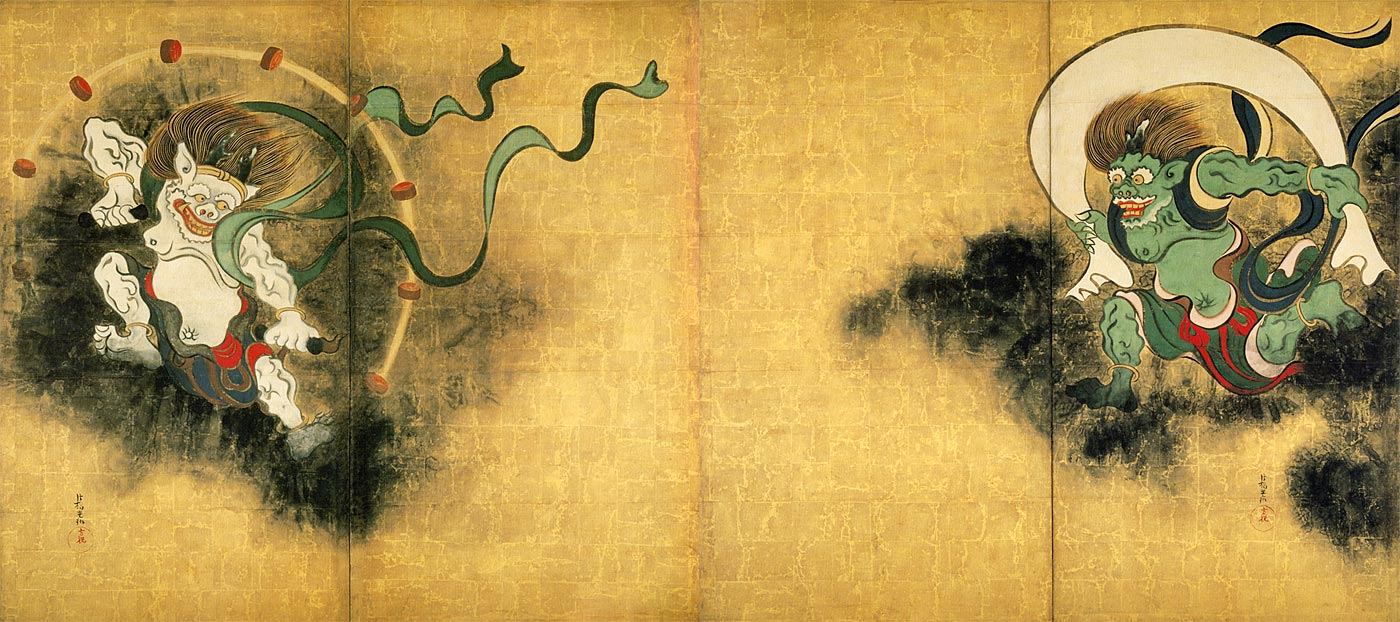
尾形光琳『風神雷神図』
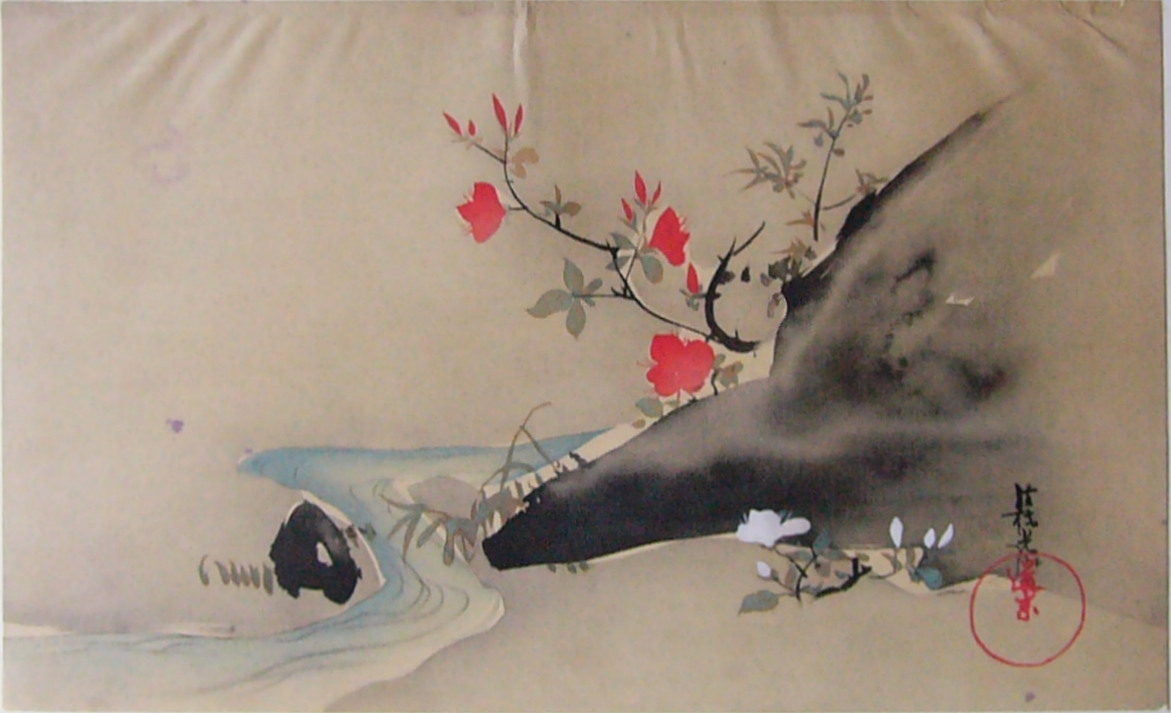
尾形光琳『躑躅図』
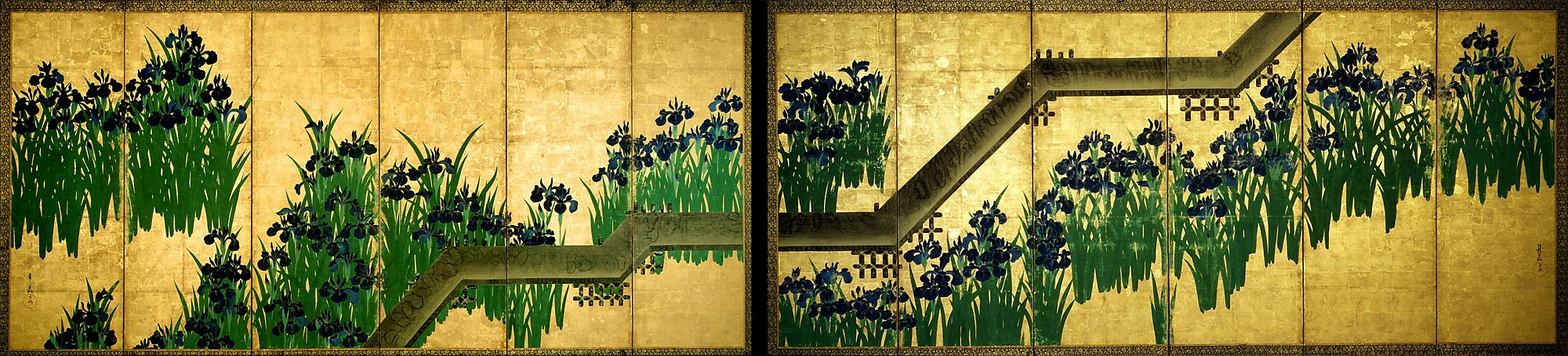
尾形光琳『八橋図屏風』
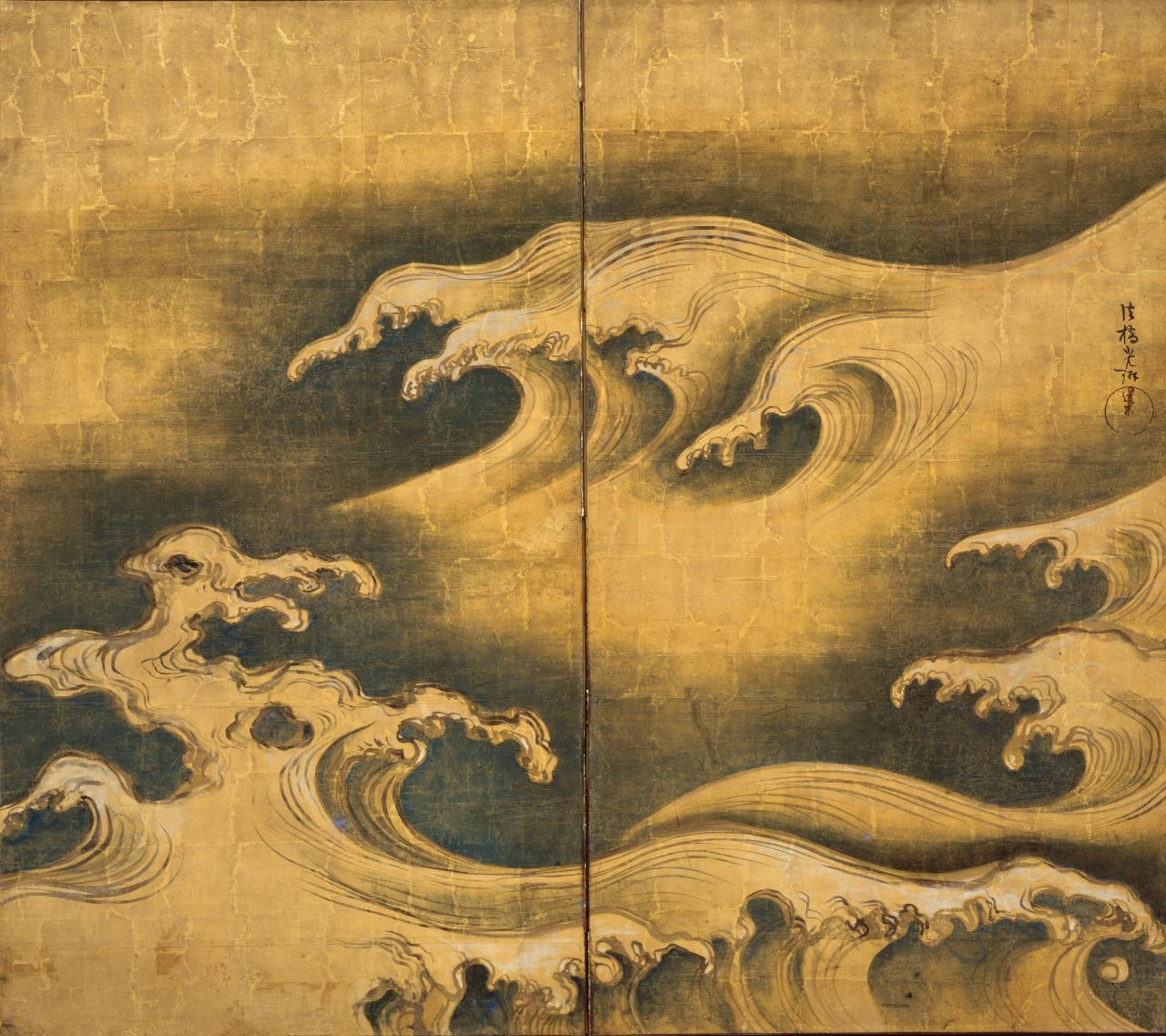
尾形光琳『波濤図』
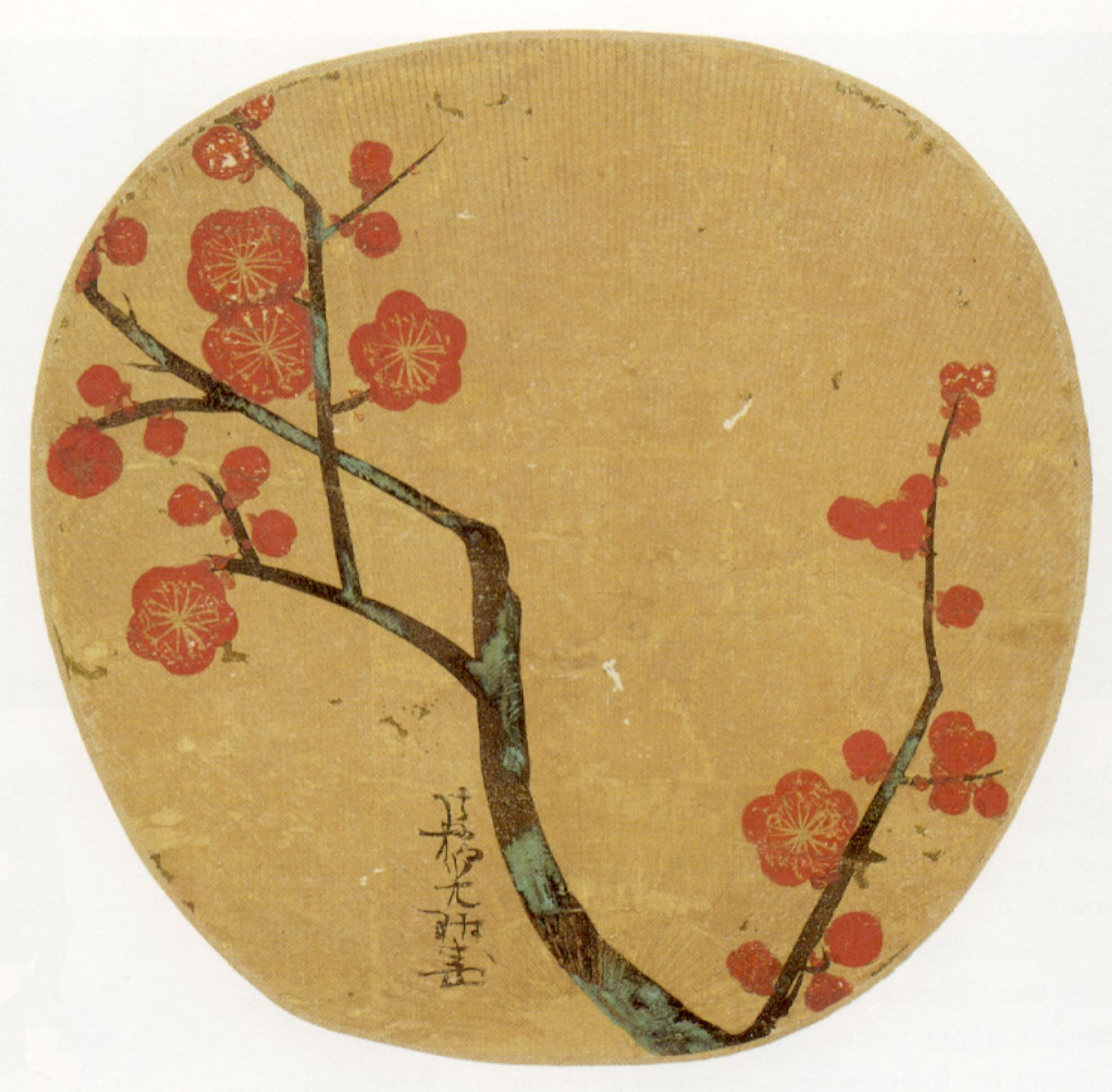
尾形光琳作の扇（「梅花」）
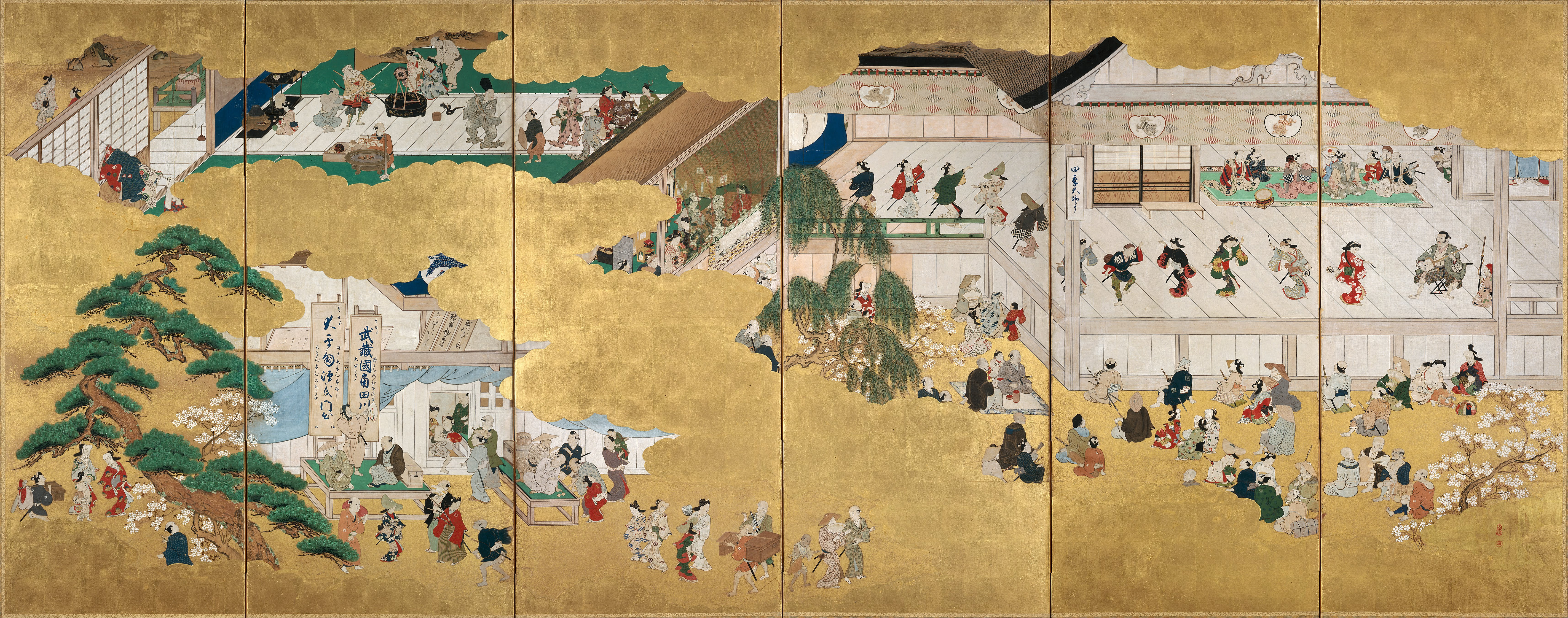
菱川師宣『歌舞伎図屏風』
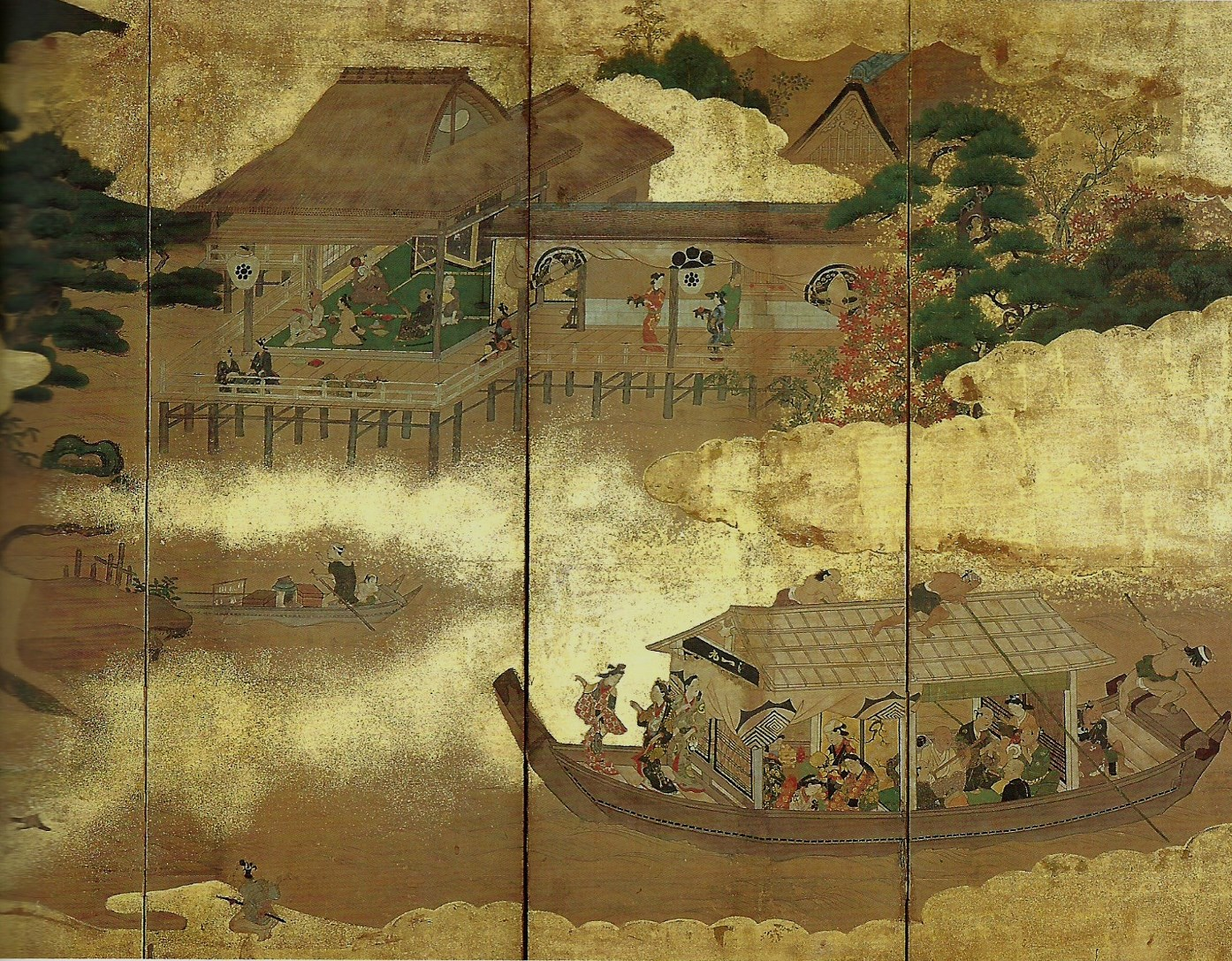
菱川師宣『隅田川上野風俗図屏風』（部分）
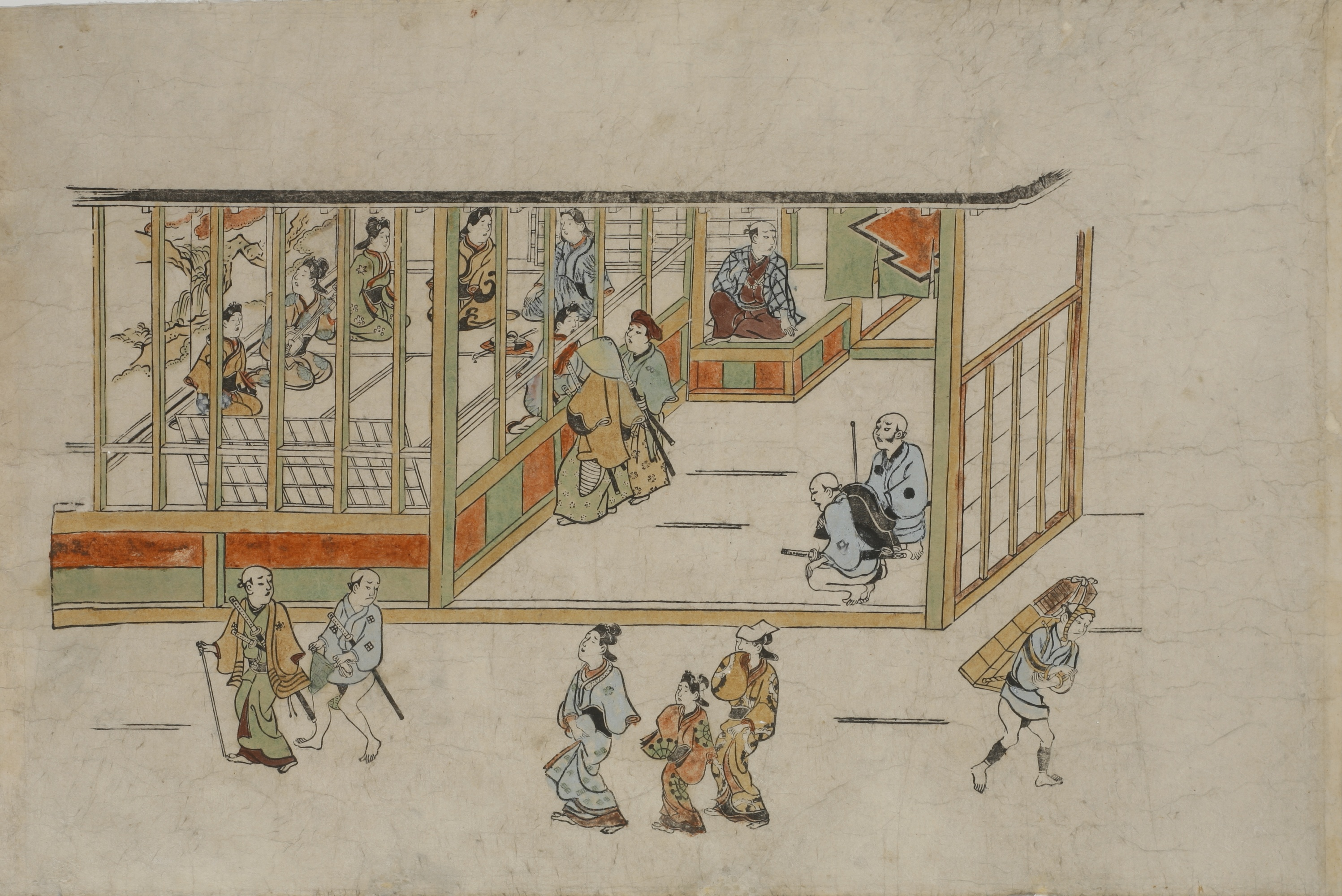
菱川師宣『吉原の躰』
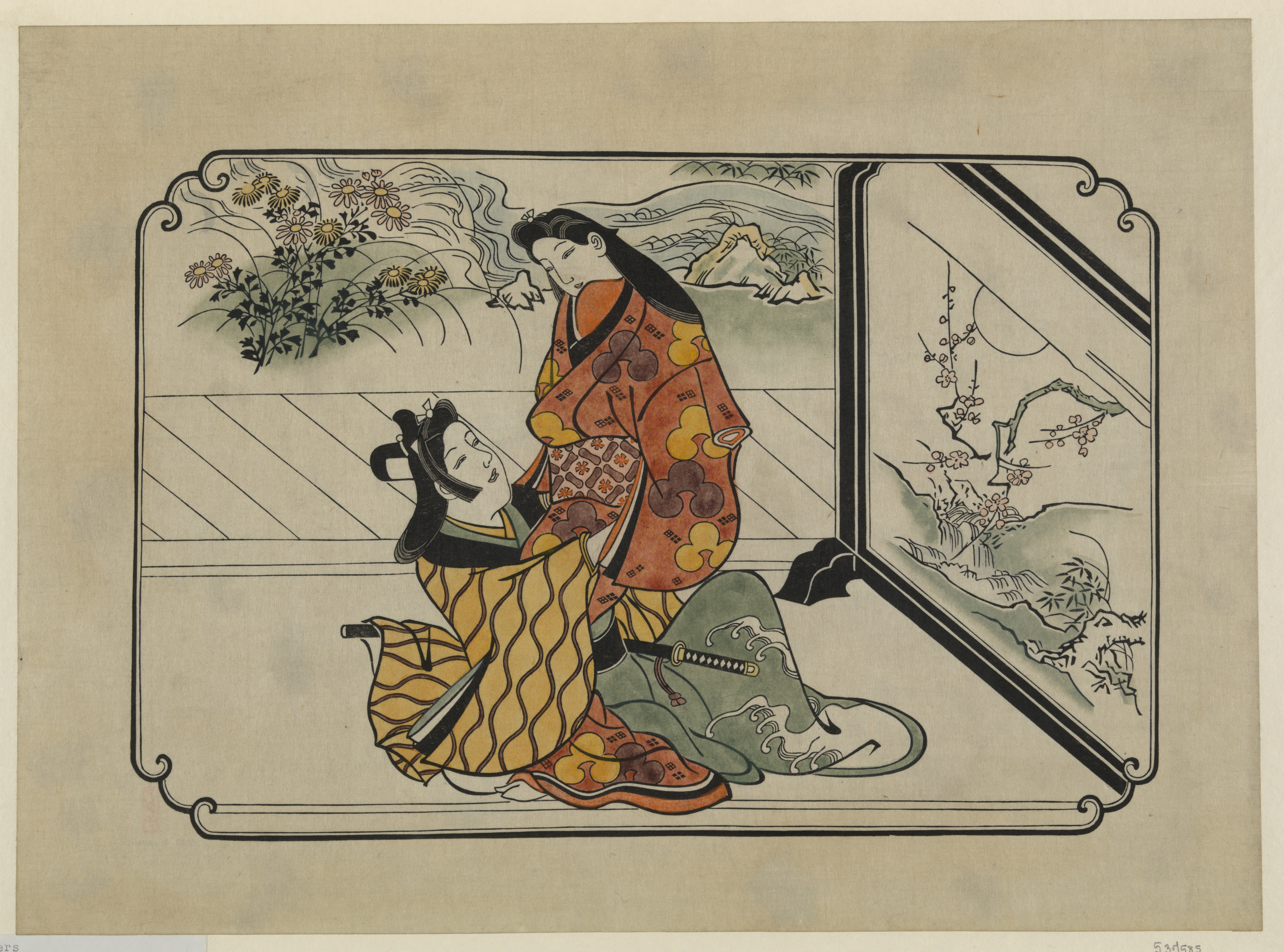
菱川師宣「衝立の陰」（『拾弐図』所収）
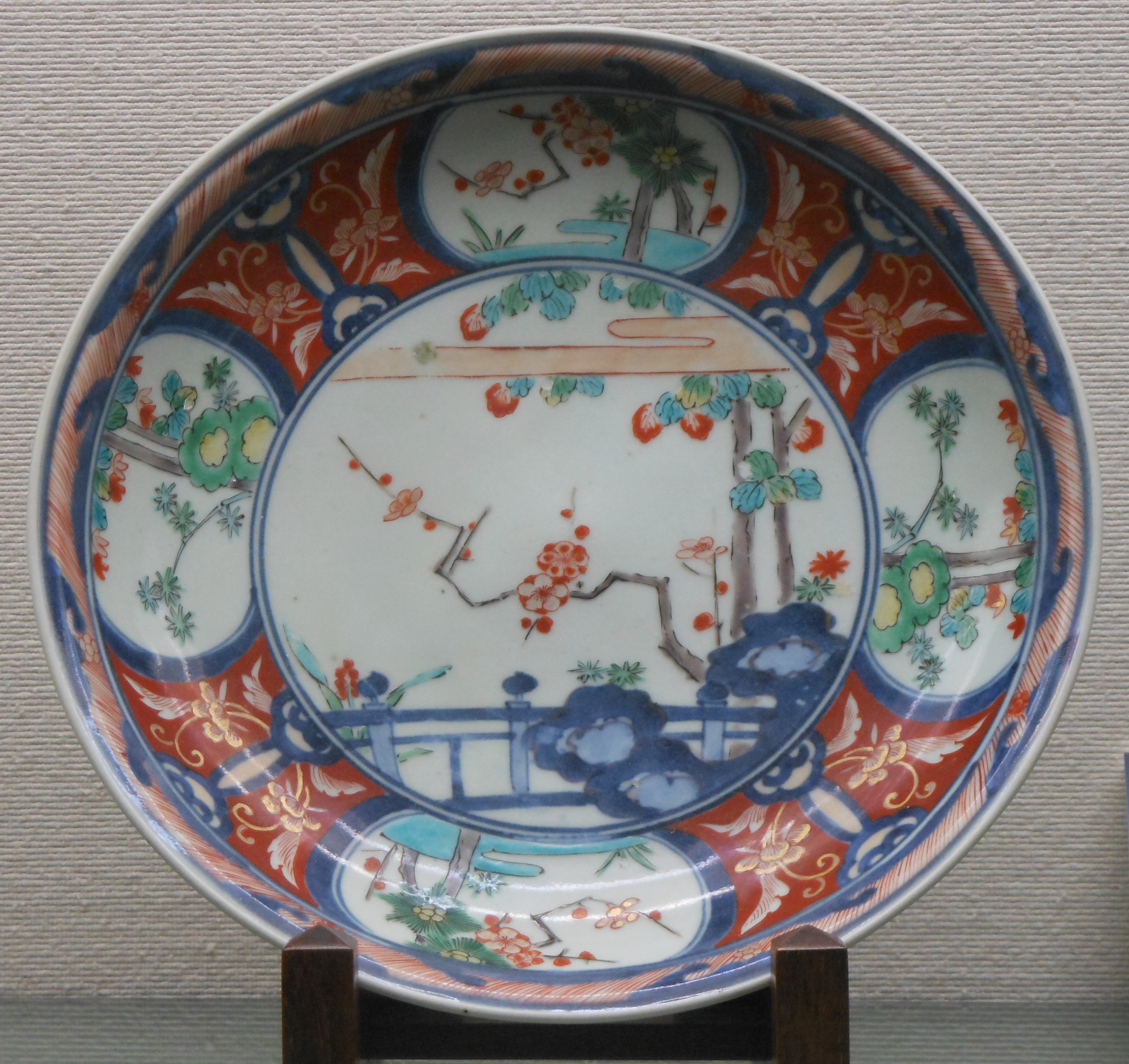
色絵梅欄干窓絵文皿（伊万里焼、18世紀初）（佐賀県立九州陶磁文化館）
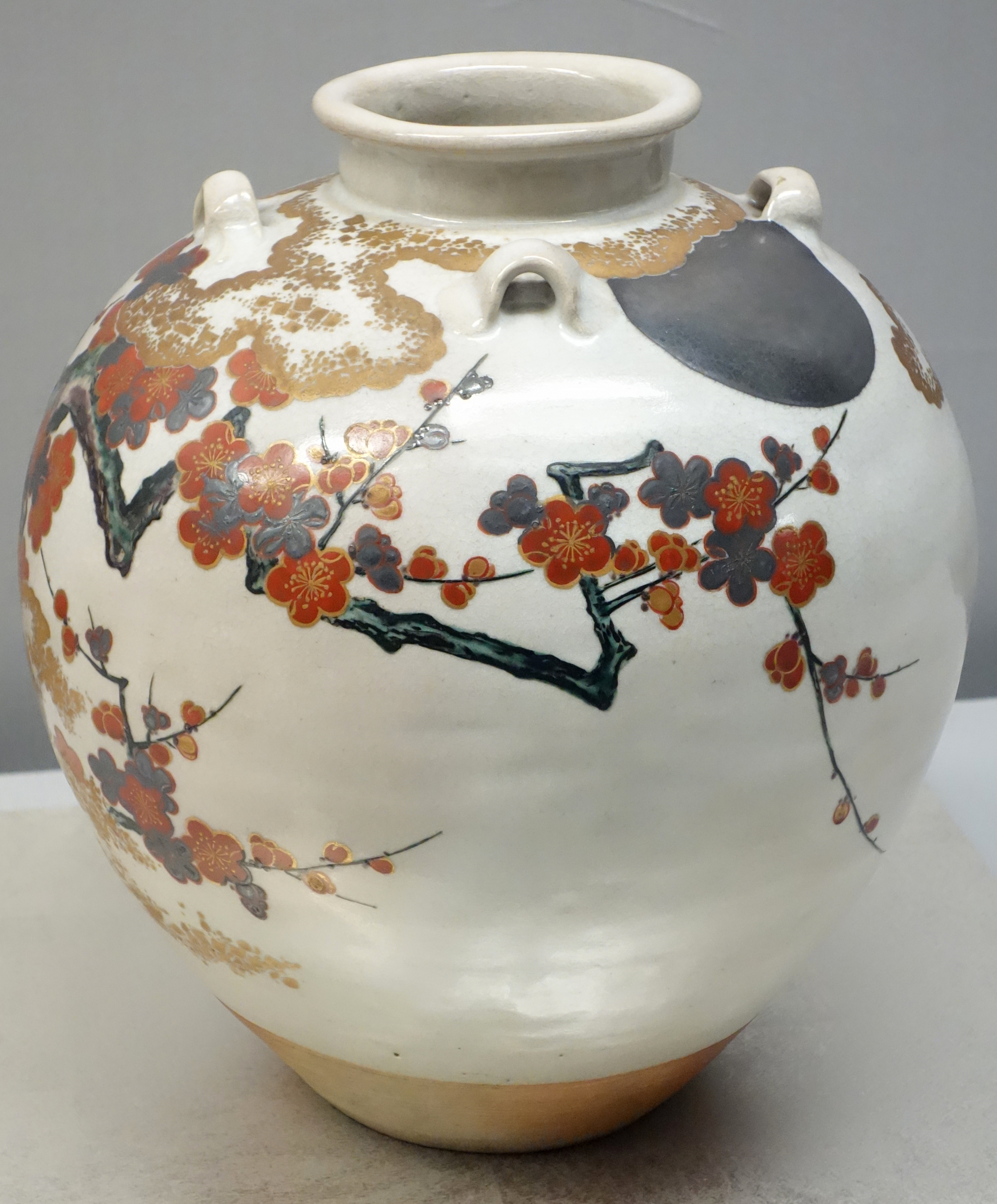
野々村仁清「色絵月梅図茶壺」
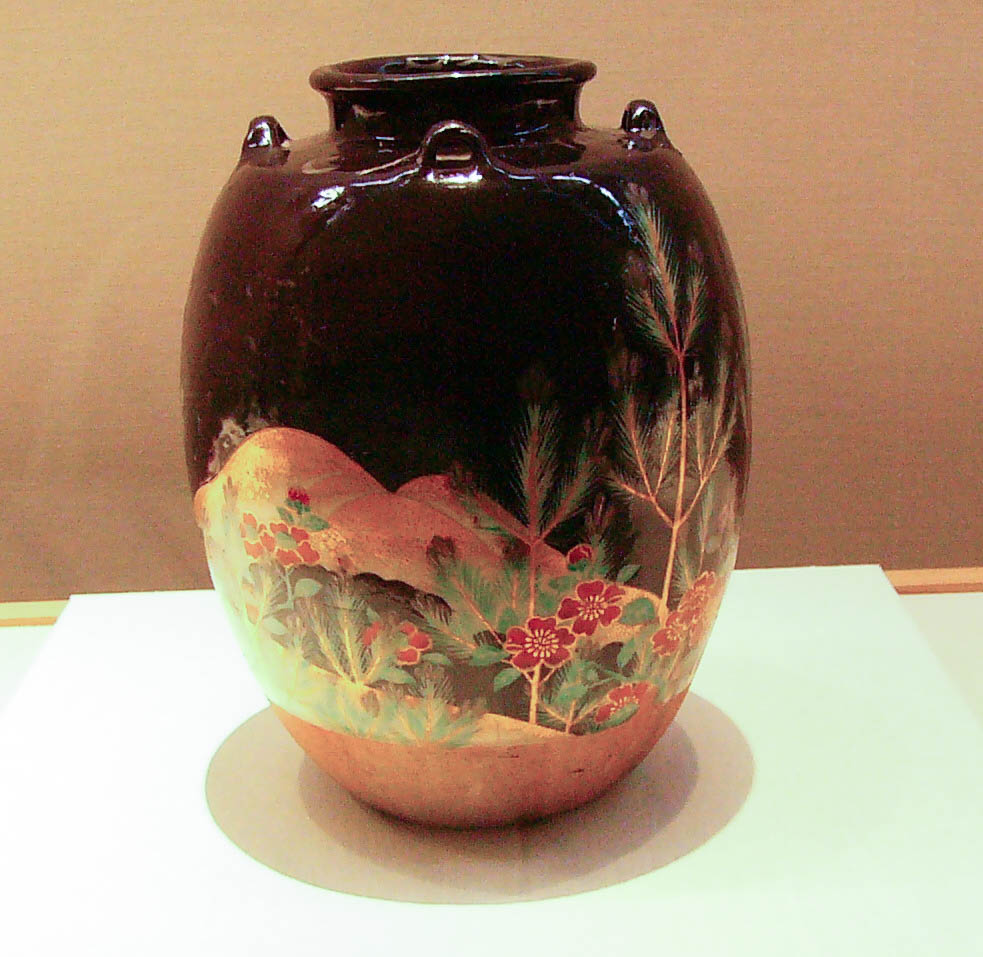
野々村仁清「色絵若松図茶壺」
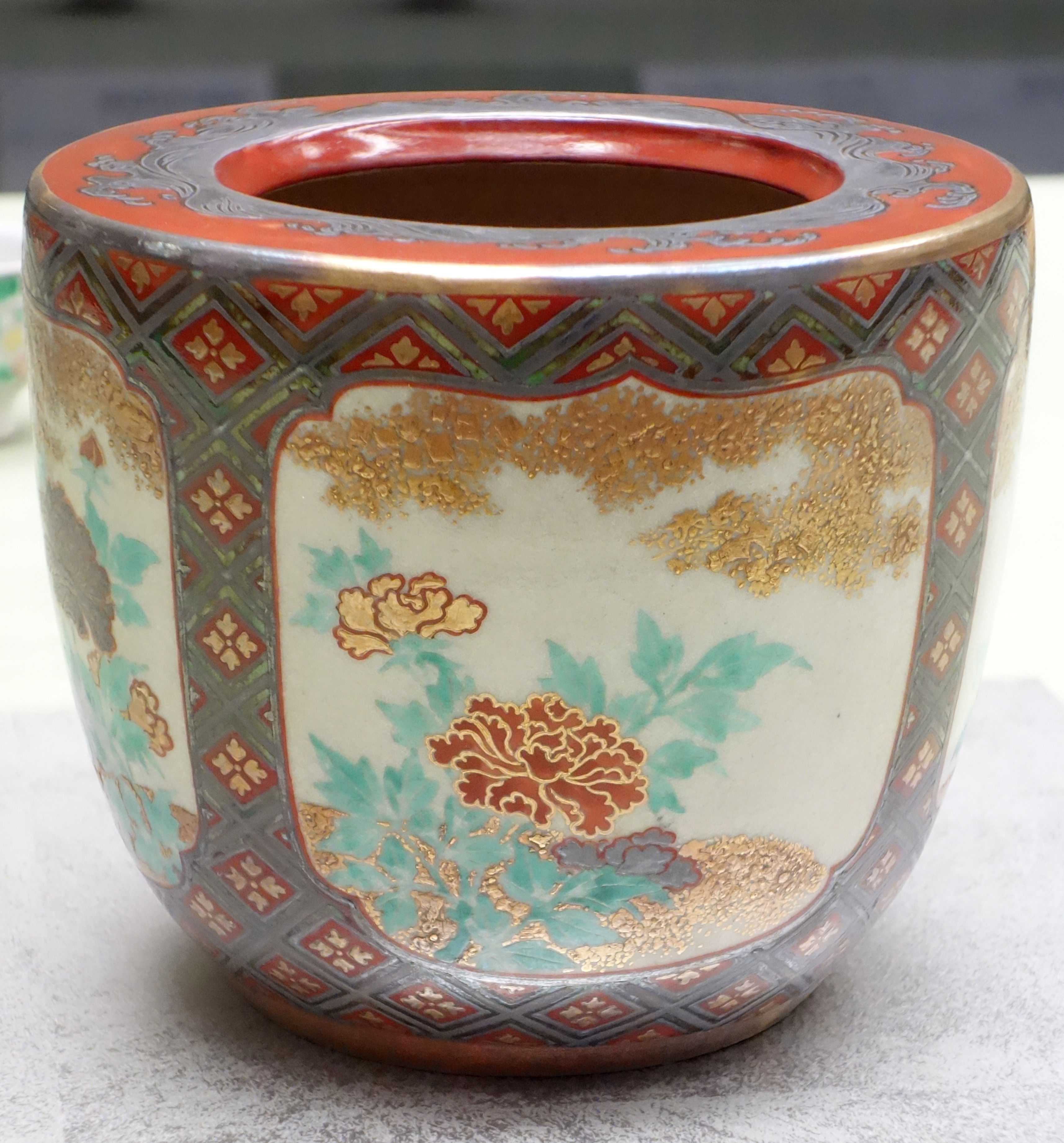
野々村仁清「色絵牡丹文水指」
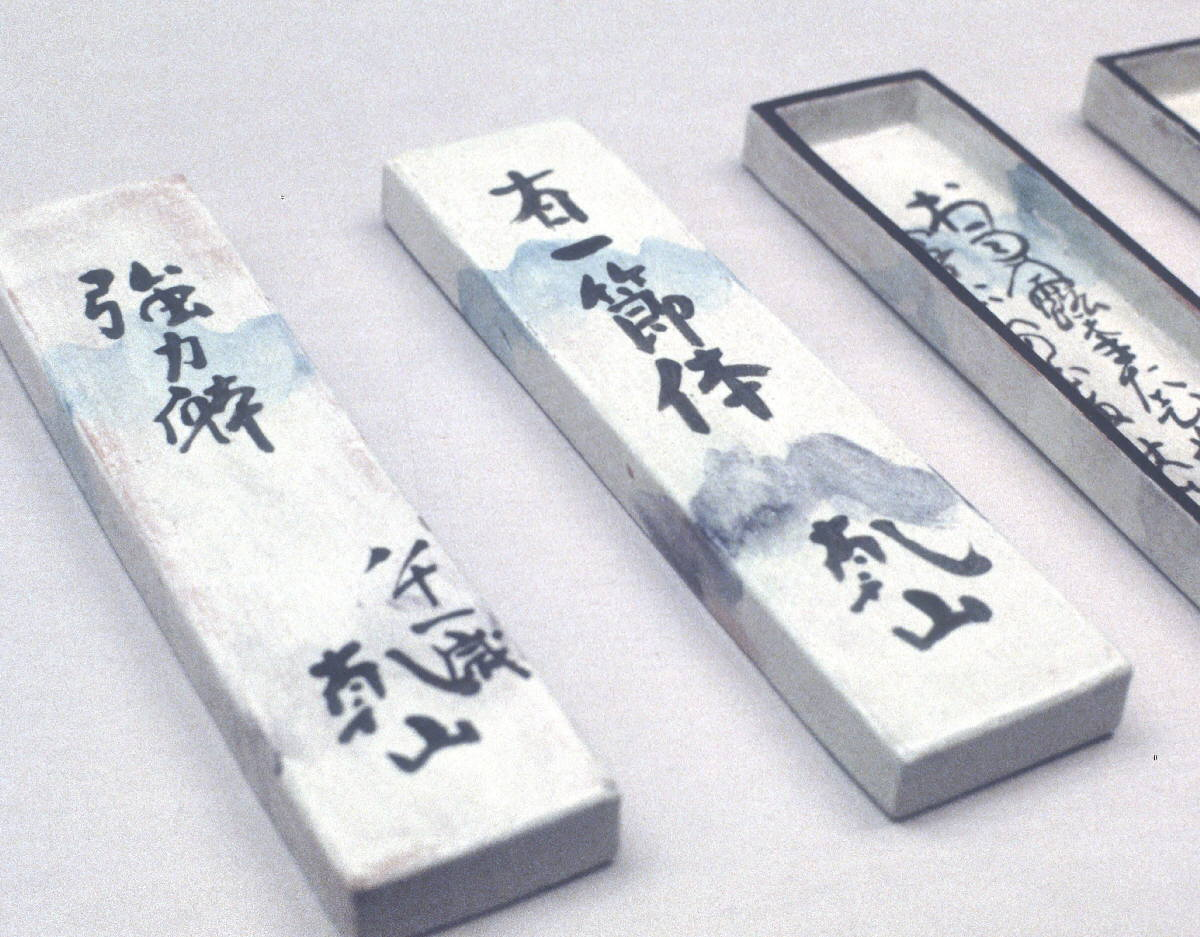
尾形乾山「銹絵十体和歌短冊皿」（左2点は底）
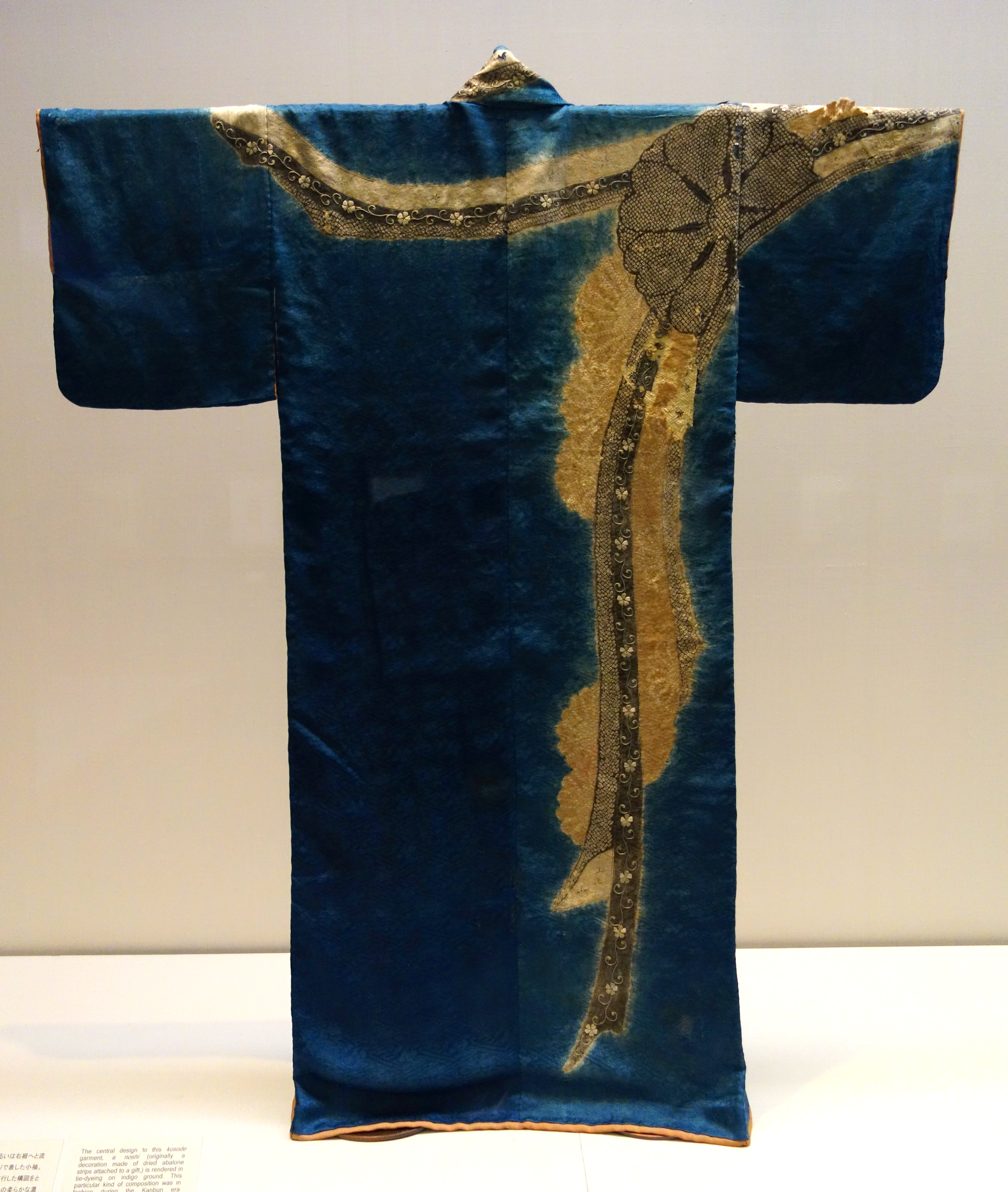
納戸綸子地熨斗菊花模様小袖（東京国立博物館）
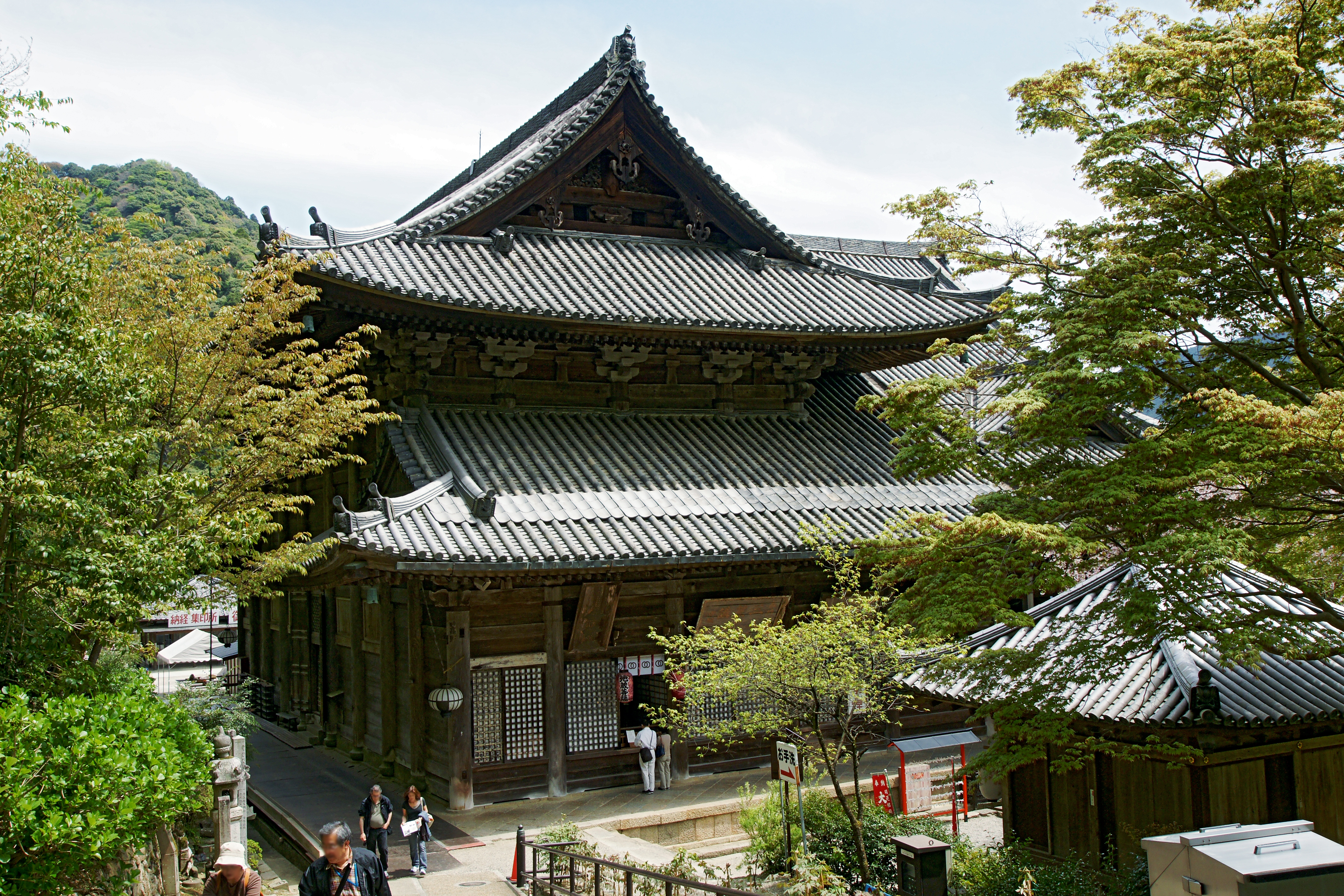
長谷寺本堂
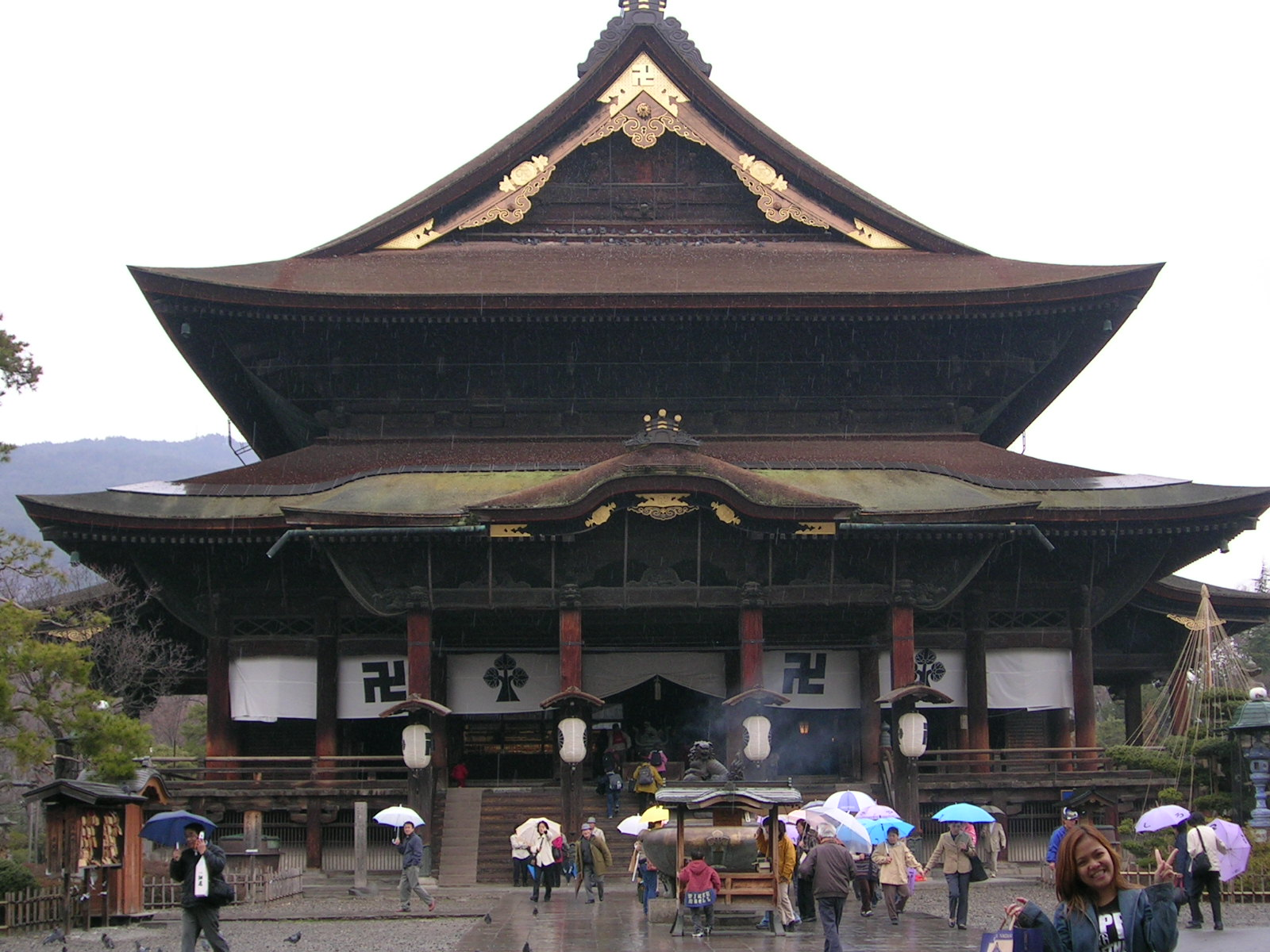
善光寺本堂
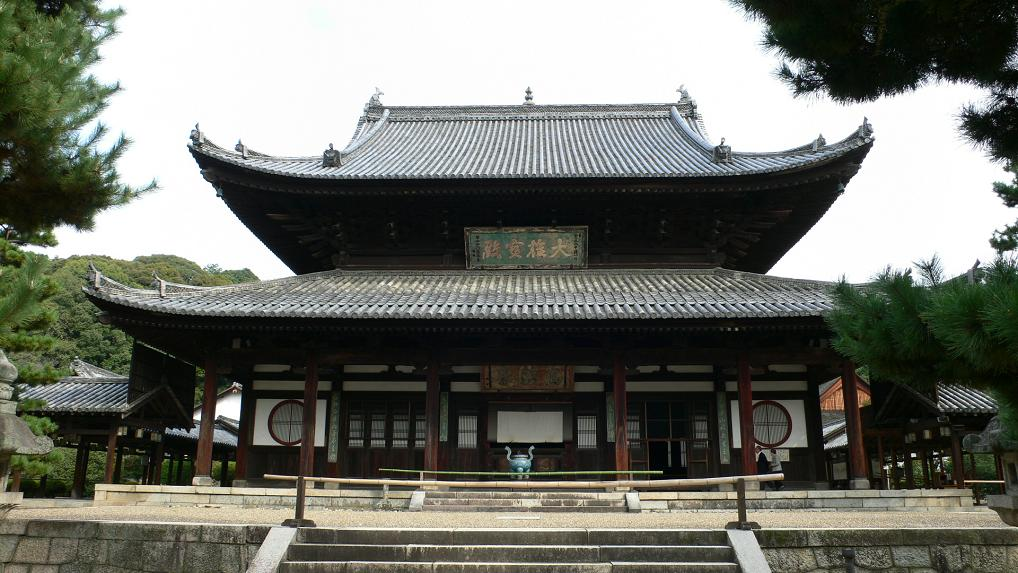
萬福寺大雄宝殿
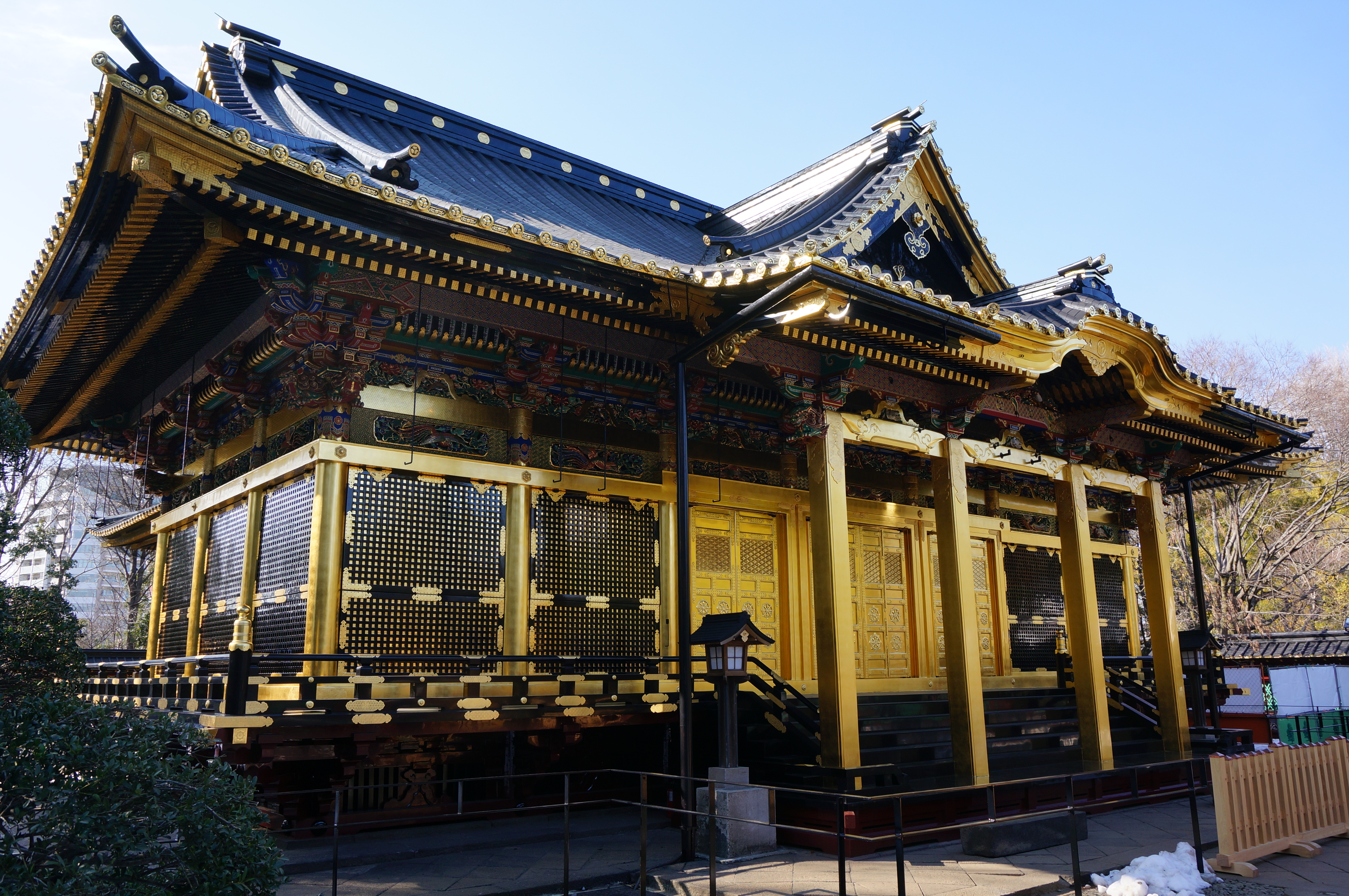
上野東照宮
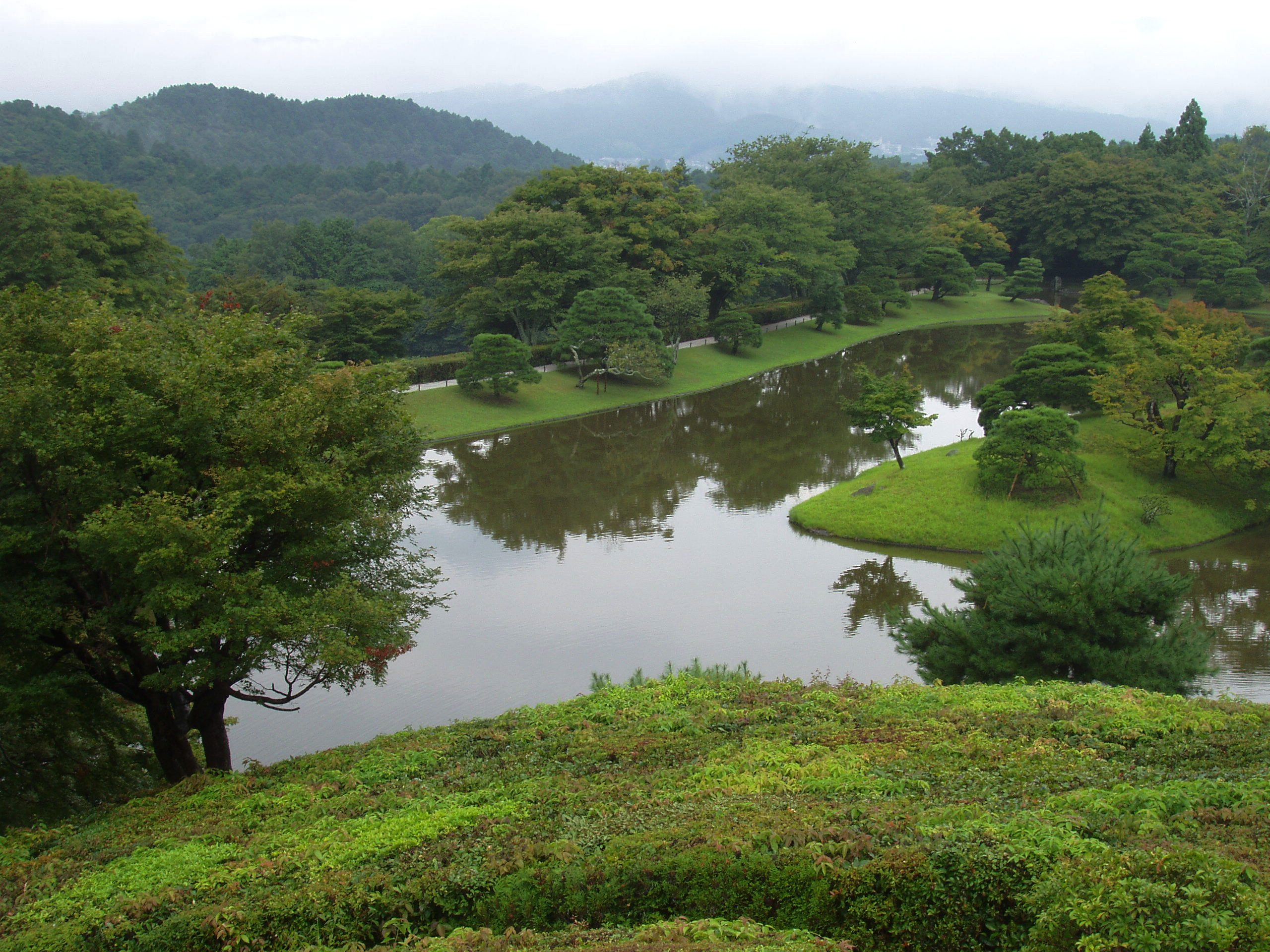
修学院離宮（隣雲亭から浴竜池を臨む）
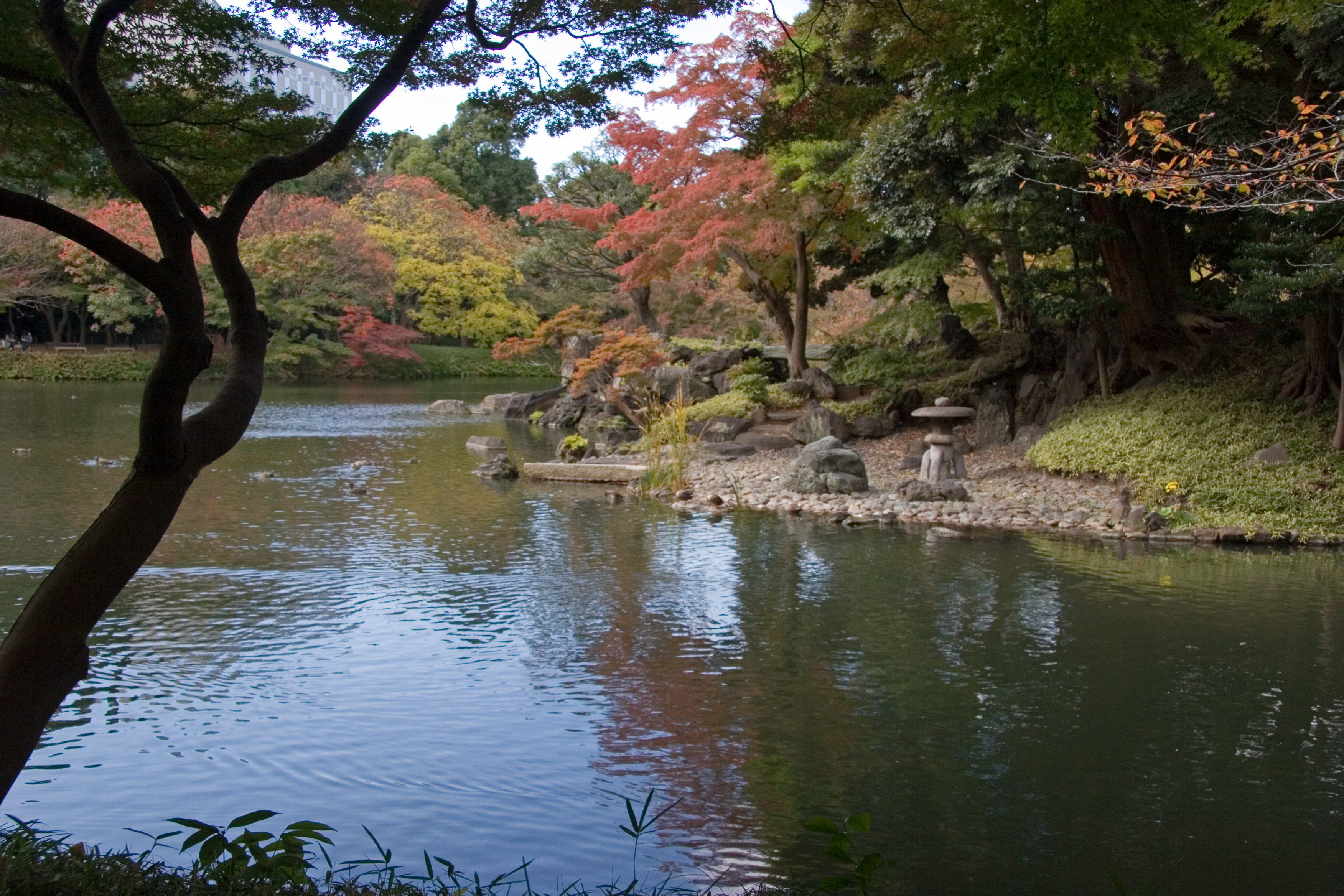
小石川後楽園の大泉水と蓬莱島
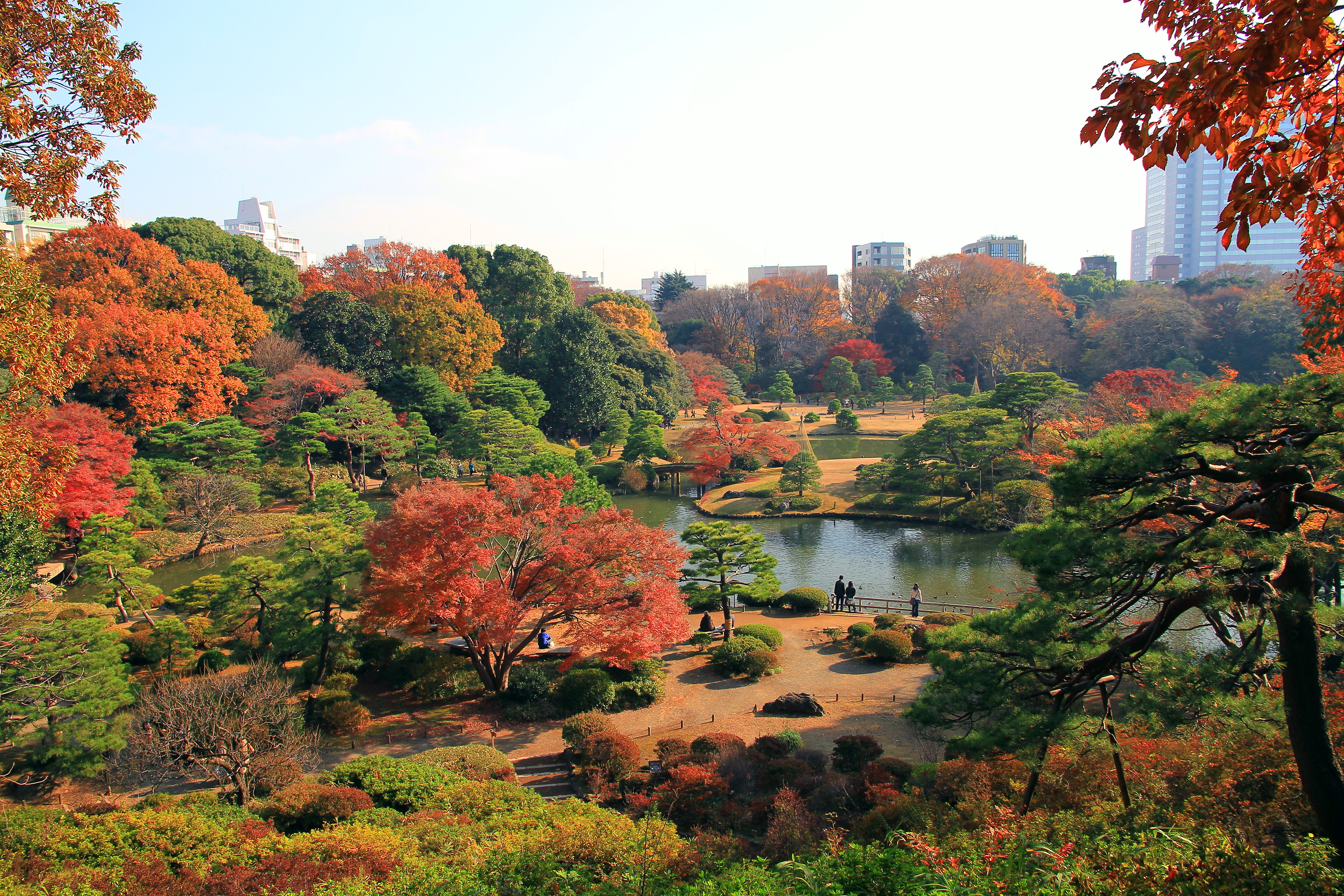
六義園全景
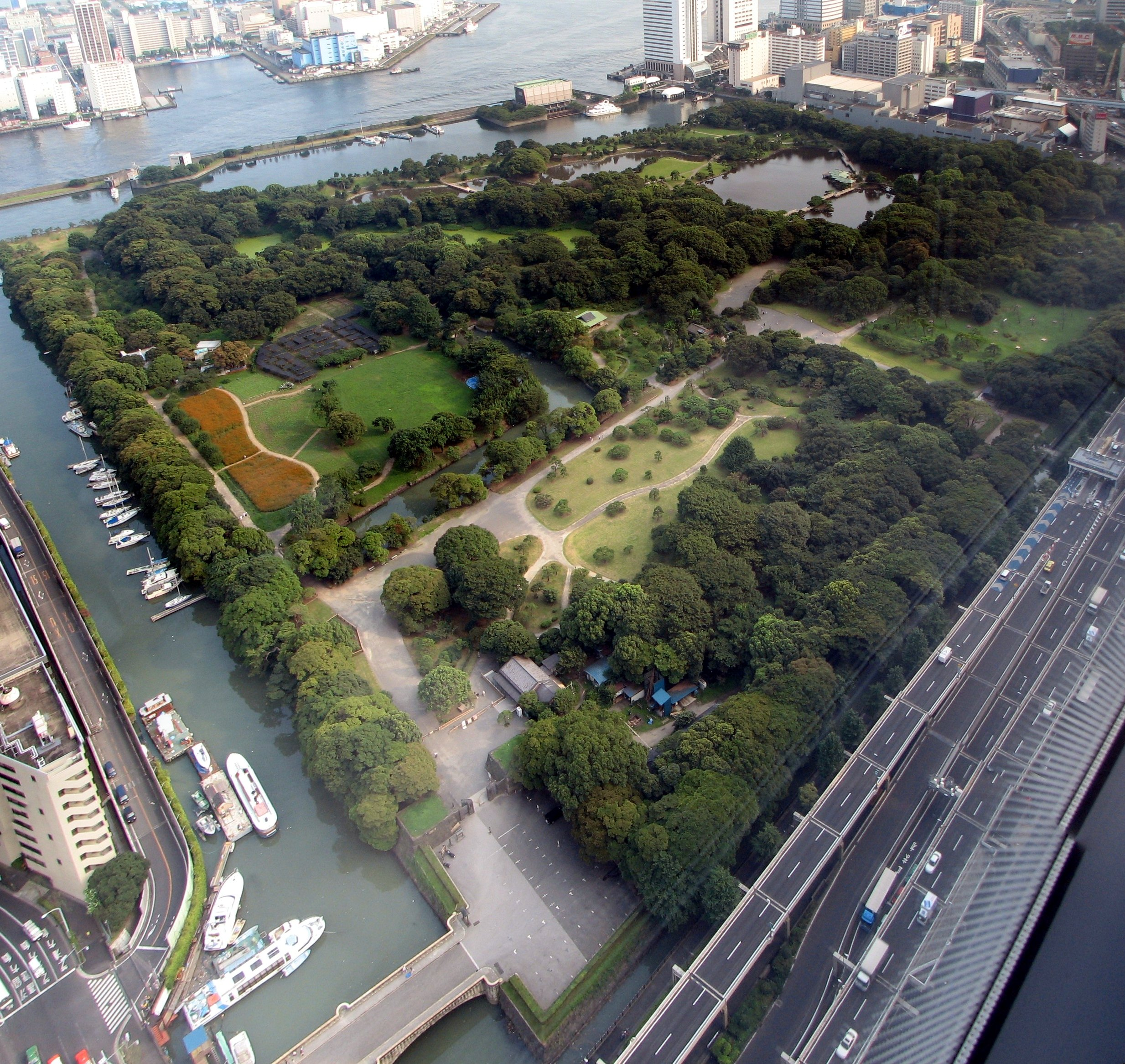
浜御殿（浜離宮恩賜庭園）
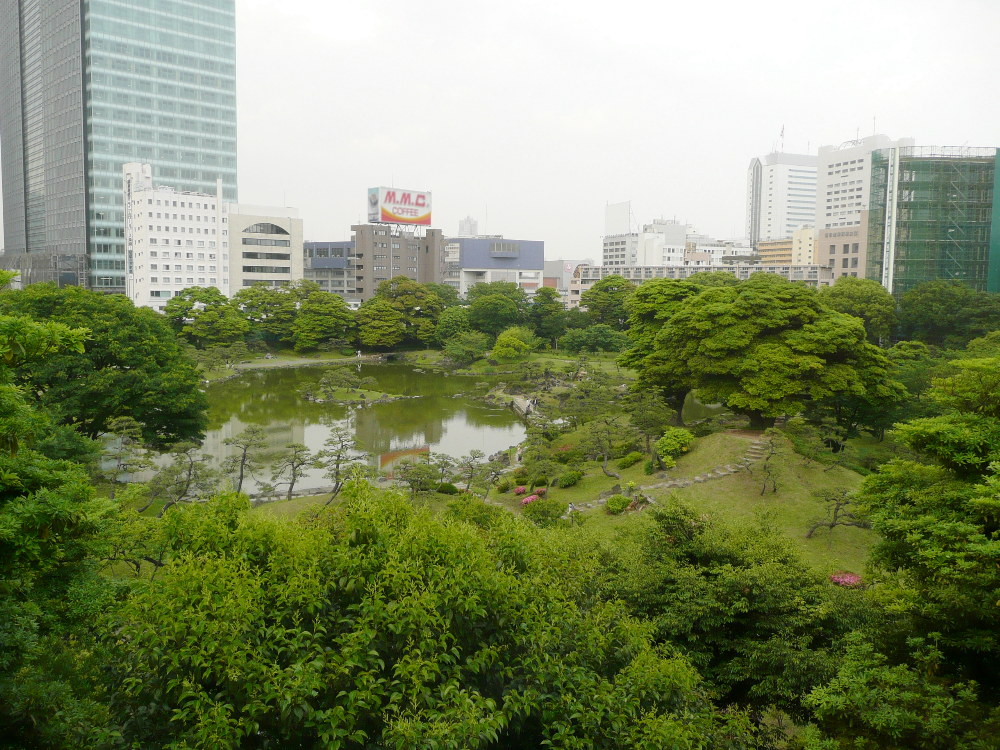
楽壽園（旧芝離宮恩賜庭園）
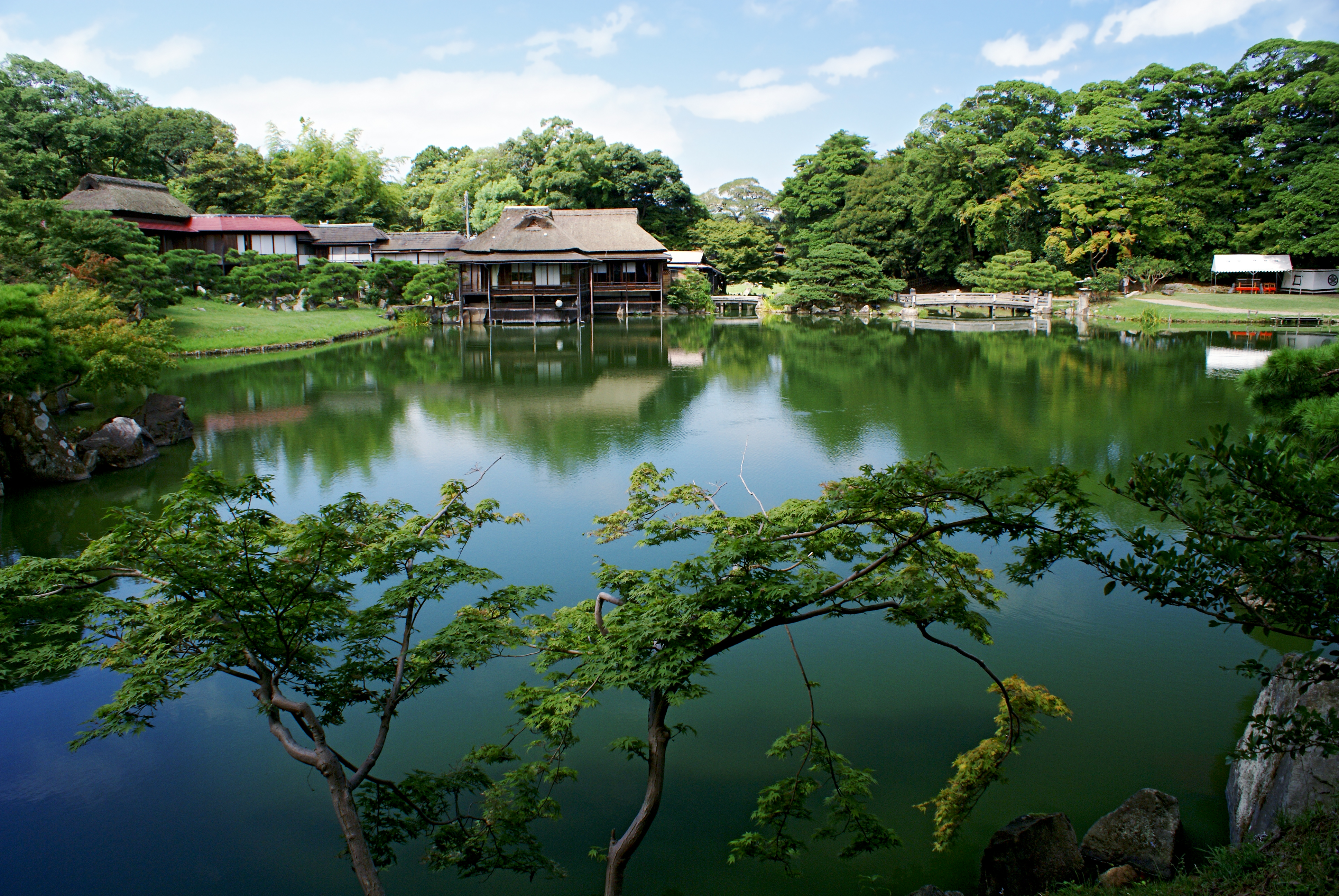
玄宮園
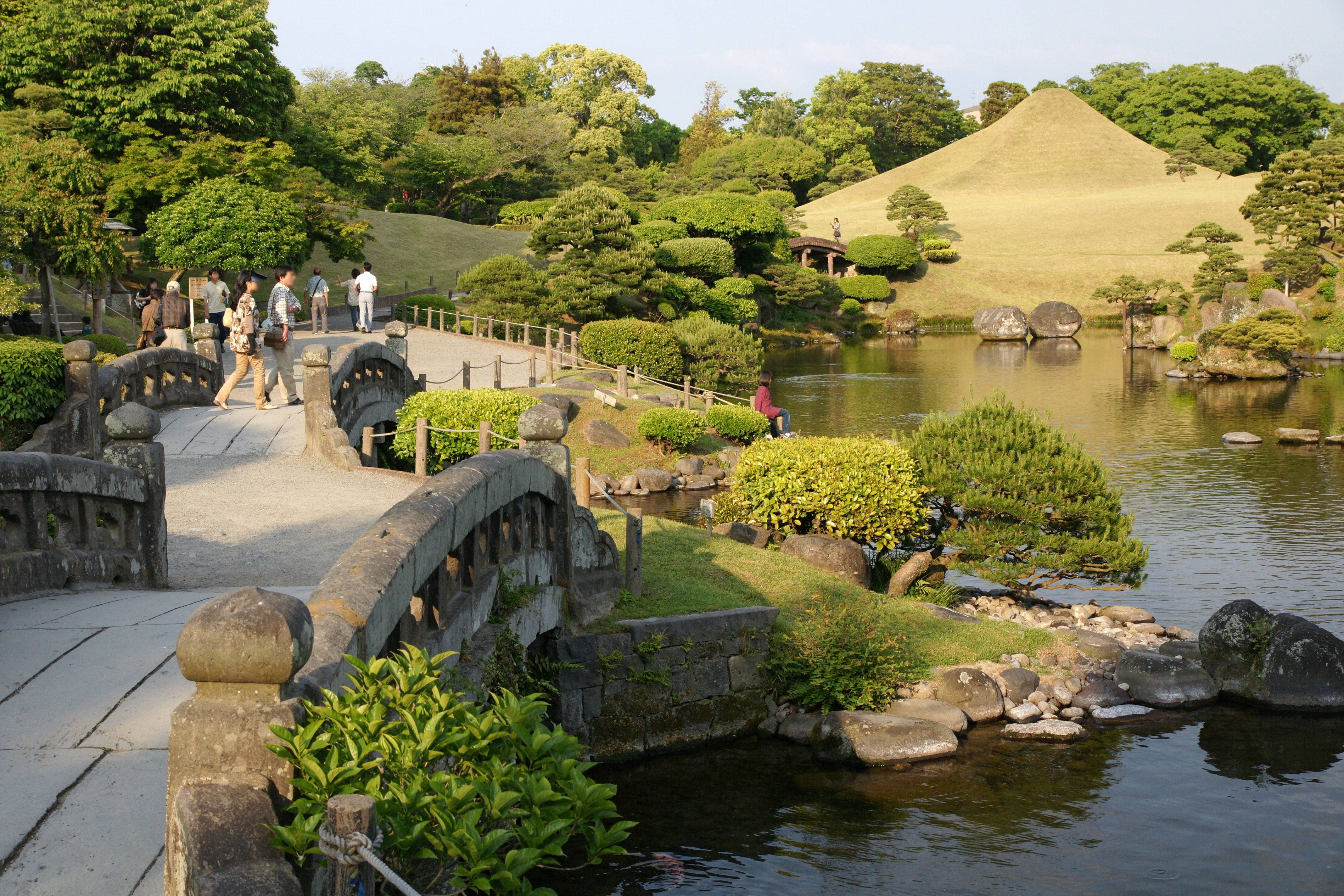
水前寺成趣園
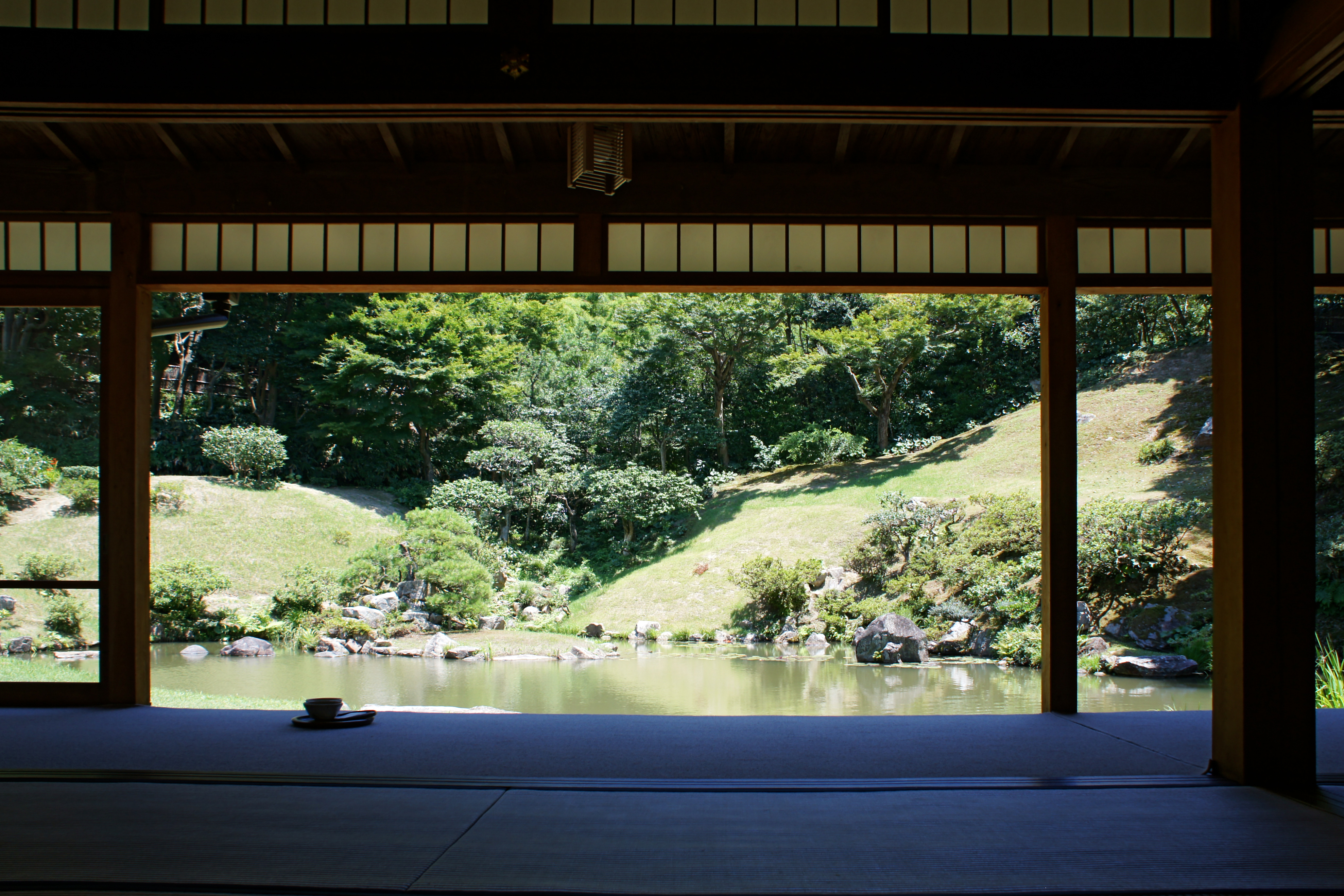
観音院庭園

## 芸道の世界

### 茶道・華道・香道
茶道界では、千宗旦の子の宗守、宗左、宗室がそれぞれ武者小路千家、表千家、裏千家の祖となり、高松藩、紀伊藩、加賀藩の茶頭となった。宗旦の弟子では、山田宗徧が小笠原氏に、藤村庸軒が藤堂氏の茶の師範になるなど、有力な茶人と大名家との接触が深まり、武家の茶湯に影響をおよぼした。これに伴い、千家の流れをくむ久保流・松尾流、河上不白の不白流、あるいは藪内流、宗和流など、家元制度が確立し、茶匠の職業化の基礎がすえられた。
他方、これら茶の湯の諸流派は町人社会にも浸透し、元禄以降は茶の湯の主導的な地位は富裕な町人の手に移るようになった 。財貨の先行投資と保全をかねて名物道具を収集する豪商もあらわれた。第4代鴻池善右衛門（宗貞）とその一族山中道徳などはその一例である。
華道・香道ともに東山文化期に端を発しているが、この時代は公家や上級武家のみならず、庶民の嗜みとして大いに広がった。

### 囲碁・将棋

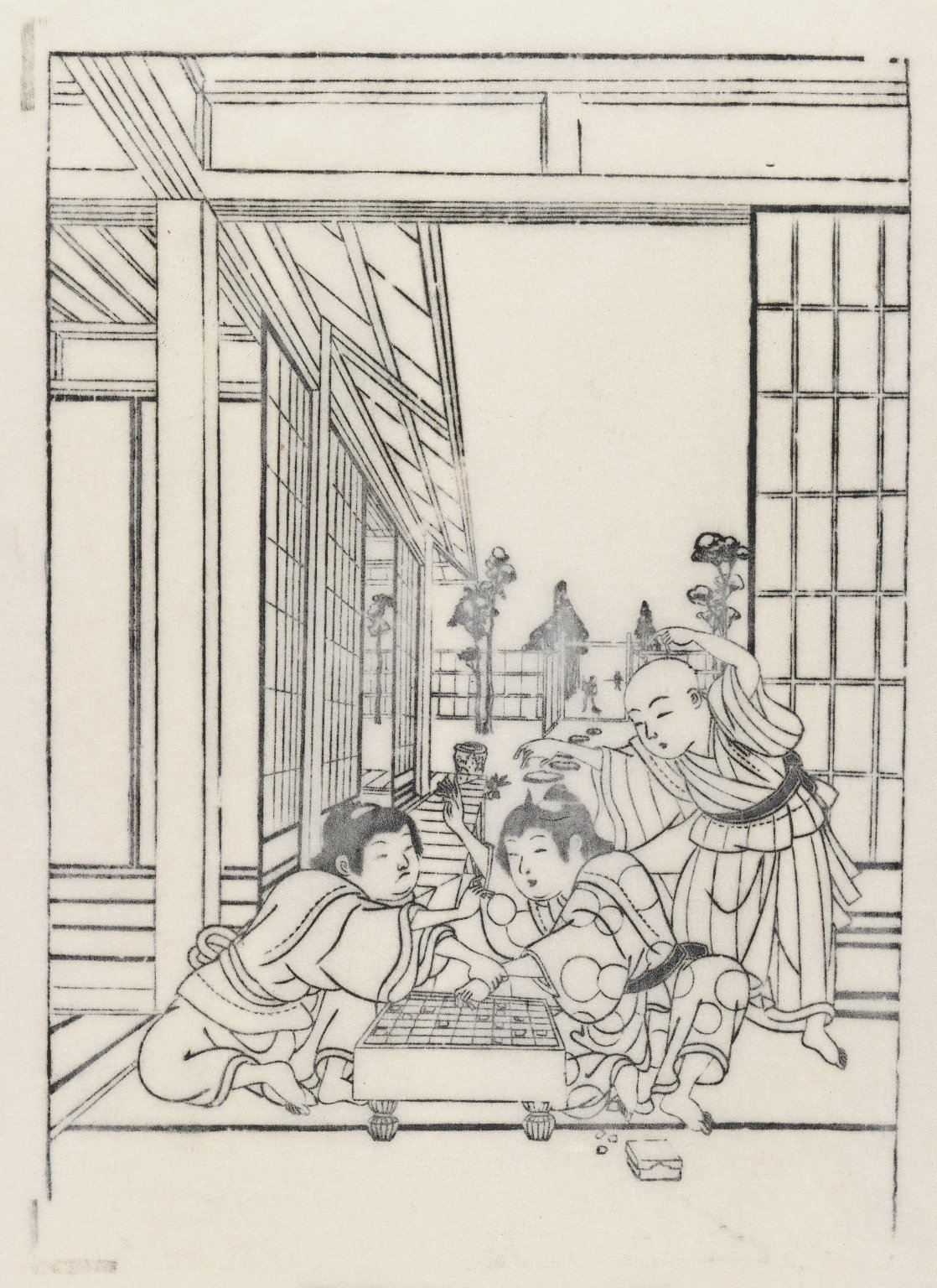
将棋をする子どもたち（18世紀）

将軍家に囲碁をもって伝える家には、本因坊、井上、安井、林の四家があった。本因坊家は豊臣秀吉・徳川家康に仕えた本因坊算砂、井上家は元和から寛永にかけて活躍した中村道碩、安井家は貞享暦で知られる渋川春海の父初代安井算哲、林家は林門入斎を始祖としている。
囲碁の四家に対して将棋は、桃山時代に活躍した大橋宗桂直系の大橋家（大橋本家）・大橋分家・伊藤家の三家が家元となっていた。本因坊算砂は将棋も強かったが友誼によって宗桂に将棋家元の地位を譲ったともいわれている。宗桂の子の大橋宗古は、二歩や千日手、打歩詰の禁止など現代につながる規則の制定に尽力した。
宗古の弟の大橋宗与が大橋分家の祖となり、宗古の娘をめとった伊藤宗看が伊藤家をなした。なお、伊藤宗看の名は関白近衛信尋によるが、宗看は棋力抜群で3世名人となり、その子宗銀は大橋本家を継いで五代宗桂を名乗り、4世名人となった。
五代宗桂の時代が元禄時代に相当し、京都の西沢太兵衛らがさかんに将棋関係の書籍を発行するなど江戸期における将棋全盛の時代であった。盲目の強い将棋愛好者があらわれたのも元禄期で、石田検校のはじめた三間飛車を特徴とする石田流は現在でも戦法として使われることがある。なお、荻生徂徠も将棋が好きでみずから「広将棋」という新しい将棋を考案している。
碁所や将棋所は寺社奉行の管轄下にあって、俸給は安く身分も低かったが社会的な尊敬を集めた。囲碁・将棋が一般庶民の娯楽となったのも元禄時代を画期としている。

## 儒学の興隆と神道・仏教
中国の孔子が創始した儒教は、日常の人間関係を実践的に考える教えである。その政治思想的な側面は、日本では古くから儒学として研究対象となってきた。江戸幕府は家康以来、幕藩体制支配の思想的裏づけとして儒学を重んじ、幕藩体制はまた儒学の持つ意義を増大させた。ここでは社会における人びとの役割（職分）が説かれ、上下の身分秩序を重ずるべき事とし、「忠孝・礼儀」が尊ばれていたからである。
幕府は林家を中心に朱子学を教学として保護したが、諸藩でも幕府にならって藩士らの教育のために藩学（藩校）や郷学（郷校）を設立する所が出来た。岡山藩の池田光政による花畠教場、会津藩主保科正之が横田俊益につくらせた稽古堂などは古い事例といえる。

### 朱子学
朱子学は南宋の朱熹によって体系化された儒学で、宋学とも呼ばれる。日本では京都五山で仏教と共に学ばれていた。
儒学の中にあっても特に朱子学は、大義名分論を基礎とし、主従・父子の別や上下の秩序、礼節を重んじ、身分制度や家族制度など封建的秩序を自然秩序と同様に定まったものとみたので、文治政治を勧める上で好適な教学であるとして江戸幕府や諸大名に歓迎された。幕藩体制は、基本的には農村を基礎とする封建的割拠体制であり、鎖国令にいたるまでは比較的自由に振舞えた商業資本もまた、「貴穀賤金」の理念にしたがって農民の下に位置づけられ、農業を本とし、商業を末とする本末論の形を有し、この体制を維持すべきものとして朱子学が根本にすえられたのである。
家康は、相国寺の学僧であった藤原惺窩を招いて『貞観政要』『吾妻鏡』などを講じさせ、惺窩の推挙によって、その門人である林羅山（道春）を自らの侍講として登用した。羅山は家康、秀忠、家光の3代にわたって儒学を講義し、家光の時代には上野忍ヶ岡に学塾弘文館をひらいた。羅山は仏教の彼岸性、超越性を非難して、しきりに排仏論を唱え、最高の道徳として五倫五常を説いた。
羅山・鵞峰・鳳岡と続いた林家は、代々幕府の文教政策に携わったが、儀礼や外交文書・武家諸法度の起草、刑罰の典礼なども行っている。これは室町幕府の将軍足利氏のもとで京都五山などの禅僧が行っていた業務を継承したものであった。5代将軍綱吉は元禄3年（1690年）江戸湯島に孔子廟大成殿を建て、儀式の主宰者である祭酒に林鳳岡（信篤）を任じ、ここを湯島聖堂として林家の学塾を移させた。翌年以降、信篤は大学頭を名のり、以後代々、林家の当主は大学頭を称した。

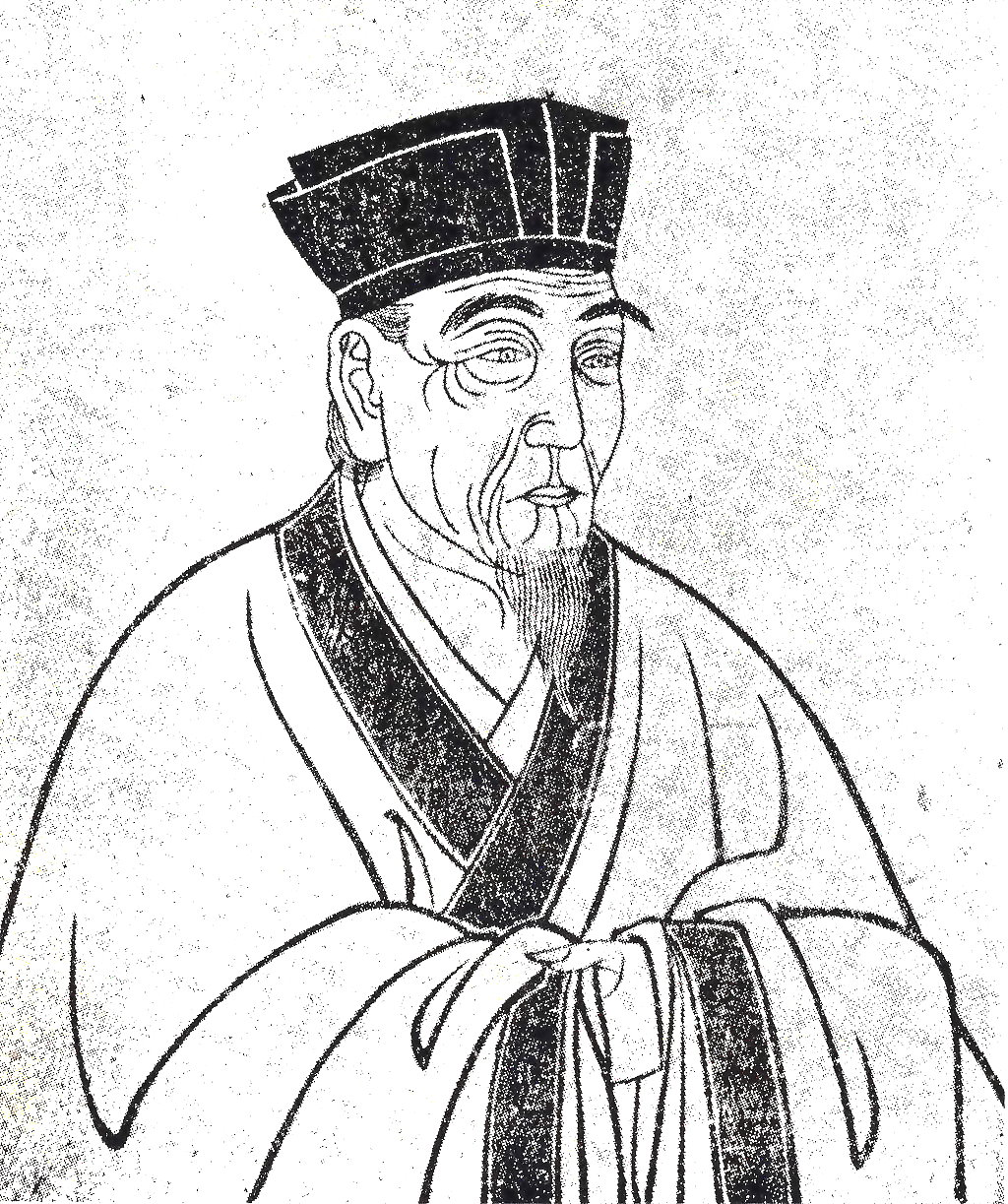
木下順庵

惺窩を祖とする京学からは、羅山のほか町儒者として京都の私塾で門人を養成した松永尺五があらわれた。この門からは加賀藩主前田綱紀に用いられ、後に将軍綱吉の侍講となった木下順庵が出ている。順庵は優れた教育者としても知られ、「木門」と称される彼の門下からは新井白石や室鳩巣、三宅観瀾、祇園南海、雨森芳洲などの人材が輩出した。白石は6代徳川家宣・7代家継の、鳩巣は8代将軍吉宗のそれぞれ侍講として幕政にも関与し、観瀾は水戸藩主徳川光圀に仕えた。また、近江国出身の雨森芳洲は対馬藩に仕え、日朝関係の改善に尽くした。

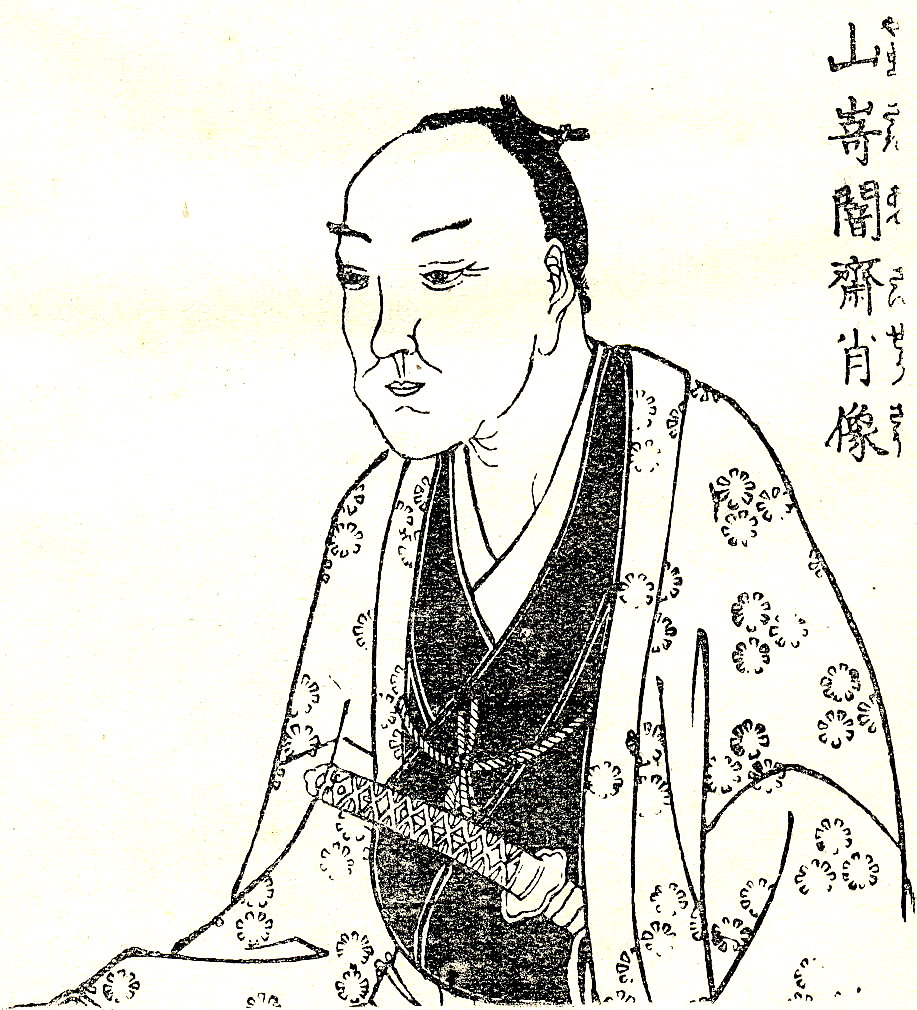
山崎闇斎

戦国時代に南村梅軒が土佐国でおこしたとされる南学（海南学派）も朱子学の一派で、梅軒の弟子で江戸時代初期にあらわれた土佐の谷時中によって大成された。この系統からは、土佐藩の藩政改革に実権をふるった家老野中兼山や、儒学による神道解釈を提唱した山崎闇斎らが出た。
闇斎は会津藩主保科正之に招かれ、正式な藩士とはならなかったものの保科家の家訓の制定にたずさわったといわれている
。江戸や京にも多数の門人がおり、その教育法は厳格で、佐藤直方・浅見絅斎・三宅尚斎・遊佐木斎・正親町公通・出雲路信直・土御門泰福・谷秦山・植田艮背などの名が知られている。なかでも、直方、絅斎、尚斎の3名は「崎門三傑」と称された。
謹直な人物として知られる保科正之は儒学を尊信しながらも、そこに含まれる革命思想を嫌悪したが、闇斎もまた明確に革命否定の立場に立った。闇斎はまた、朱子学の道徳的側面を強調する一方で日本古来の伝統を重視して神儒融合の垂加神道を説いた。闇斎はしだいに朱子学に対し批判的態度を示すようになり、佐藤直方や浅見絅斎ら「純儒派」の弟子たちは師の説く朱子学解釈に反対し、晩年の師に忠実な「神道派」と対立、闇斎より破門されるなど師弟相互の確執を生んでいる。
京学派・南学派に対し、水戸藩主徳川光圀が明朝帝室から亡命した日本乞師、朱舜水を招いてその基礎が築かれたのが水戸学派である。ここでは歴史が重視され、大義名分論は水戸学の重要な特徴となった。また、いずれの学派にも属さなかった人物に福岡藩の貝原益軒がおり、『養生訓』などの啓蒙書がある。なお、女子の封建道徳を説いた「女大学」は益軒門下の人々によってまとめられたと考えられている。

### 陽明学
陽明学は、明の王陽明（守仁）が朱子学の観念性を批判して提唱した実践を重んじる学問で、行為よりも知識を重んじる朱子学に対し、知識と行為の一致すなわち知行合一の立場で現実を批判してその矛盾を改めようとするなど革新性をもっていた。

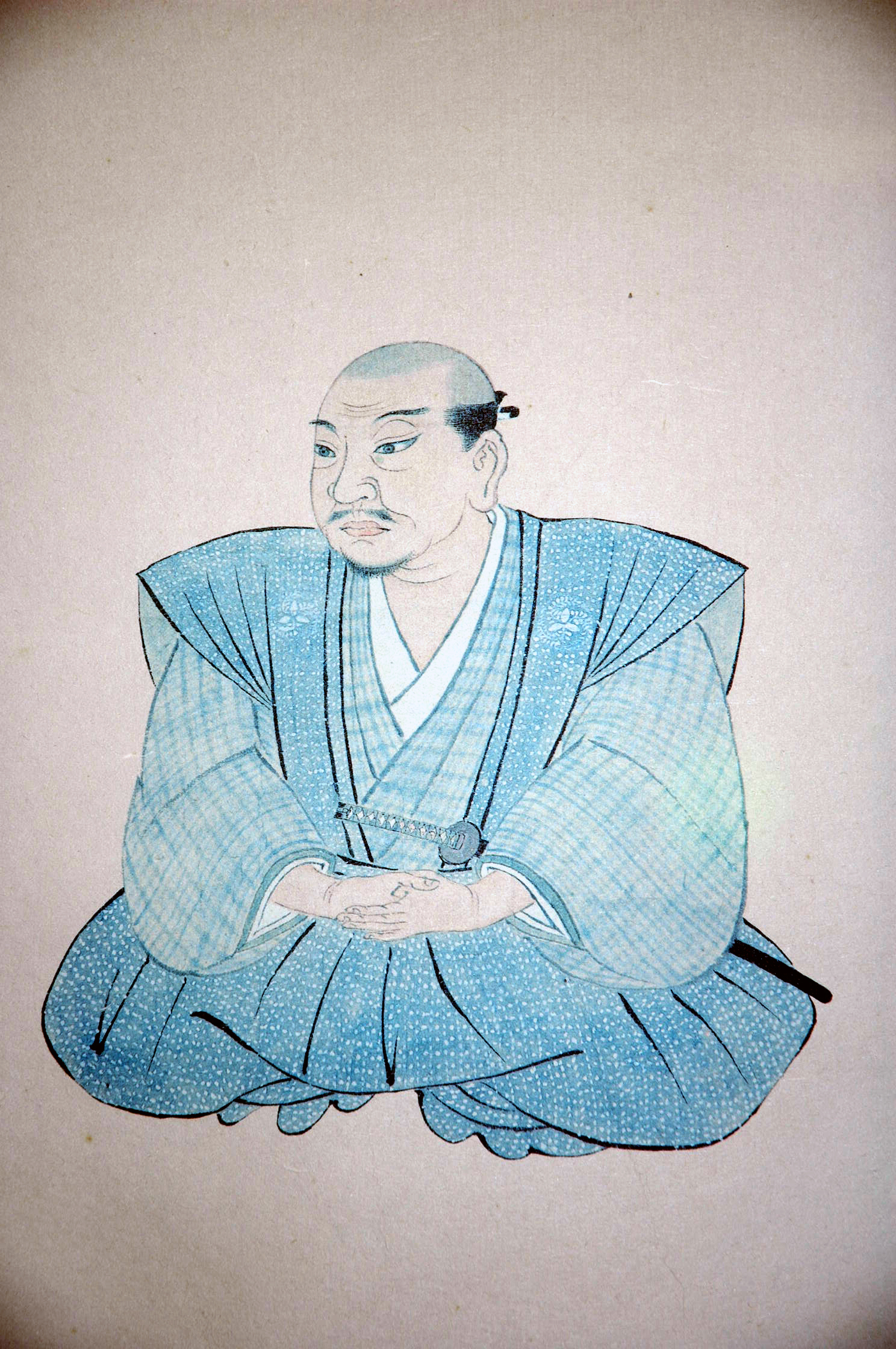
中江藤樹

「近江聖人」といわれた中江藤樹は、当初朱子学を学んだが、それに飽き足らず、家父長的な家族倫理である「孝」を中心とした実践倫理を唱え、晩年には陽明学の致良知・知行合一の思想に近づいた。『陽明全書』に接した藤樹は日本で最初に陽明学を信奉した人物であり、近江小川村に建てた私塾藤樹書院では「藤樹規」の徳目が掲げられ、また、修養方法としては、同志が集会してたがいに切磋琢磨する「会座」が重視された。武士・農民問わず教育にあたった藤樹には『翁問答』『翁草』などの著作がある。彼は、禄仕を捨てて郷里にもどったその生き方にふさわしく、近世村落の新しい倫理を打ち立てようとしたのである。

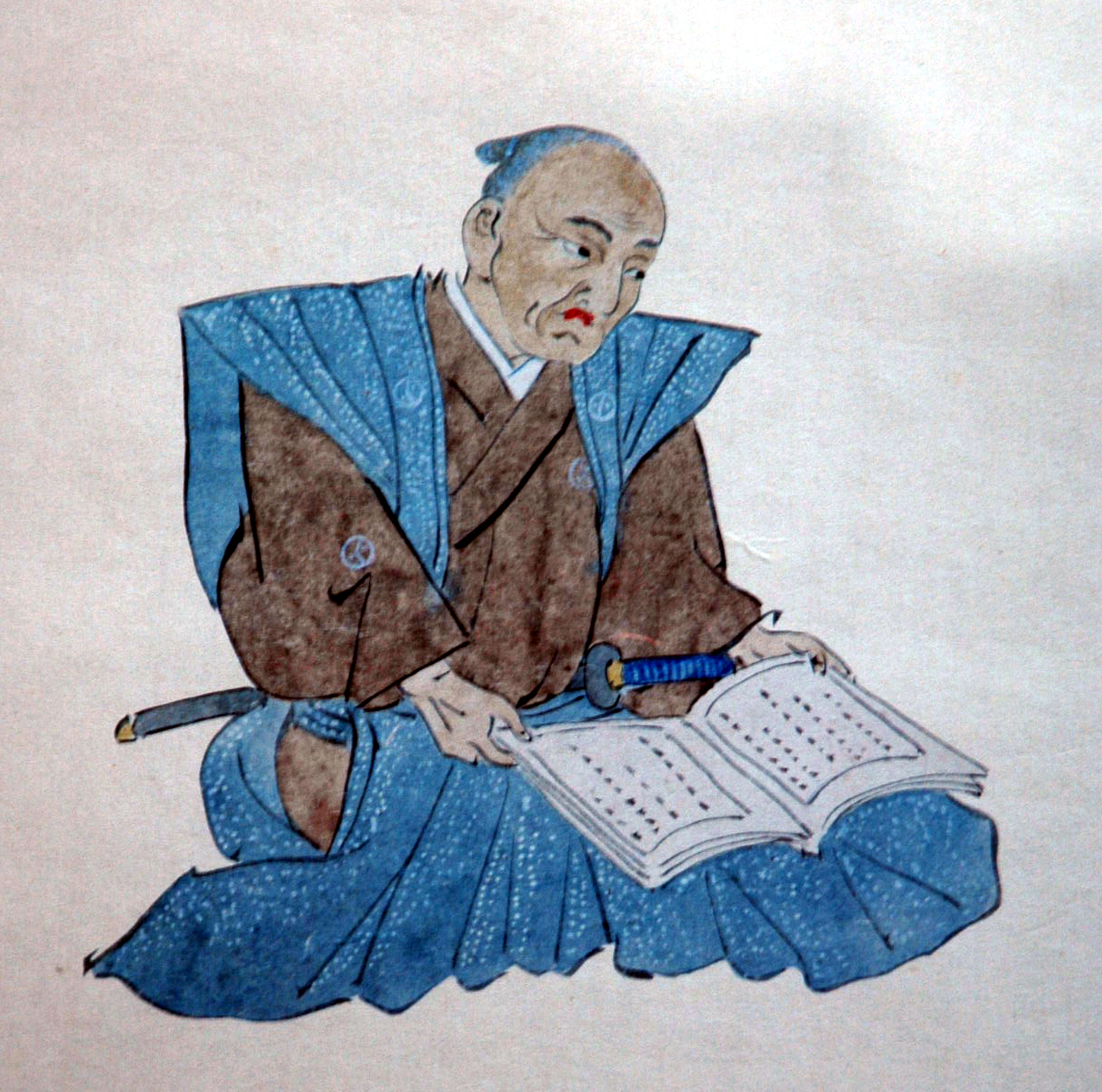
熊沢蕃山

藤樹書院に学んだ熊沢蕃山は、藤樹の学問を尊信した岡山藩主池田光政につかえ、藩政に参画して実績をあげた。32歳で3,000石取りの番頭（ばんがしら）という高い役職に取り立てられた蕃山は、新田開発に成果をあげ、藩校のもととなる花畠教場の設立にかかわり、その校則にあたる「花園会約」をつくったといわれている。蕃山は自著『大学惑問』で武士の土着や参勤交代の緩和などを唱えたため、岡山藩退仕後、幕府による圧迫をうけ、諸国を転々とした後下総国古河に幽閉され、そこで病死した。蕃山は、幕藩体制の矛盾が自給自足経済と貨幣経済の二本立ての社会のしくみそのものに由来し、貨幣経済の浸透が自給自足を切り崩して農民層分解を進展させている事を見抜いてはいたが、その解決策は保守的ないし農本主義的な政策しか打ち出せなかったといえる。ただし、自然環境の保全や世襲制の弊害を説く点では、反体制的な要素を多分に含み、現代につながるような革新的な性格をもつ経世論の持ち主でもあった。
朱子学が「性」と「情」を切り離して「性」は肯定するものの「情」を否定するのに対し、陽明学では「性」と「情」を切り離す事自体を批判し、「心即理」を打ち出し、人欲を最終的に肯定している。この思想が江戸時代の諸文化にあたえた影響は予想外に大きいものといえる。

### 古学
朱子学や陽明学のように後世の学者の解釈を通じてではなく、孔子・孟子の古典に直接立ち返って儒学を研究すべきであるという古学派もおこった。その嚆矢となったのが兵学者としても知られる山鹿素行である。
素行は林羅山に学んだが、『聖教要録』を刊行して朱子学を批判。具体的な生活規範を教える学問の必要性を説き、古代の聖賢に立ち戻るべきだと主張した。『武家事紀』では忠信仁義の道徳の修養によって天下の人倫を正すのが労働に追われる庶民に代わる武士固有の職分であるという士道論を唱えた。このような素行の主張は幕府政治にそぐわない面があり、家綱を補佐した保科正之によって、朱子学批判の罪により播磨国赤穂に流され、旧主浅野家に禁錮の身となった。素行はまた、明清交替により、清王朝下の中国をもはや「中華」と見なすことはもはやできないとして、日本を「中朝」「中華」と見なすべきであるとの立場に立った。自叙伝に『配所残筆』がある。

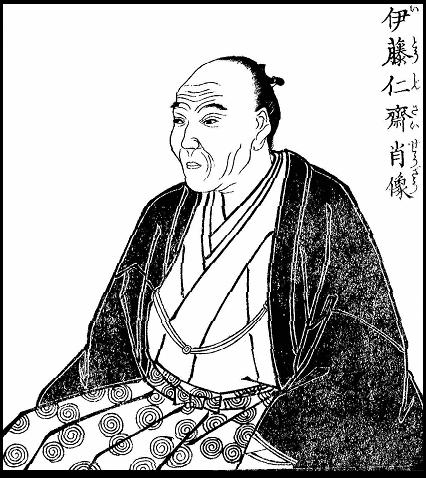
伊藤仁斎

ついで京都では町人出身の伊藤仁斎・伊藤東涯の父子があらわれ、京都堀川に私塾古義堂をひらいた。門下生は元禄頃には、町人を中心に3,000名におよぶといわれる。仁斎・東涯の古学を堀川学派という。堀川学派は、『論語』『大学』『中庸』『孟子』などを原文にそくしてわかりやすく解釈し、人間の生き方の規範を実社会の人間愛（仁）に求めた点で古義学とも称せられる。仁斎は、孟子の四端説によりながら、四端の心が人間には本来具有され、それを拡充して仁義礼智の四徳に至るのが学問であると説き、四徳を人間の自発性のもとにとらえなおそうとしたところにその学問の特色があった。そして、社会の構成員はそれぞれの分に応じて生きながら、「仁を以て本となす」王道政治が行われれば、和気愛合の社会がつくられるという仁政思想を説いた。

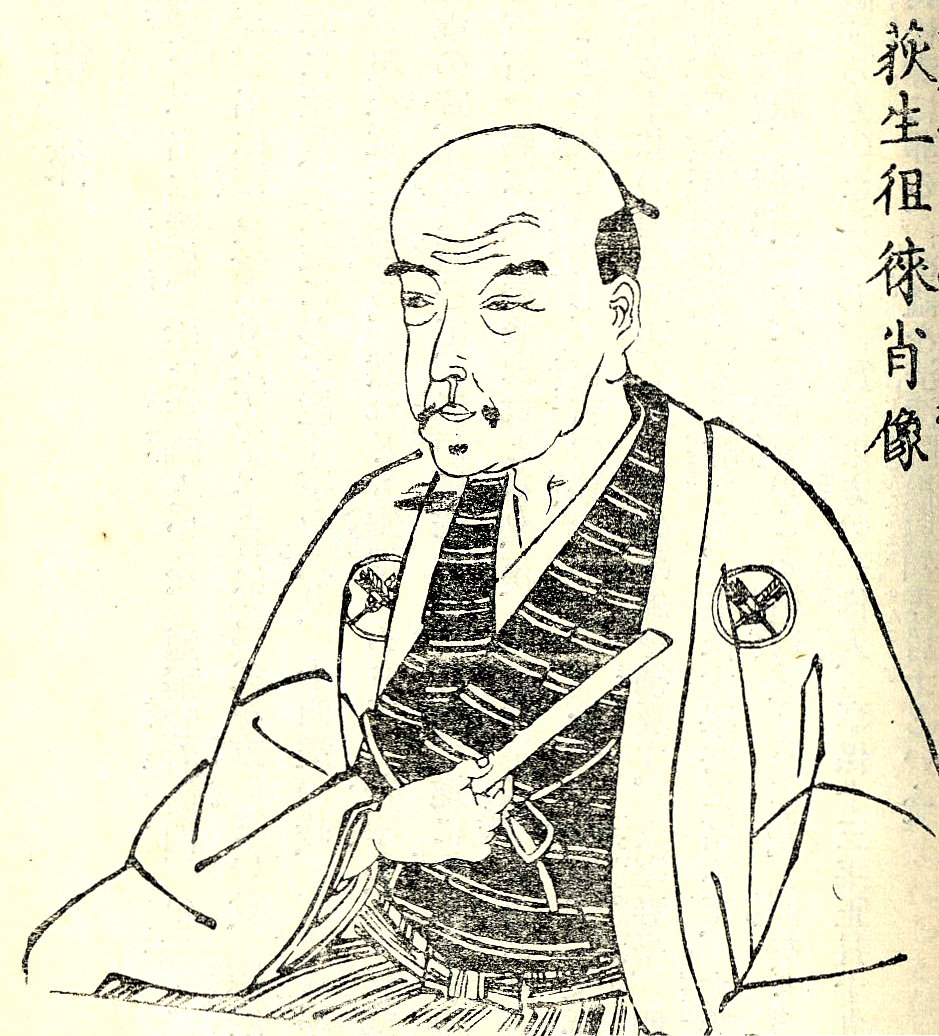
荻生徂徠

江戸では、荻生徂徠が古文辞学を創始した。こうして文献学的研究は東西で隆盛した。
徂徠もまた朱子学を「憶測に基づく虚妄の説である」と批判し、学問・生活での個性尊重を説いた。著書『弁道』『弁名』によれば、政治のねらいたる「道」とは、道徳的規範としての道のことではなく「先王の道」のことであり、帝王が天下を治めるために作為した「礼楽政刑」すなわち具体的な政治制度と技術であるとした。こうして道徳主義の政治観を否定し、統治の具体策を説く政治・経済の学（経世論）に道を開いたのである。徂徠は8代将軍徳川吉宗にも用いられ、享保の改革では政治顧問の役割を果たした。徂徠が吉宗の諮問に応じて著した『政談』には、幕政の立て直し策として、都市の膨張をおさえ、参勤交代の弊害を打破し、武士の土着を薦めることが必要だと説いている。また、「先王の道」を極める為には、その時代の実情を知る事が必要であり、そのために詩文・歴史・小説をたしなみ、風雅と文才を身につける事を勧めている。
徂徠の弟子の太宰春台は、経世論をさらに発展させ、『経済録』『産語』を著している。彼は政治の基礎には経済があると説き、農本主義の立場に立ちながらも、年貢過重の実態を批判し、また、武士も商業活動を行う事や藩が専売制度によって利益を上げるべき事を提案した。春台とならび蘐園社中の双璧といわれた服部南郭は経政論に興味を持たず、ひたすら詩文を楽しみ、人間性の解放を求めた。徂徠が未だ名を成さない頃からの愛弟子であった山県周南も詩文の才に優れた。

### 神道

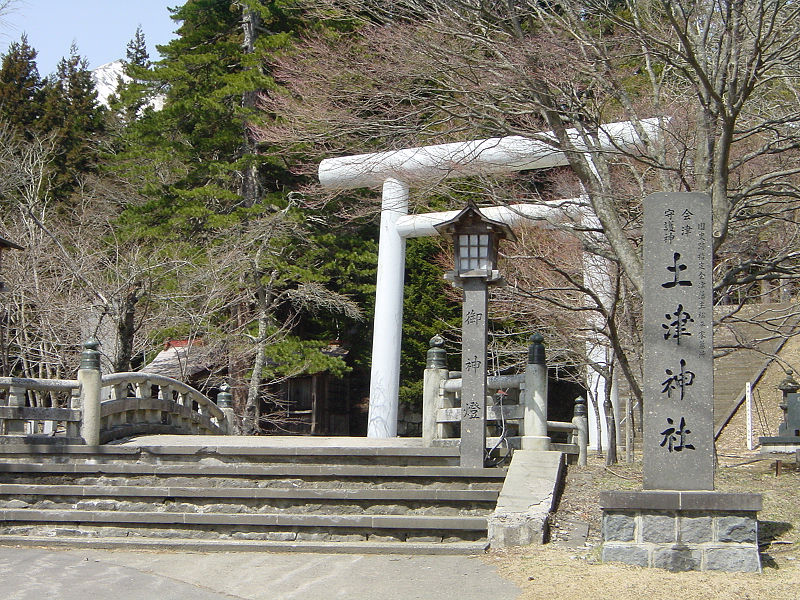
土津神社（福島県耶麻郡猪苗代町）。
吉川神道の奥義を極めたとして、吉川惟足から「土津」の霊神号を贈られた会津藩主・保科正之を祀る。

吉川神道を提唱した吉川惟足は会津藩主保科正之に招かれ、同藩に仕えた。吉川神道は、神儒一致、皇室を中心とする君臣関係の重視、神人合一を特徴としている。惟足は天和2年（1682年)に江戸幕府神道方に任じられ、彼によって石清水八幡宮と賀茂神社の放生会、および葵祭の再興がなされている。将軍綱吉が貞享元年（1684年）に林鳳岡を中心に定めさせた「服忌令」もまた、神道の強い影響下から出されたものであった。
上述した朱子学者山崎闇斎は、儒教と神道の合一を唱え、垂加神道を創始した。「垂加」とは闇斎の別号である。闇斎が保科正之にまねかれて会津に赴いた時、同様に会津藩に招かれていた吉川惟足と出会い、その影響を受けた。垂加神道は、吉川神道のみならず従来の伊勢神道や唯一神道などからも強い影響を受けた。特徴は高い道徳観念で、神の道と天皇の徳が一体であると説いた所から、闇斎一門の崎門学は後の尊王論に大きな影響を与えた。保科正之死去の際には惟足と闇斎は協力して神道式の葬儀をおこない、磐梯山の山麓に正之を祀る土津神社を創建している。
なお、伊勢神宮の神官であった度会延佳は、伊勢神道を儒教思想中心のものへと大成させた。

### 仏教
仏教は、キリスト教禁圧のため、幕府から特別の保護を受けたものの、教理の面では新たな展開はほとんど見られなかった。一方、明末には多数の唐僧が長崎に渡来した。明が滅亡した正保元年（1644年）には僧逸然が長崎興福寺に入り、将軍徳川家綱の依嘱により福建省黄檗山萬福寺の禅僧隠元隆琦を招いた。
隠元は、承応3年（1654年）に20名の僧をひきつれて渡来し、将軍家綱と謁見して山城国宇治に田地・山林をあたえられ、寛文元年（1661年）、同地に萬福寺をひらき、日本に黄檗宗を伝えた。宇治の寺領地は関白鷹司家の寄進によるもので、後水尾上皇が帰依するなど、当時の上流社会にあたえた影響は大きく、ここで多くの「檗癖大名」「檗癖貴族」を生んでいる。黄檗僧は日本の書画に大きな影響を与えた他、唐話（中国語）学者を通じて『水滸伝』『三国志演義』など中国の白話小説の翻刻・翻訳が隆盛し、これは、後の江戸文学に読本というジャンルを発生させる契機の１つとなった。
将軍綱吉は仏教、特に新義真言宗の護持院隆光に帰依した。これは、新義真言宗に対するものというよりもむしろ隆光個人とのつながりに重点を置いたもので、綱吉政権下では護国寺・護持院の建立、東大寺大仏殿再建、法隆寺諸堂の修復、寛永寺本坊再建など広く仏教を保護した。

## 歴史学と古典研究の発達

### 歴史学の発達
儒学は歴史を重視する傾向を有し、また、政権が安定するにつれ、その正当性を主張する目的もあって、歴史への関心が深まり、歴史書の編集事業がはじまった。
3代家光は、諸大名・旗本などから系譜を提出させ、『寛永諸家系図伝』を編纂し、また、正保元年（1644年）林羅山に国史の編修を命じた。羅山はこれを『本朝編年録』40巻にまとめたが、これは神武天皇から平安時代前半の宇多天皇までを漢文編年体で叙述したもので、六国史をベースとしたものにすぎなかった。寛文2年（1662年）、羅山の子の林鵞峰が将軍の命として老中酒井忠清から国史編纂が伝令された。学力では羅山にまさるといわれた鵞峰は寛文10年（1670年）に辛苦の末にこれを完成させ、羅山編修の『編年録』40巻を本編、醍醐天皇の代から慶長16年（1611年）までを対象とした鵞峰編修の230巻を続編、さらに神代史3巻を前編として、これを『本朝通鑑』全273巻として刊行した。その名は、中国通史の名著として知られていた北宋の司馬光による『資治通鑑』にならって付けられた。

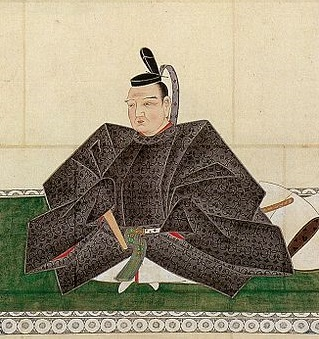
徳川光圀
狩野常信画（部分）

水戸の徳川光圀も修史作業を志したが、これは多分に幕府による史書編修に対して対抗意識を燃やした結果であった。明暦の大火直後の明暦3年（1657年）2月、光圀は江戸駒込の中屋敷に史局をもうけ、全国から多数の学者を集めて『大日本史』編修を開始した。安積澹泊を編集責任者として、栗山潜鋒や三宅観瀾らの学者を集めたが、澹泊は明の遺臣朱舜水の直接の弟子で、新井白石や室鳩巣とも親しく、潜鋒は山崎闇斎の孫弟子、観瀾は浅見絅斎と木下順庵に学んだ人物であった。その後、寛文12年（1672年）に史局を小石川藩邸に移して彰考館と称して編纂を継続した。
『大日本史』は神武天皇から後小松天皇にいたる漢文紀伝体の史書であり、本紀73巻、列伝170巻、志126巻、表28巻の大著で、享保5年（1720年）に主要部が完成して幕府に献上されたが、最終的な完成は1906年（明治39年）になってからであった。この編纂事業のなかで大義名分論にも続く水戸学が発達している。水戸学は18世紀末を境に、朱子学的名分論を基調とする前期水戸学と、尊王攘夷論を基調とする後期水戸学とに分けられる。なお、『大日本史』の特徴として、神功皇后を本紀には含めず、大友皇子の即位を弘文天皇として認め、吉野の南朝を正統な朝廷であるとした点が、三大特筆といわれており、これは後世にも大きな影響をあたえた。

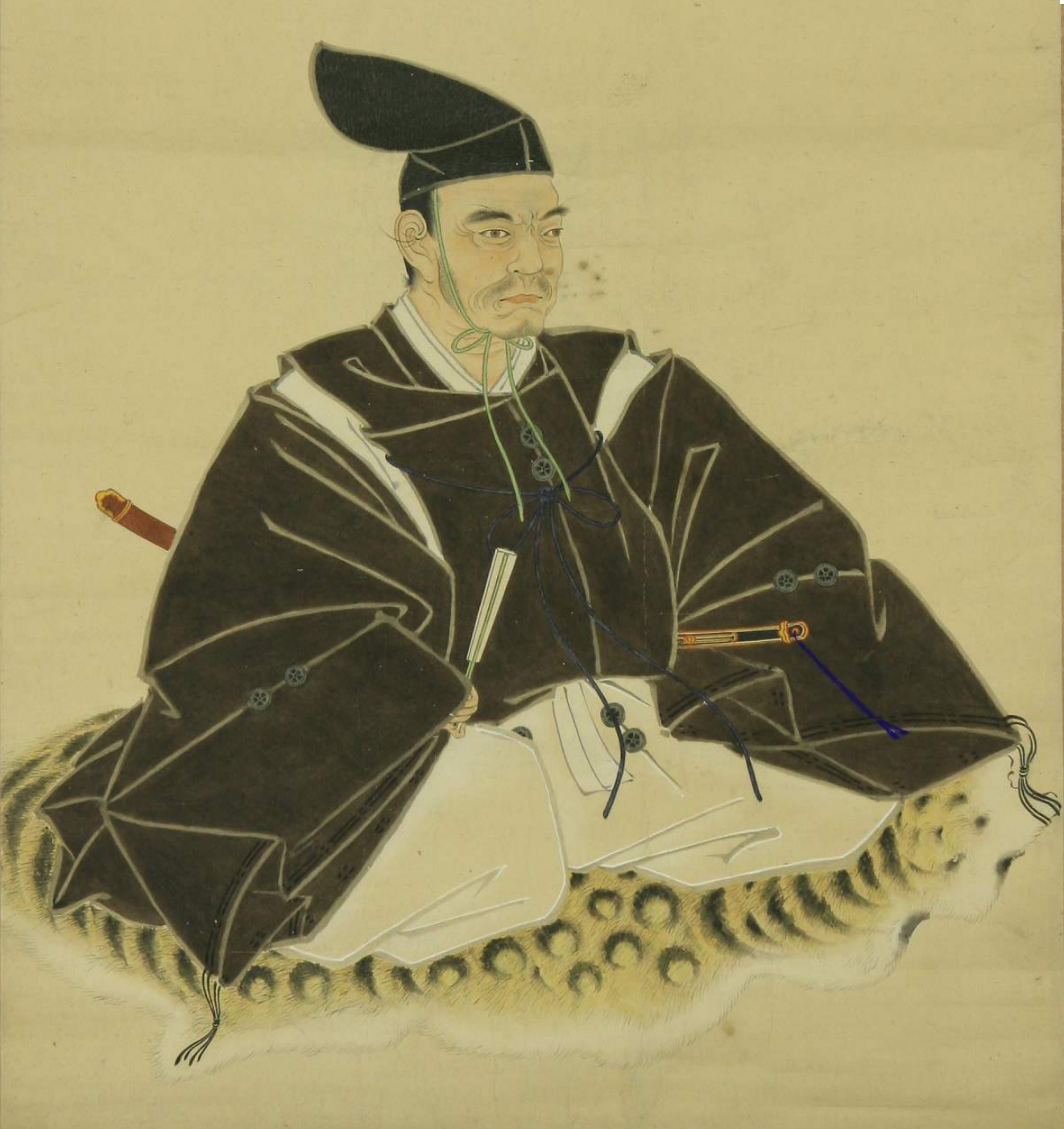
新井白石

新井白石は道徳的・教訓的な歴史解釈を排除して実証主義・合理主義にもとづく解釈を示した。甲府城主徳川綱豊（6代将軍徳川家宣）の命により、大名337家の家譜・系図・事績をまとめた『藩翰譜』を著し、16世紀前後の武士たちの行動を記録した。本著作は、人生の真実に迫る、優れた叙述との評価がある。将軍となった家宣に進講した『読史余論』では、摂関政治から家康による江戸幕府創建までを「天下の大勢九変して武家の代となり武家の代五変して当代におよぶ」として公家政権から武家政権への変化の正当性を論じ、段階的な時代区分を行った上で各政権の盛衰とその必然性などについて論評を加えるなど、独自の歴史観を展開している。また、『古史通』では「神は人なり」の観点から古代史研究の方法を提唱し、『日本書紀』神代巻の合理的な解釈を試みた。
山鹿素行は、古文書を用いた新しい研究法による『武家事紀』や『中朝事実』を著した。後者書名中の「中朝」とは日本の事であり、素行は、明清交替により、従来の中華であった明が滅んだ事から、日本を爾今の文明発信国とみなして「中朝」「中華」と称すべきとしたのである。

### 古典研究の進展
本格的な日本古典の研究もこの時代からはじまった。
近江の医家に生まれた北村季吟は『源氏物語』『枕草子』『伊勢物語』など古典の註釈を集大成し、平安女流文学の質の高さを強調し、平易な註釈を加えた『源氏物語湖月抄』『枕草子春曙抄』等を次々に著した。晩年の元禄2年（1689年）には徳川綱吉が設置した幕府歌学方に初めて任ぜられている。

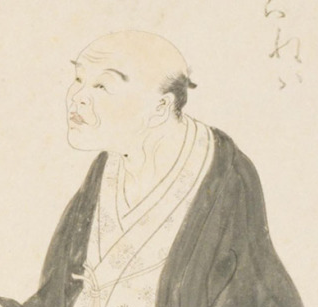
戸田茂睡

江戸の戸田茂睡は『梨本集』などで歌学の革新を唱え、中世歌学で重んじられてきた制の詞（和歌に使えない言葉）による制約の不合理性を説き、俗語を用いることの正当さと歌学の発展のために歌語の自由を主張した。これは、古今伝授によって伝承されてきた二条家（藤原定家の子孫）らの方法とは異なる、因習にとらわれない自由な研究を提唱したものであった。

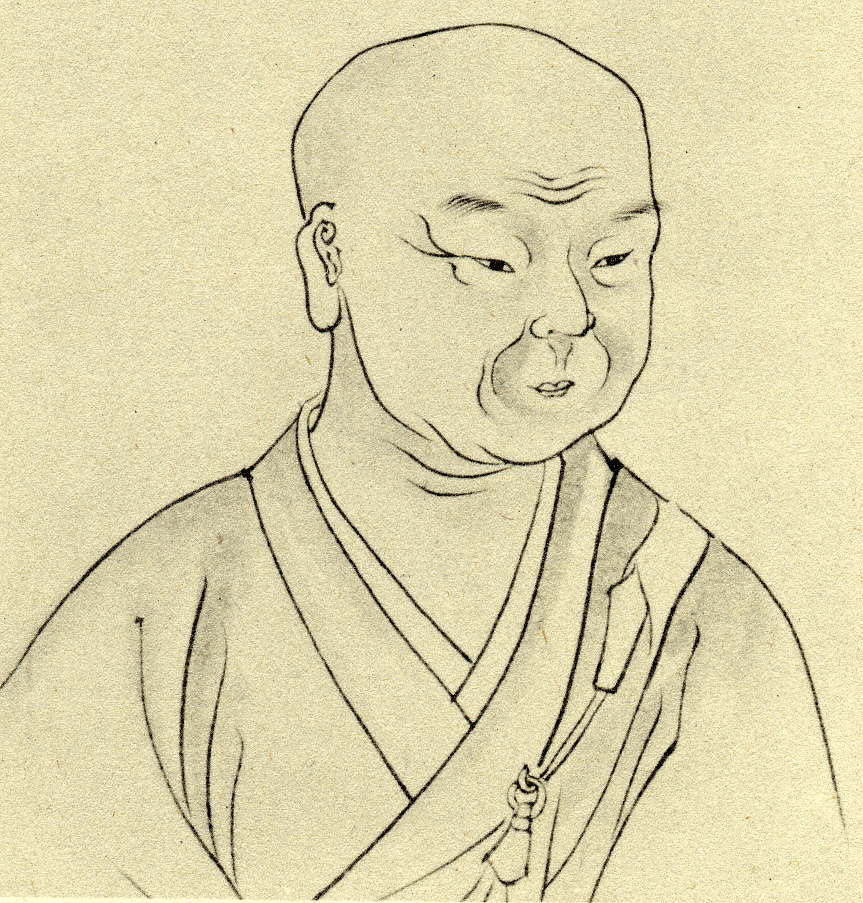
契沖

大坂の下河辺長流と僧契沖とは『古今和歌集』『新古今和歌集』に比較して従来軽んじられてきた『万葉集』の研究をすすめた。長流は、独創的な見解をうちだして徳川光圀の援助を受けたが、まもなく亡くなった。そこで、長流の友人で真言宗の僧であった契沖は長流が果たせなかった研究を引き継いで『万葉集』の精密な考証研究をおこない、多くの実例を通して戸田茂睡の考えの正しさを実証した。その結実が『万葉代匠記』であり、和歌を道徳的に解釈しようとしてきた従来の姿勢を批判して、後世「国学の祖」と称された。なお、『和字正濫鈔』は国語学史上における契沖の大きな業績である。
今日、私たちが日本古典文学と称しているものの大部分が、実際には、この時代に広く読まれるようになったのである。また、中世ヨーロッパにおいて聖書が僧侶に独占されていた事で保たれていたローマ教会の権威が印刷術の発展によって破壊されてルネサンスや宗教改革の運動が興起したように、日本で中世以来保たれてきた秘伝や制の詞は、印刷された書籍の流通によって消滅したのである。これらの古典・国語研究は古代精神の探究へと進み、後の国学の成立に大きな影響を与えた。

## 実学・自然科学の発達
自然科学では、本草学や農学・医学など実用的な学問が発達した。「本草」とは「薬のもとになる草」という意味であり、本草学は元来、自然物（植物・動物・鉱物）を人間に役立てるための学問で、特に薬用効果を研究する中心とする薬学であったが、次第に博物学的性格を強めた。元禄前後の時期にあって実学がおこり、物事を合理的に考える態度が養われたのは、当時の産業の発達や経済発展に刺激された事を背景にしており、ここでは実証的研究が尊ばれたのである。
そこには朱子学的な自然法の影響も考えられるが、当時にあってそれは必ずしも絶対のものではなく、むしろ相対視され、全体としては分裂していたと見なすことができる。換言すれば、朱子学的な文脈での合理主義は、そのまま近代的な合理主義へは結びつかなかった。朱子学における天円地方説は、ヨーロッパからもたらされた地球球体説や地動説とは相容れなかったし、思弁的な李朱医学の立場は近代における解剖学的な説明とは次元の異なるものであった。
共通するのはただ、自然の観察において神秘的な存在、超越的な存在を認めないという、ただ一点であった。言い換えれば、日本においては自然科学的思考は、同時代のヨーロッパのようにキリスト教神学との格闘を通じて確立していくという手続きを経ないで得られたという事ができる。この時代、急速な進展をみたのは、日常生活の上で効用の大きい数学・暦法・農学・本草学（博物学）・医学だったのである。

### 医学

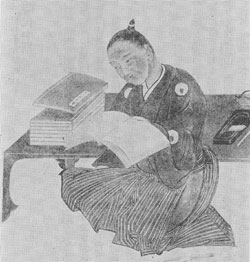
後藤艮山

医学の分野では、陰陽五行説や天人一体説で説明する思弁的な朱子学流の医学に対し、中国漢代の医方をもとに薬石と実践を主とする古医方がさかんとなった。
桃山時代の曲直瀬道三は朱子学系統の医術であり、その著書に永禄5年（1562年）の『本草異名記製済記』、永禄9年の『能毒』があったが、江戸期に入ると、古学復興の気運に応じて、従来の宋・元・明の性理説にもとづく観念的な医術を退け、経験と事実にもとづく漢代医術に立ち返るべしとする実証的医学の主張がおこった。まず京都に名古屋玄医が現れて古医方を唱導し、元禄ころに後藤艮山が活躍して古医方を確立した。
艮山に学んだ吉益東洞は後に、医学においては何よりも「親試実験」が重要であると説き、近代科学としての道をふみだし、同じく山脇東洋は『蔵志』を著して人体の解剖学的観察に道をひらいた。彼等古医方の医師は、ヨーロッパの医学からは独立して日本医学の新時代を切り拓いた。
一方、西洋医学は外科の分野で行われ、元禄の頃、長崎通詞であった西玄甫は江戸幕府の医官として迎えられた。また、同じく通詞であった本木良意はドイツの医学者ヨハン・レメリン（Johannes Rümelin）の解剖図をオランダ語から翻訳した。
なお、この時代、中国の医学書とその注釈書、日本の医学書が数多く刊行されているが、そうした中にあって江戸時代版の『家庭の医学』ともいうべき一般向けの簡便な医書も刊行されている。香月牛山の『小児必要養草』『婦人寿草』『老人必要養草』などがそれであり、近松門左衛門の実弟岡本抱一も50部以上の簡便な医書を著している。

### 本草学

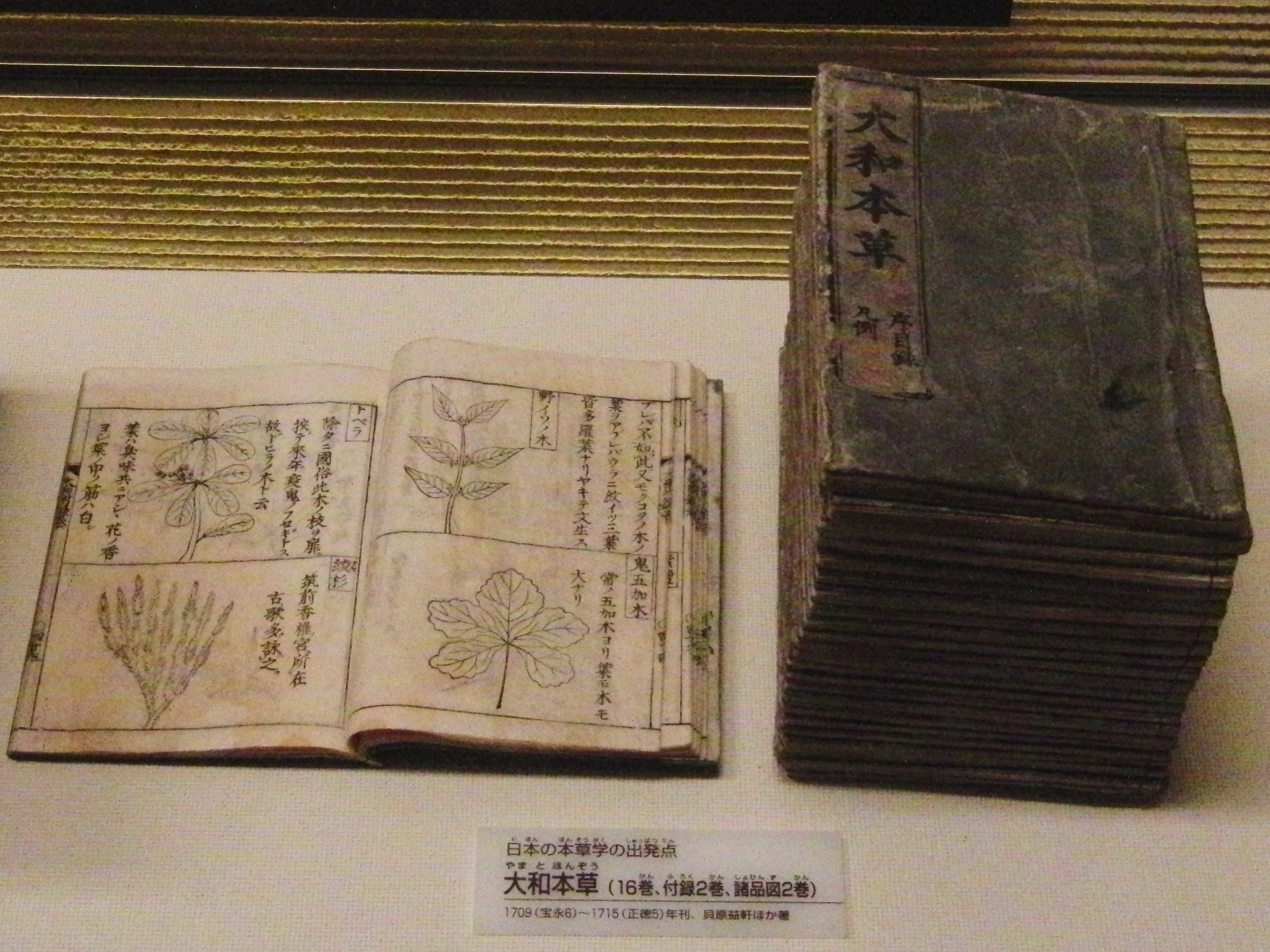
貝原益軒『大和本草』（国立科学博物館の展示）

慶長12年（1607年）、林羅山が長崎から明の『本草綱目』を携えて幕府に献上し、慶長17年にその抜萃から『多識編』を編集して以来、有用薬用の動植鉱物を分類・研究する本草学も進歩した。寛永15年（1638年）には幕府によって江戸の北と南に薬園が開かれている。
儒者貝原益軒は日本固有種358種をふくむ日本の物産1,300余種を分類し、宝永5年（1708年）『大和本草』を著して、本格的な実証的博物学へと近づいた。加賀藩の侍医であった稲生若水は、藩主前田綱紀の命を受けて『庶物類纂』を編修し、享保4年（1719年）に綱紀が幕府に献上して、若水の死後は将軍徳川吉宗の命で弟子の丹羽正伯が増補して1000巻の大著となった。両書は物産学・博物学のテキストとして幅広く読まれた。
山鹿素行や山崎闇斎などにみられる日本主義は、従来中国が発信してきた国づくりの思想の日本化だけではなく、中国発信の産業や物産の日本化へとつながった。これが享保期の国産物調へとつながり、中国の本草学のデータに頼らない国内生産のしくみの特徴検出やその増進の組み立てに向かう事となったのである。

### 農学
館林藩主徳川綱吉が征夷大将軍に任じられた延宝8年（1680年）頃から約30年のあいだは、日本史上「農書の時代」と呼びうるほどに農書（農業手引書）が相次いで刊行された時代であった。遠江国横須賀藩の村役人による『百姓伝記』を嚆矢として元禄10年（1697年）の宮崎安貞『農業全書』に至るまで、より効率的な農業の普及が目標とされ、地方役人や豪農、村役人（村方三役）、農学者がこれにたずさわった。それに先立って「農人帳」という日記を付けることが提唱され、その記録を元にした覚書が各地で成立している。農書はこうした覚書が発展して形成されていったものと考えられる。
知識や教養・娯楽のためではなく、農民の生業のための書物が出版された点で出版史における一大画期であったが、従来は父祖から子や孫へと実体験をもとに口頭で伝えられてきた農業知識や農業技術を書物というメディアを通じて習得することができるようになった点は農業史のなかにおいても画期的な事といえる。
『農業全書』は宮崎安貞が40年かけて習得した農業技術や農事総論から始まり、五穀、菜、山野菜、三草、四木、草木、諸木、生類養法（家畜）、薬種などに分けて体系化したものであった。
各地の農書としては、伊予の『清良記』、会津の『会津農書』、加賀の『耕稼春秋』、出雲の『田法記』、紀伊の『才蔵記』、東海地方の『地方竹馬集』などが知られている。こうしたなか、佐瀬与次右衛門『会津農書』は地域限定の農書であると自ら断っているが、別編として、農業技術の要点をおぼえやすい和歌1,700首で表現した『歌農書』を伴い、領内の人々への啓蒙を図っている事が注目される。

### 数学

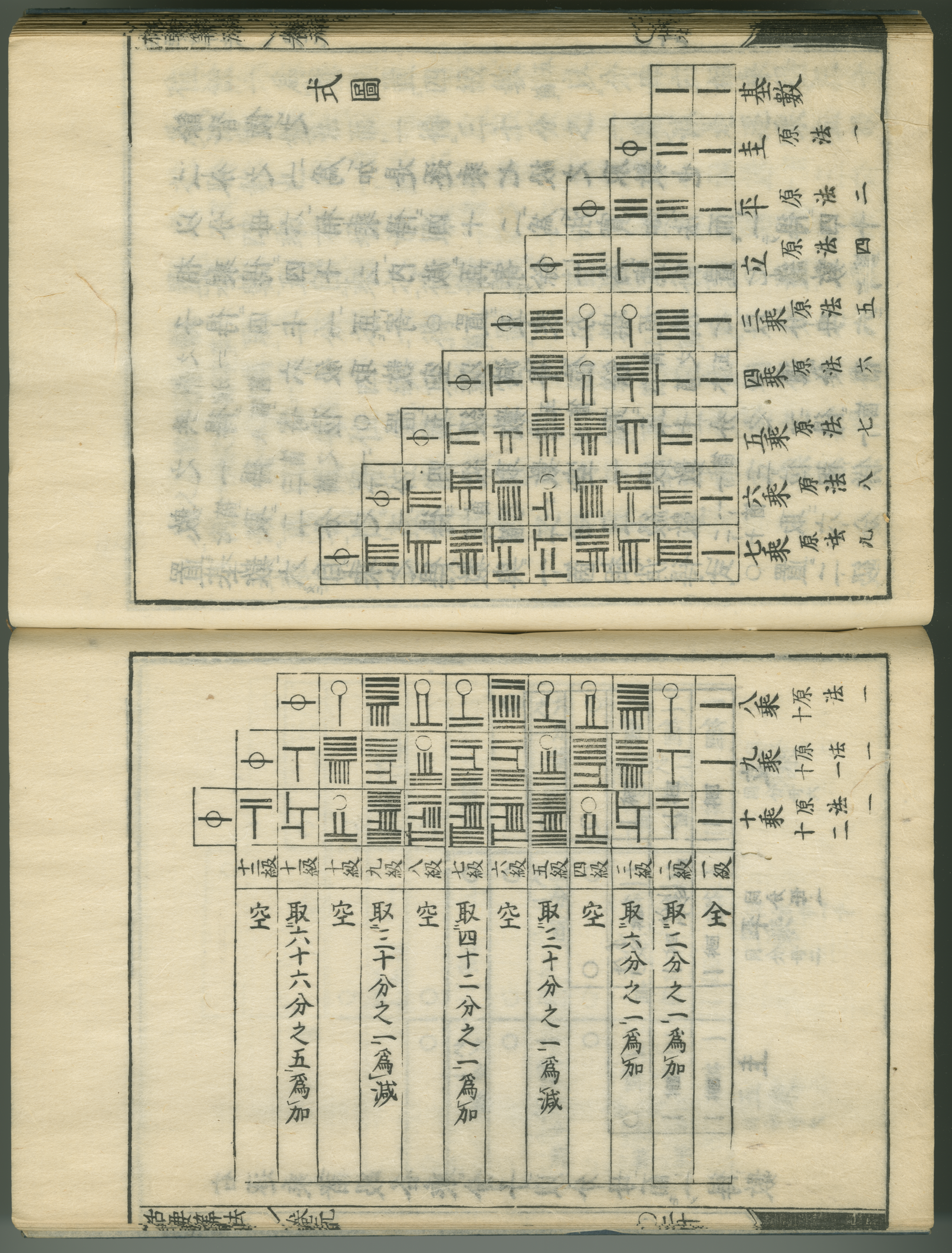
関孝和『括要算法』（1712年）
ベルヌーイ数や二項係数について記されている

数学では、検地や築城・灌漑治水・新田開発などの土木工事、商工業等の経済活動が盛んになるなか、測量や商売取引などの必要から和算が発達した。日常の計算機として中国から算盤（そろばん）が輸入され、国内で改良が加えられて広く普及した。
毛利重能は元和8年（1622年）に『割算書』を著し、角倉了以の一族に生まれた吉田光由は中国の数学書を入手し、これを参考にして珠算をもとにした和算書『塵劫記』を寛永4年（1627年）に刊行した。『塵劫記』は多くの人に読まれ、寺子屋の教材ともなり、300種にのぼる異本が作られたといわれている。
元禄頃には幕府勘定吟味役の関孝和が現れ、後に「算聖」と称された。孝和は筆算式代数学を編み出し、円理法を案出した。延宝2年（1674年）の『発微算法』では、円周率・円の面積から微分法・積分法を考案するに至り、今日の高等数学の域に達した。その他、世界で最も早く行列式・終結式の概念を提案するなど、独自の方法で当時のヨーロッパの数学に劣らないすぐれた成果をあげた。関流は、孝和の死後、門弟の建部賢弘に引き継がれて和算の主流を形成した。
数学、とくに幾何学の問題を額や絵馬に描き、これを神社仏閣に奉納、鑑賞して楽しむ「算額」の風習も生まれている。

### 天文学・暦学

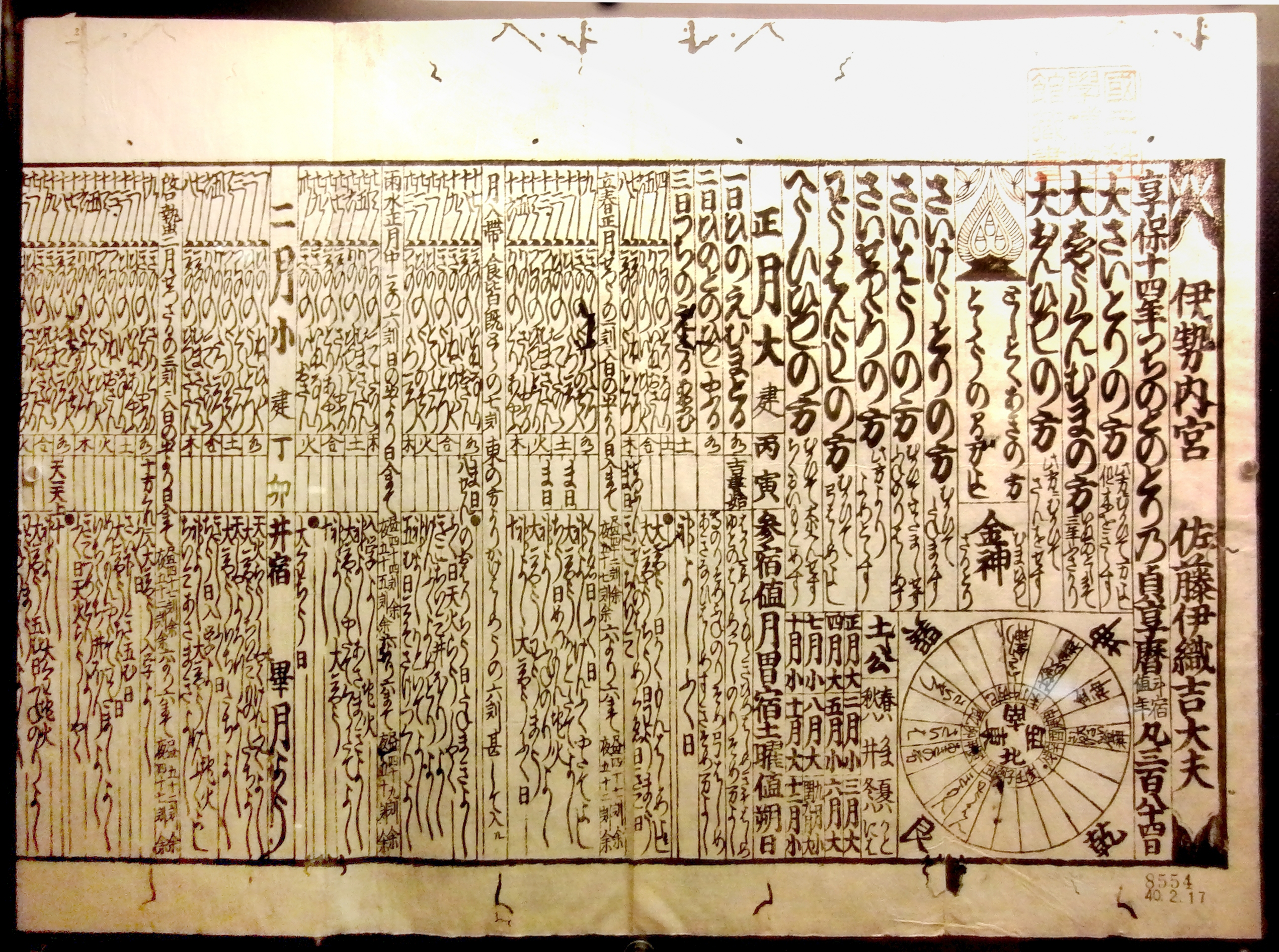
貞享暦
享保14年（1729年）版。国立科学博物館

天文・暦学の発達は、たんに日月を数えるよりも農事の計画・運営に有用なものが求められた。
この分野では、幕府碁師だった安井算哲の子が幼くして天文に興味をもち、毎夜竹筒をもって北極星を観測し、やがてわずかに北極星が移動することを突き止めた。父の死後、14歳で家業を継ぎ、二代目安井算哲を名乗った。安井家は京都に在住し、秋・冬には江戸へ下る習わしであったが、京都にあっては経書を読んで数学や暦学を研究し、山崎闇斎からは神道、岡野井玄貞からは天文を学び、さらに朝廷の陰陽頭だった土御門家（安倍家）に入門して暦学を学んだ。算哲の天文暦学に関する知識の深さは徳川光圀や保科正之の知るところとなり、会津に数か月逗留する事もあった。
算哲は、延宝元年（1673年）6月、将軍徳川家綱に改暦の上表を行ったが、延宝3年5月1日の日食を予測する事ができなかったため、大老酒井忠清は改暦作業の中断を決定した。家綱没して綱吉が将軍になると改暦には前向きな姿勢を示したのであった。
算哲は、平安時代から継続して使われてきた中国唐代の宣明暦との誤差が大きくなったために、元代の授時暦をもとに14年にわたる自らの精密な観測結果も加えて修正し、天和3年（1683年）、日本の経度に合わせた日本独自の暦をつくった。算哲は現行の宣明暦が2日遅れていると述べて改めて改暦を上表したが容れられず、その翌年、自ら作った暦の採用を訴えた。しかし、ここでも反対があって、一旦は明の大統暦を採用すると決せられたのである。算哲は再び上表してその誤りを指摘し、さらに渾天儀（アストロラーベ）で計測したところ算哲の主張通りだったので、結局、彼の新暦が採用されるに至った。これが貞享暦であり、貞享元年（1684年）に幕府に正式に採用され、朝廷でもこの暦を採用されて算哲編著・土御門泰福校正の暦本が刊行された。これは日本人が編成した最初の暦であったが、算哲と泰福、幕府と朝廷が友好的な関係を築いていたからこそ実現した事業でもあった。
これにより幕府は新たに天文方を設け、算哲の碁所の職を免じて天文・暦法を司らせた。算哲はその折、先祖の姓に復して渋川春海を名乗り、その子孫は天文方の任にあたった。

### 国際情報・世界地理

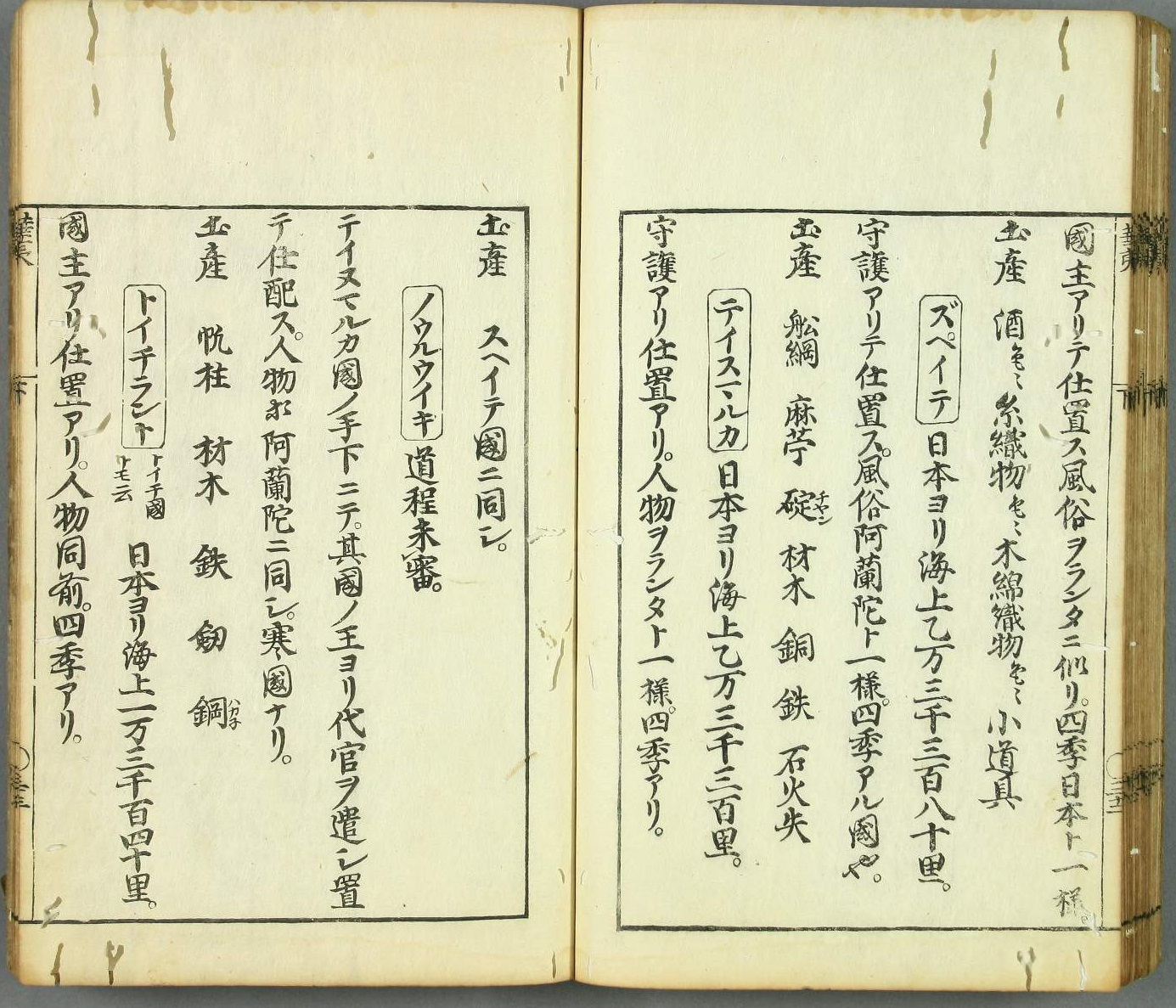
西川如見『増補華夷通商考』

徳川光圀は、蝦夷地（現在の北海道）の状況を確認するため、巨船「快風丸」を建造、北方探検隊を派遣している。ここでは具体的な成果はほとんどあげられなかったが、田沼時代以降の北方探検の先駆をなすものとして注目される。
いわゆる「鎖国」システムは、日本が自身に関する情報の発信を停止したものの、幕府が海外情報を独占的に受信する仕組みを整え、実際に丹念に受信している体制であった。しかも、それは従来、未知であったヨーロッパに関する情報受信に重きが置かれていたのである。民間レベルでもまた、世界地理に対する関心は薄まることがなかった。
長崎の通詞（通訳）であった西川如見は元禄8年（1695年）に日本で初めての世界地誌である『華夷通商考』を著した。これは林道栄の秘本『異国風土記』を基に記述されたもので、さらに、オランダ・中国関係者からの伝聞情報などを加えて宝永5年（1708年）には『増補華夷通商考』を著して海外事情を紹介した。如見自身は増補版の方を定本とし、ここで初めて南北アメリカ大陸について記事化がなされた。外国人、すなわちオランダ・ペルシャ・ロシア・スペイン・デンマーク・アラビア・フランス・エジプト・ブラジルなどの住民についても「外夷」の項で紹介されている。外国の国名・地名等のカタカナ表記が生まれたのは、如見の作業のなかにおいてであった。如見の見解で注目されるのは、倫理道徳については東洋が優れているのに対し、天文・測量など形而下の諸学についてはヨーロッパの方が進んでいるという意見である。
新井白石もまた、大隅の屋久島に潜入して捕らえられたイタリア人宣教師ジョヴァンニ・バッティスタ・シドッティを尋問して得た知識をもとに、諸外国の歴史・地理・風俗やキリスト教の大意などを記した『西洋紀聞』を著した。尋問に際して白石が参照したのは、マテオ・リッチの「坤輿万国全図」と、1662年にアムステルダムで製作されたヨアン・ブラウの大地図帳、さらに、西川如見『増補華夷通商考』や唐船風説書をまとめた林鵞峰・鳳岡父子の『華夷変態』、棄教して帰化したイタリア人宣教師岡本三右衛門（ジュゼッペ・キアラ）の言動・著作などであった。『西洋紀聞』にはキリスト教に対する白石の批判も掲載されている。白石はシドッティを介して日本の情報をヨーロッパに発信することを具申したが、結局幕府は日本に幽閉し、帰国を許さない策を採用した。白石はまた、オランダ商館長コルネリス・ラルダインの江戸参府中にラルダインの宿を尋ねて西洋事情を聞いている。
白石は、先行研究やシドッティ、ラルダインから得た知識をもとに、日本の世界地誌としては初めて体系立った著作である『采覧異言』を著した。これは、エゥロハ（巻之一）・アフリカ（巻之二）・アジア（巻之三, 上下）・ソイデアメリカ（巻之四）・ノオルトアメリカ（巻之五）の順に各国の地誌を漢文で記述したもので、鎖国下の日本でさかんに読まれた。享和2年（1802年）には大槻玄沢門下の山村才助によって誤りが訂正され、さらにオランダ語地理書から訳出して大幅な補足がなされている。
刊行された日本最初の世界地図といわれるのが、正保2年（1645年）作成の『万国総図』であり、これはマテオ・リッチの『坤輿万国全図』に依拠したもので、東を上、西を下した縦長の楕円図で地名表記は仮名でおこなわれ、40余の民族についての人物画をともなう。浮世絵師石川流宣が宝永5年（1708年）に描いた『万国総界図』も同系統の地図であるが、オランダやシャムなど諸外国への日本からの里程表が記されていることが注目される。
大坂の医師寺島良安が正徳2年（1712年）に刊行した絵入り百科事典『和漢三才図会』には「異国」および「外夷」の人物約170がイラスト入りで紹介されている。情報の少なさから想像で補ったもの、荒唐無稽なものも混じるが、マカオやルソンの人物がポルトガル風・スペイン風の衣装で描かれるなど、知りうる範囲での情報が反映されており、一般の人びとも外国に対し、決して無関心ではなかったことを示している。

### その他

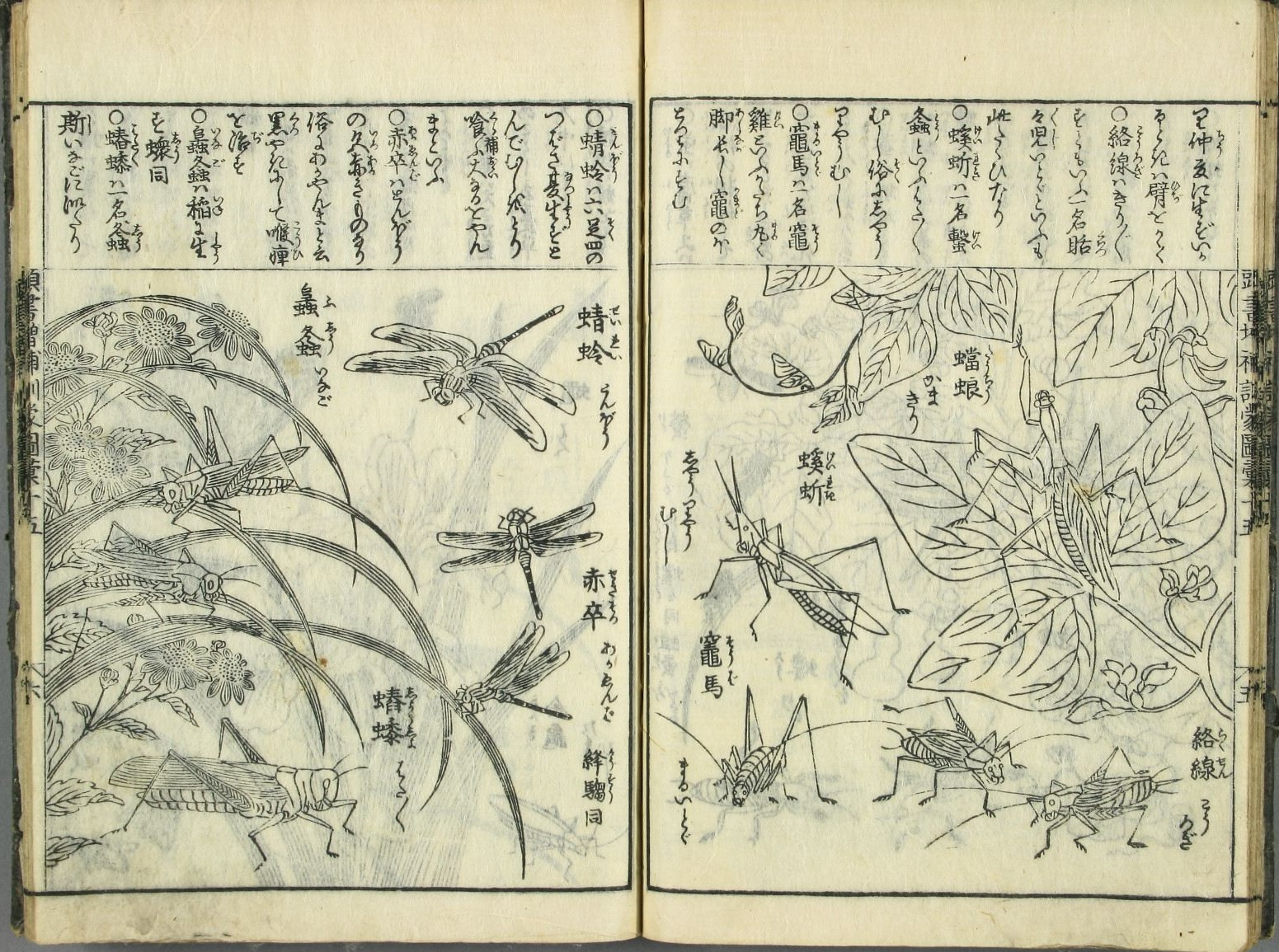
中村惕斎『訓蒙図彙』巻七　二〇頁

儒者であり、本草学者の範疇にも属する京都の中村惕斎は、17世紀日本の「百科全書派」とも呼ぶべき存在であり、その述作に寛文6年（1666年）刊行の『訓蒙図彙』がある。これは、日本初の絵入り百科事典であり、天文・地理・動植物・生活産業などにかかわる精確な図に和名と漢名、注記を付した啓蒙書として知られる。 エンゲルベルト・ケンペル『日本誌』の動物図も本書に負う所が大きい。少し遅れて表れた寺島良安の『和漢三才図会』もまた同じ役割をにない、図の多くを『訓蒙図彙』に負っている。貝原益軒『大和本草』もまた、図は少ないものの植物百科の役割をにない、これらの営為は享保年間の幕府による諸国物産調べの企画へと結びついた。
元禄3年（1690年）、平楽寺書店によって『人倫訓蒙図彙』という絵入りの職業百科事典が出版されたのも京都においてであった。七巻七冊で七つの部に分けられ、支配階級から農・工・商の庶民階級、能芸者、遊廓関係、芝居関係、勧進（芸能者でもある下級宗教者）まで当時のあらゆる身分・職業を網羅しており、当時の文献資料、また図像資料としても重要である。なお、上述の『和漢三才図会』の編著者である寺島良安は大坂の医師で、師の和気仲安から「医者たる者は宇宙百般の事を明らむ必要あり」と諭されてのち百科事典の刊行を志し、30年余の長い歳月を執筆・編修に費やしてようやく正徳2年（1712年）に刊行されたものである。
辞書類も多く刊行された。天和2年（1682年）の『遁言便蒙抄（じげんべんもうしょう）』や元禄元年（1688年）ころの貝原好古（益軒の甥）『和爾雅（わじが）』がある。新井白石も享保2年（1717年）に語源解釈書を施した辞書『東雅』を著している。なお、『和爾雅』も『東雅』も書名は漢代中国の類語・語釈辞典『爾雅』に由来している。
「女書」というジャンルも成立していた。当初それは女筆と女訓、『伊勢物語』『源氏物語』でしかなかったが、元禄5年の『女重宝記』には、衣装・化粧・料理・出産・育児・諸芸・婦人病など女性の生活にかかわる各分野の実用的知識が盛られ、享保元年（1716年）に柏原屋清右衛門によって刊行された『女大学宝箱』は「益軒先生述」の体裁をとっているが、漢字まじり並べ書きの手本でもある『女大学』の本文は全体の半分ほどにすぎず、あとは『源氏物語』『百人一首』、女性の職業など社会知識、病気・出産、育児などの様々な実用知識のオムニバスとなっている。これらは無論「家」のための知ではあるが、女性にとっては新たなる知の獲得であった事は疑いない事である。

### ギャラリー

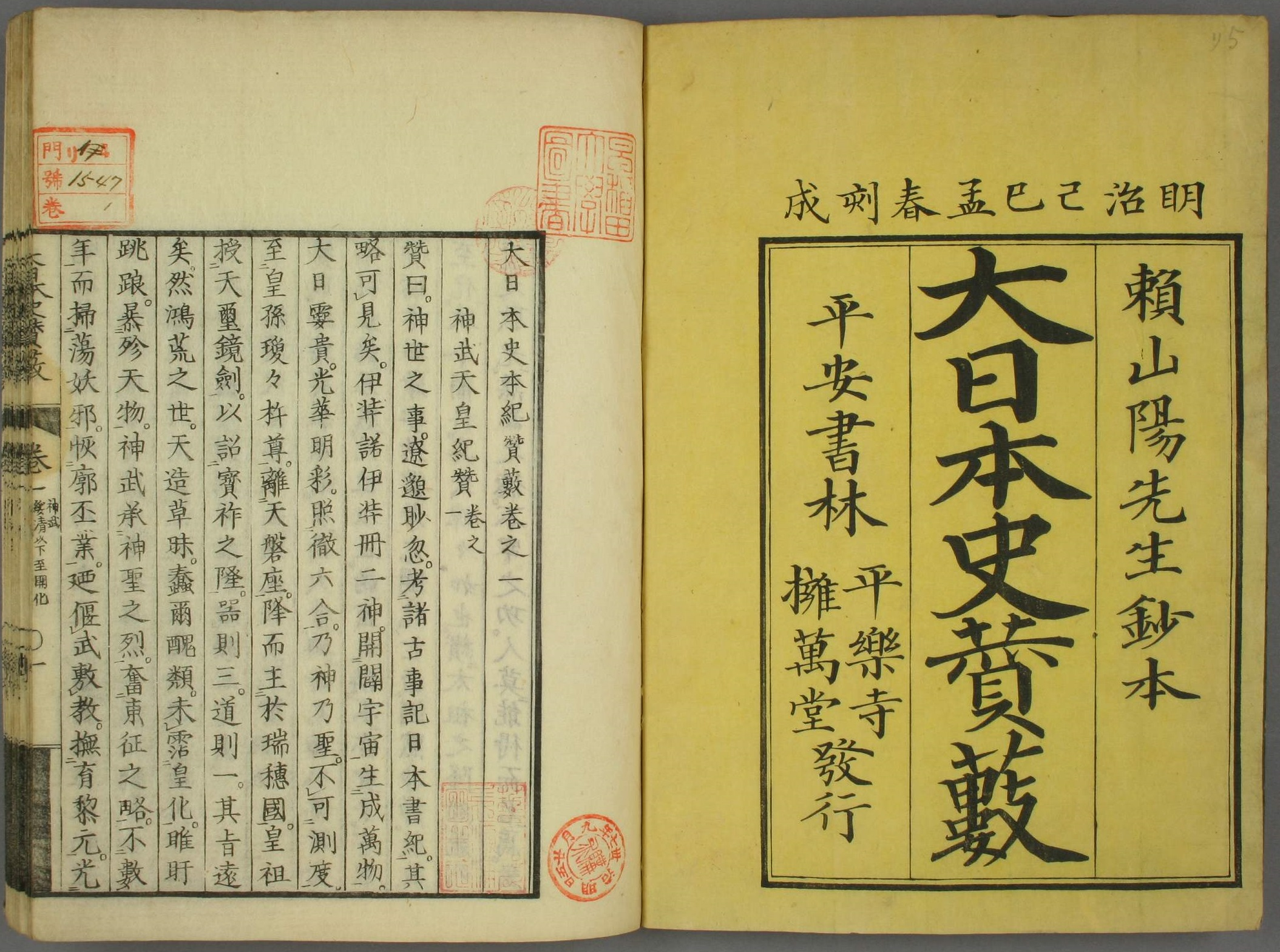
安積澹泊著/頼山陽鈔『大日本史賛藪』
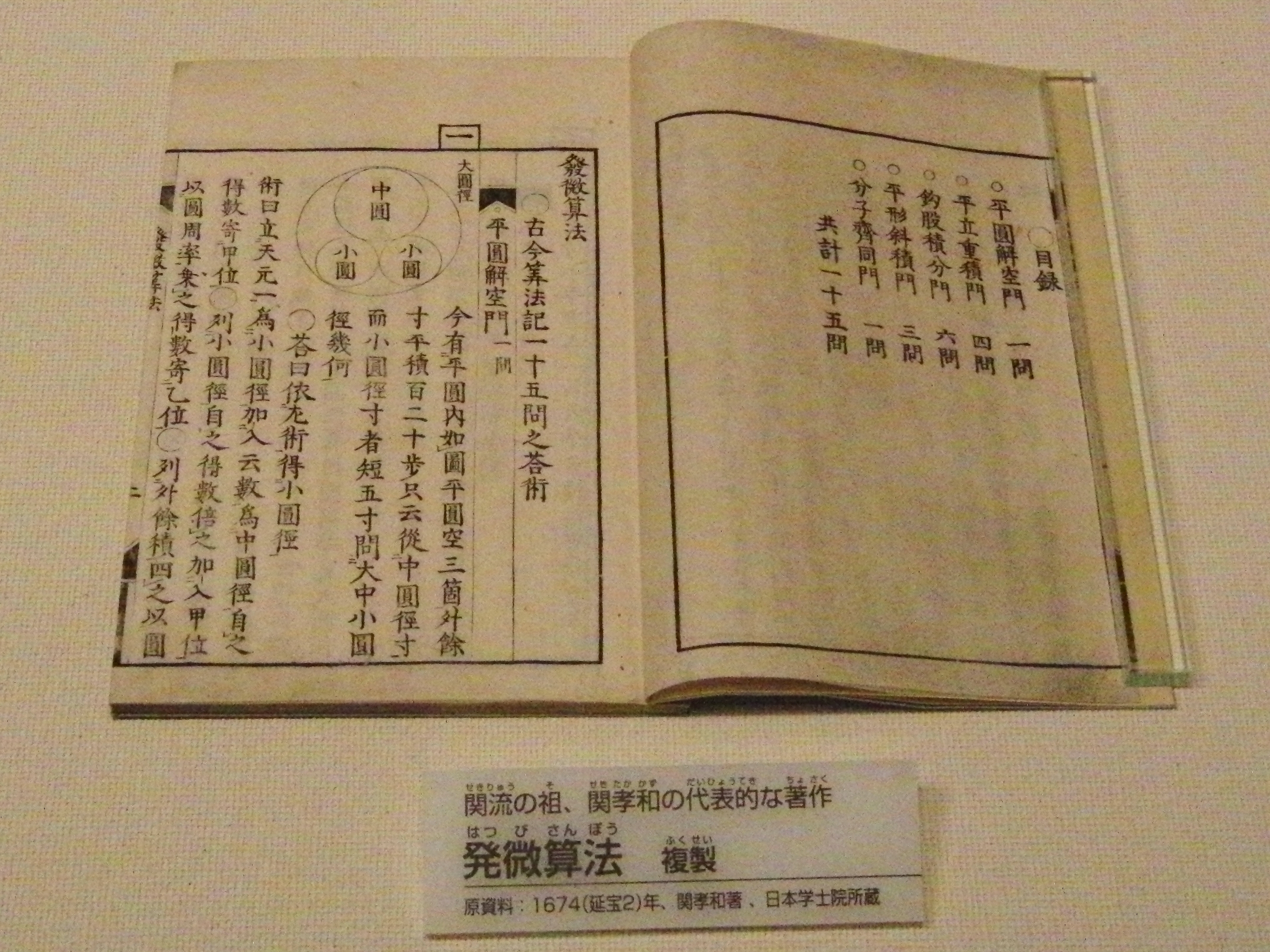
関孝和『発微算法』
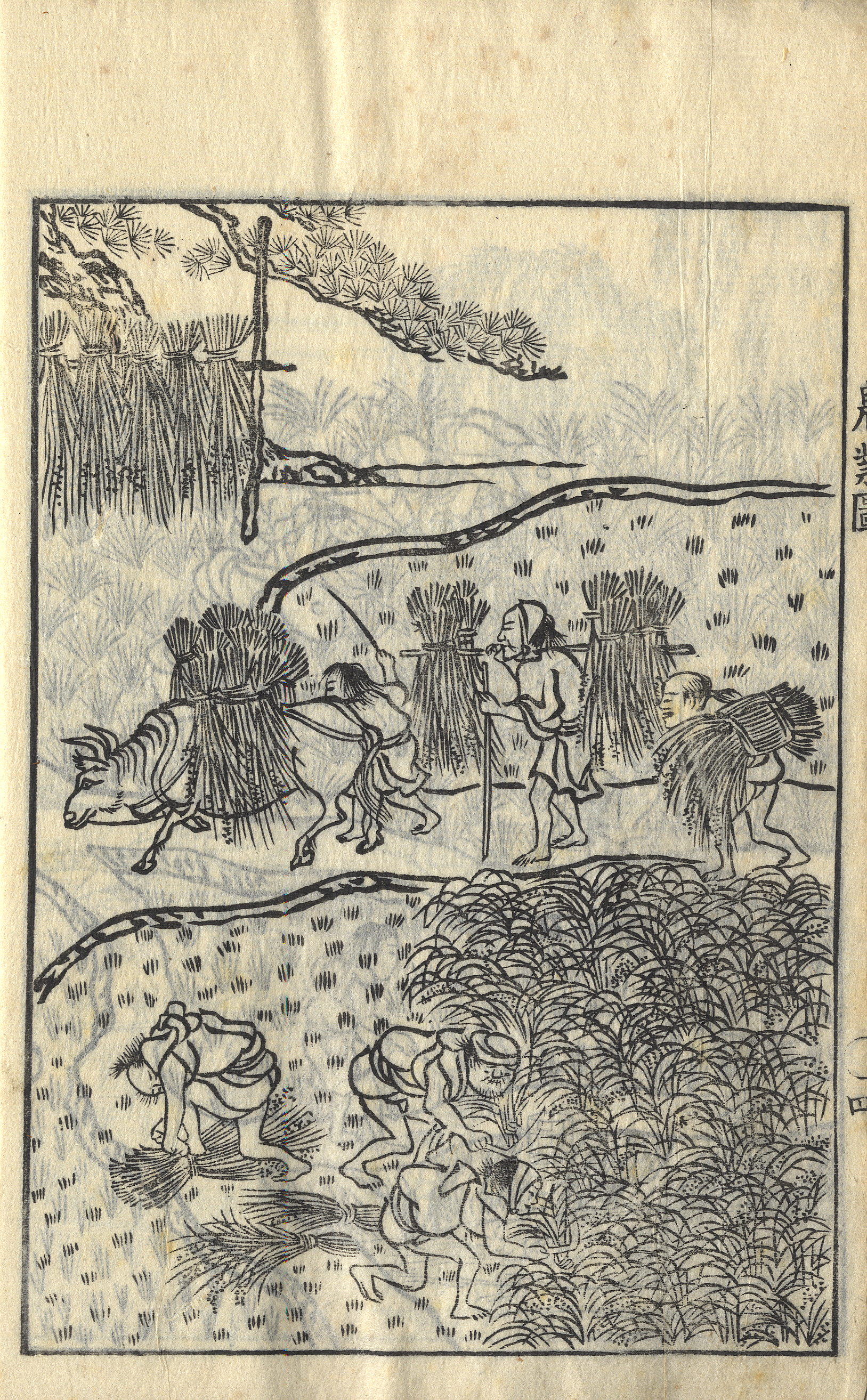
宮崎安貞『農業全書』「農事図」
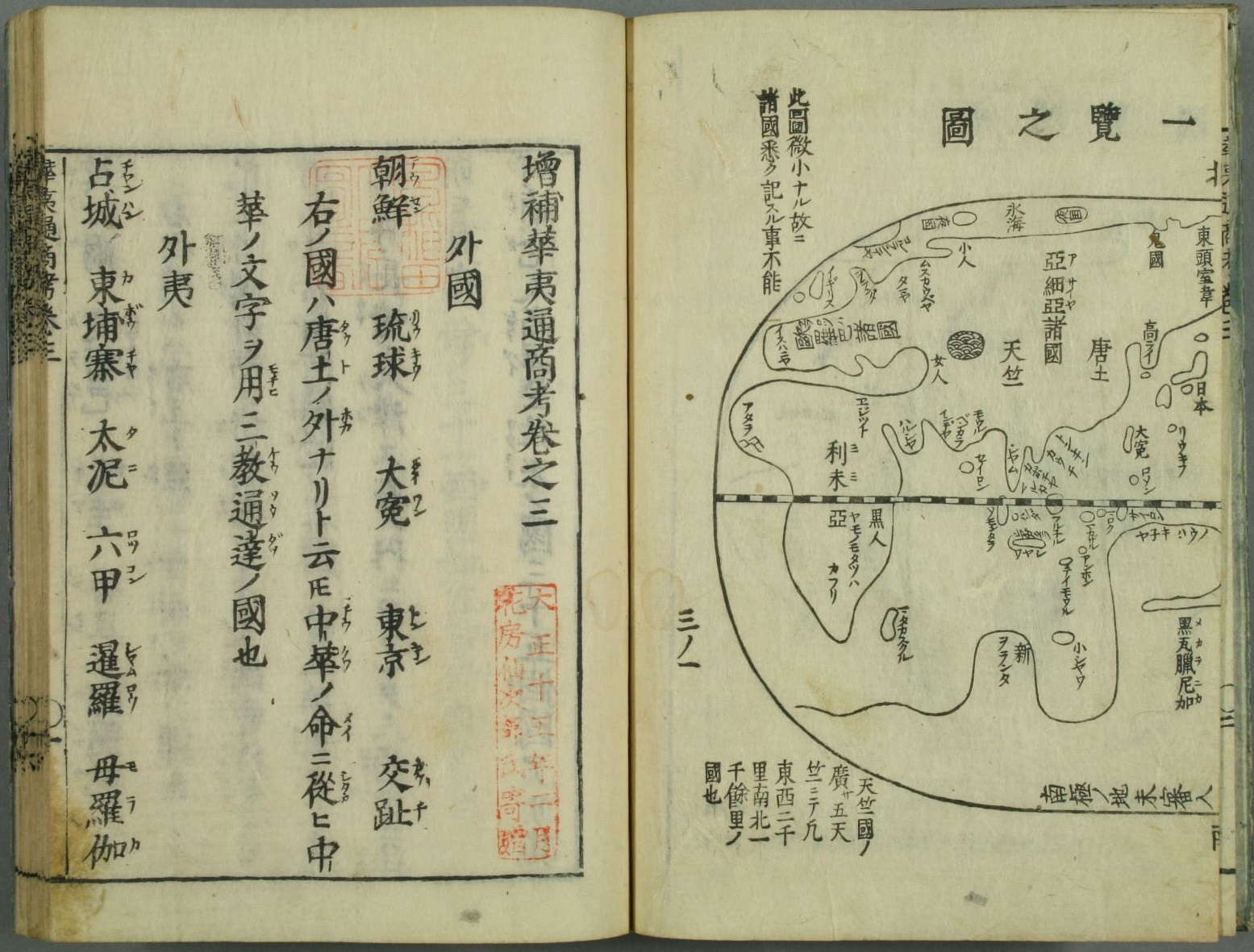
西川如見『増補華夷通商考』
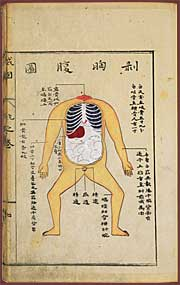
山脇東洋『蔵志』
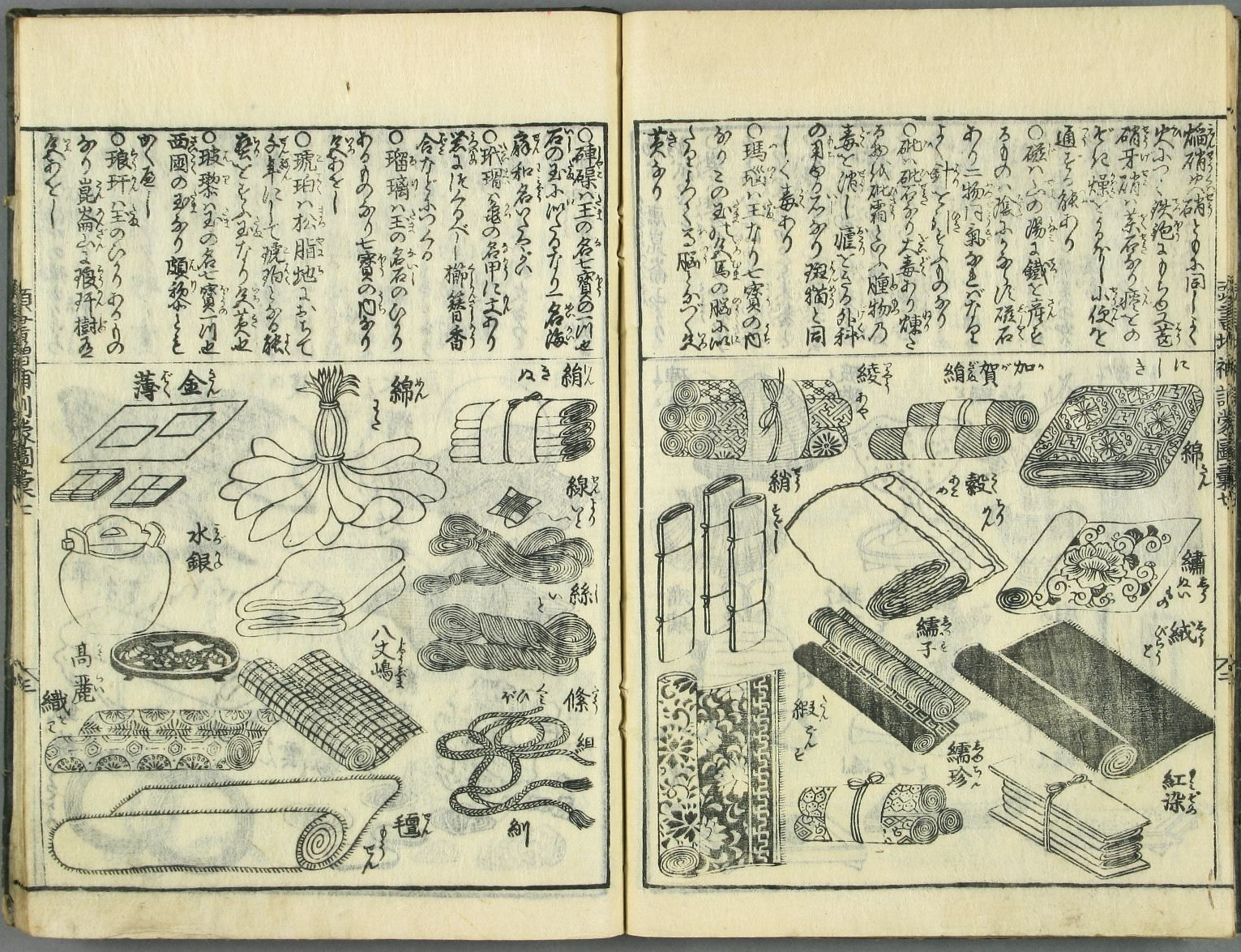
中村惕斎『訓蒙図彙』巻四　一四頁
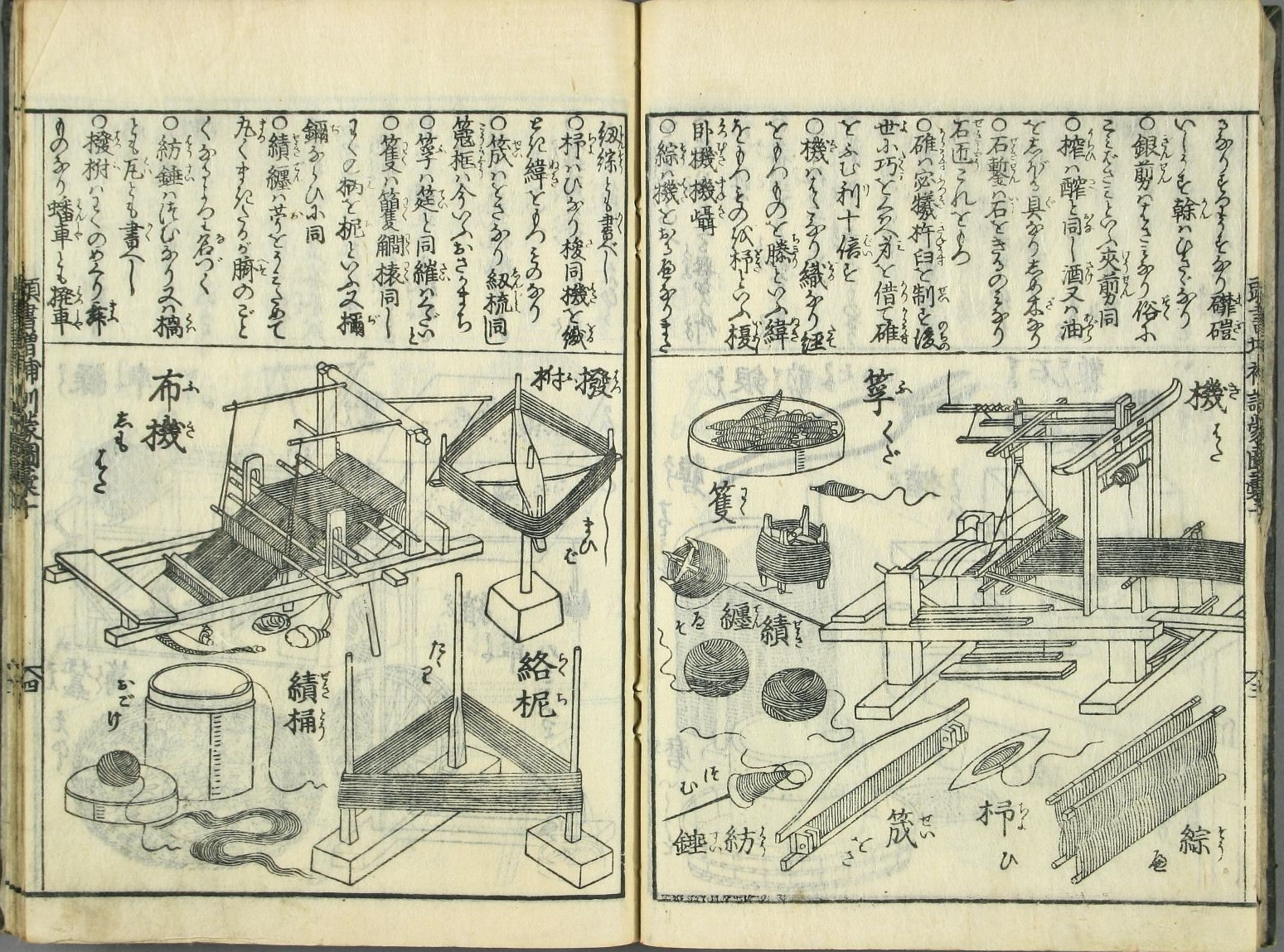
中村惕斎『訓蒙図彙』巻五　一三頁
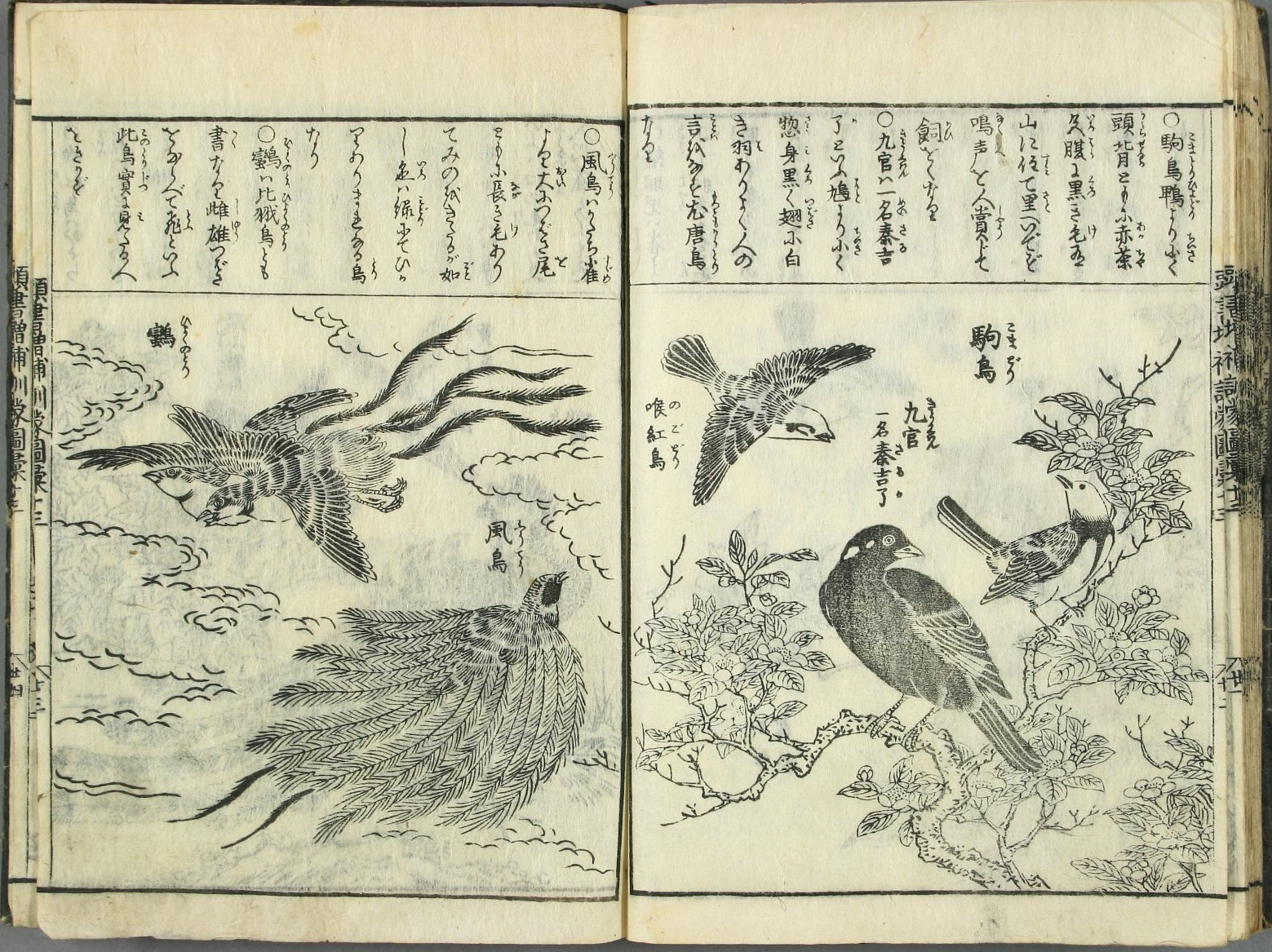
中村惕斎『訓蒙図彙』巻六　三七頁
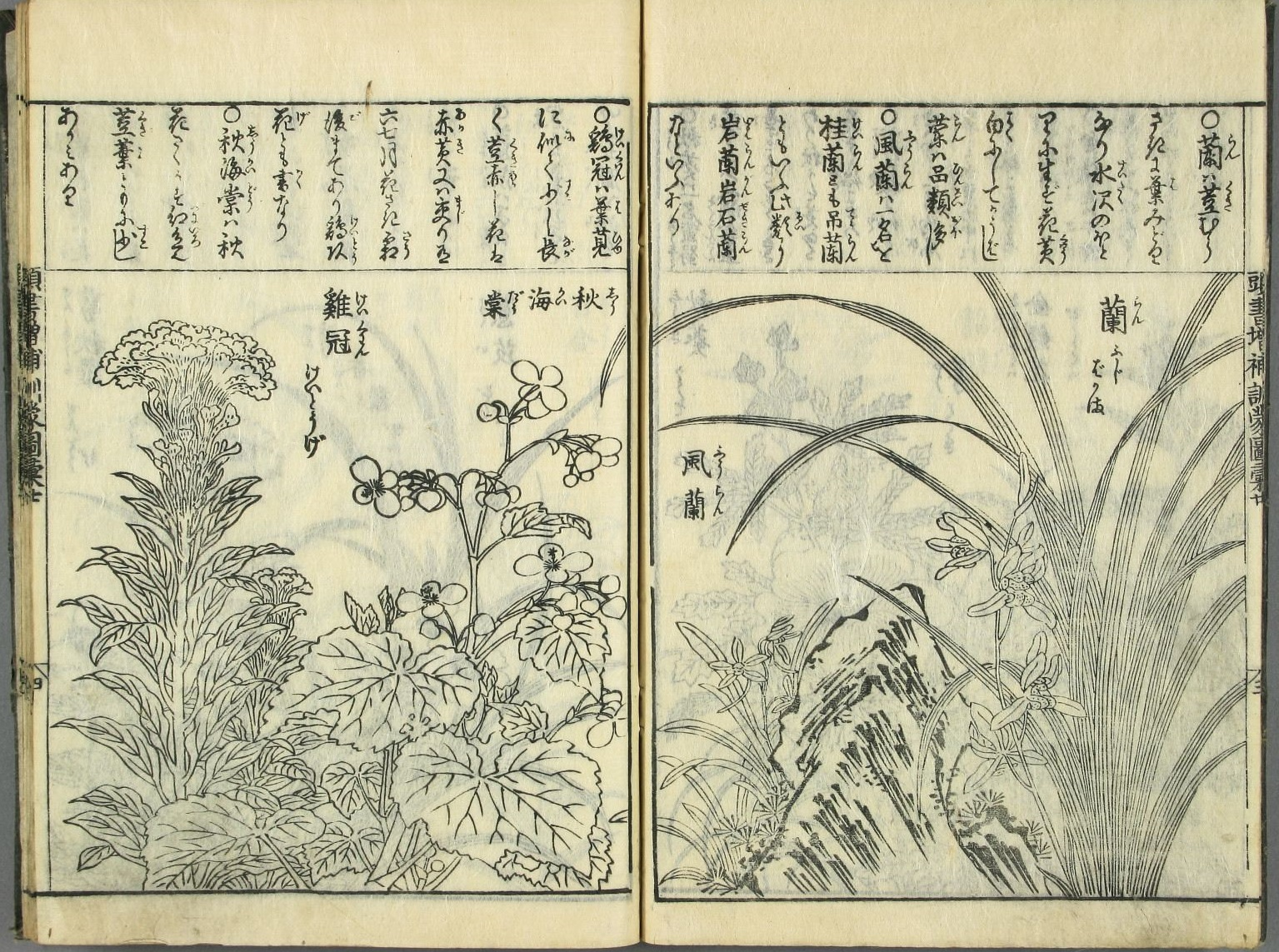
中村惕斎『訓蒙図彙』巻九　五頁
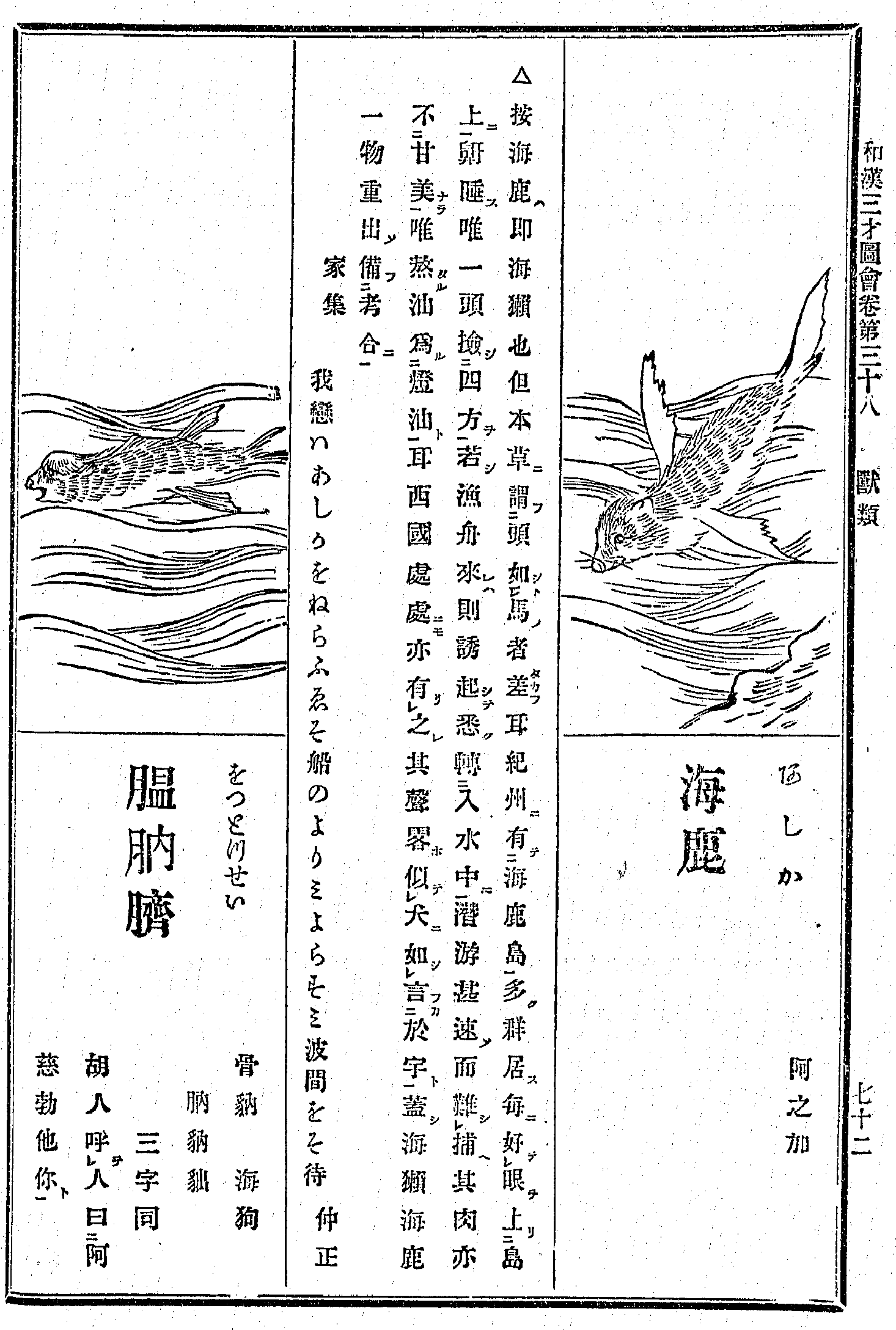
寺島良安『和漢三才図会』38巻獣類72, アシカとオットセイ（明治17年翻刻の中近堂版）
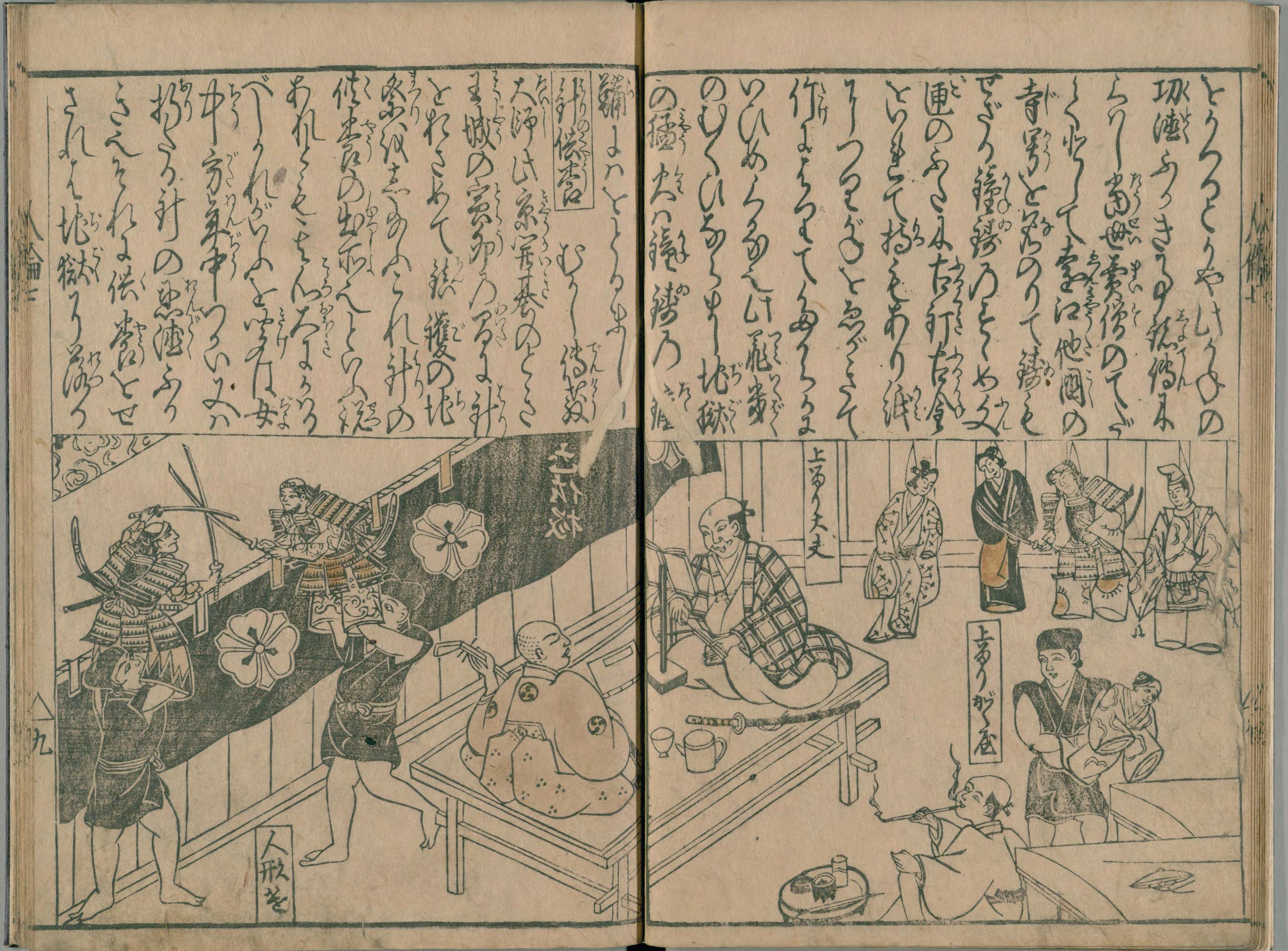
『人倫訓蒙図彙』「浄瑠璃」

## 出版・集書・教育

### 出版文化のはじまり

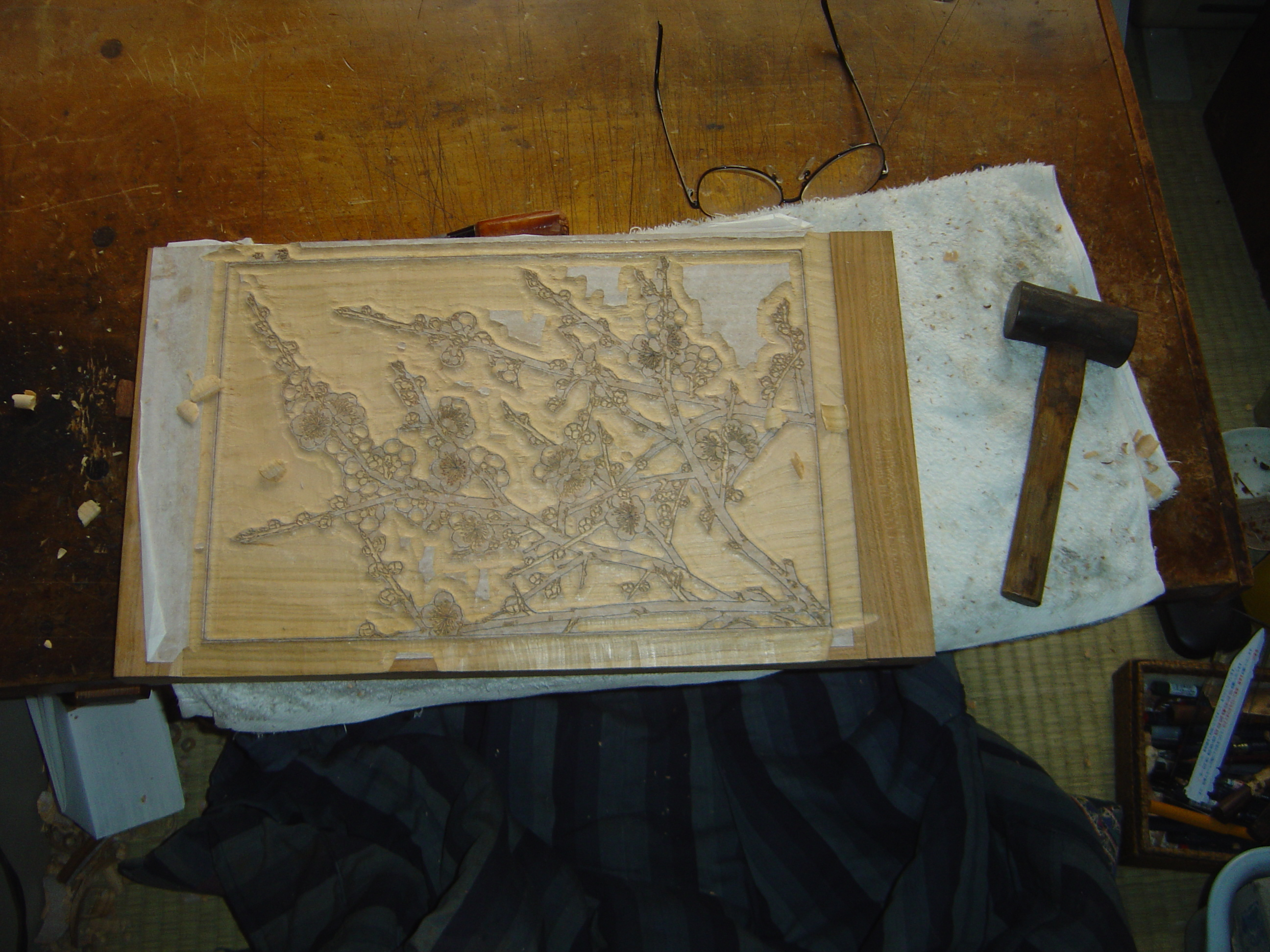
浮世絵版画の版木（現代）

産業としての日本の出版業は1630年代（寛永年間）の京都に始まり、初期の出版を主導したのも京都であった。江戸では1650年代（明暦年間）、大坂では1670年代（寛文末）ころに出版が始まり、この三都を中心に出版業が展開された。出版の興隆は、幕府の出版統制と不可分の関係にあったにもかかわらず、元禄時代にあっては出版業者も出版物も飛躍的に増加した。大坂や江戸では、京都の出版を重版するだけでなく、江戸の俳書や大坂の草子屋本などにみられるごとく、独自の出版活動が一定の蓄積をみていた。
出版業を支えたのが印刷である。印刷方法としては、日本では安土桃山時代にイエズス会からと朝鮮からの別系統で活字印刷が伝えられ、寛永の頃までは盛んであったが、それ以後は衰え、慶安年間にはほとんど木版印刷に戻ってしまった。これは、字数の少ないアルファベットと異なり、漢字の場合は通常の文でも数千種類と字数が多く、註に用いる細字まで加えると多種多様な活字を用意しておかなくてはならなかった事が考えられる。また、当時は紙型を残す事が困難なので新たに活字を組み直すか、組版のまま残すかしなければ、再版も難しかった。上述の事典類・地図類はじめ挿絵入りの書籍が流行してきた事も木版印刷の方が簡便かつ経済的だったのである。
書店数も増えた。江戸では明暦年間までに10軒であったものが、万治・寛文の頃には26軒、延宝期には58軒、元禄期には80軒に増え、大坂の書店もまた寛文期10軒、延宝から天和にかけて26軒、元禄期62軒とそれぞれに増加した。出版物もまた万治2年（1659年）の約1,600点から元禄9年（1696年）には約7,800点まで増えており、その種類も仏書・日本古典・漢籍に限られていたものが、元禄期には庶民の日常生活に必要な知識を集めた重宝記や井原西鶴などに代表される現世的な小説が現れた。
三都の本屋で仕入れ、より広範囲に販売や取次・小売を専門に行う業者もあって、正徳年間には南部藩の城下町盛岡にも本屋があったという記録がある。書籍の行商もあり、目録での注文に応じたり、次回村を巡回する時まで貸本するなどのサービスもあった。畿内の農村では1か月に5ないし6回という頻度で回村したと記録されている。行商には、女筆の手本や『源氏物語』、和歌指南など、「女物」と称される女性専用の書物を商う女性行商人もあった。
幕府は明暦3年（1657年）、京都で出版取締令を発し、元禄年間には三都で厳しい言論統制を推進した。また、同じ頃に結成された書物屋仲間を公認し、これに書物刊行の許可を下す権限を与える代わりに幕府の出版取締令を厳守する義務を負わせた。
こうした出版統制政策にあっても、出版界が上述のような活況を呈したのは、木版印刷術の進歩によるものであったが、基本的には読書人口の急増にともなう需要増加に支えられ、経済発展によって読書をたしなむ余裕のある階層が増えた証拠でもあった。多様な文芸や諸科学の発展、浮世絵の成立などもまた、このような出版文化に負うところが極めて大きかった。

### 集書事業

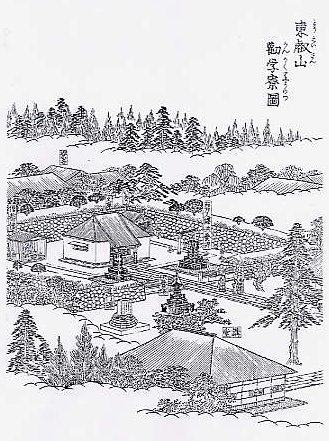
上野寛永寺の勧学寮（『江戸名所図会』より）

江戸幕府・諸藩・神社などの集書事業もさかんとなった。その一例に加賀国金沢の尊経閣文庫がある。藩主前田綱紀は数十万冊の蔵書をここに収めており、新井白石は「加州は天下の書府なり」とこれを羨んでいる
神社関係でも集書は行われ、貞享3年（1686年）に伊勢神宮内宮の林崎文庫、慶安元年（1648年）に外宮の豊宮崎文庫、延宝3年（1675年）に常陸国鹿島神宮の鹿島文庫、元禄15年（1702年）に京都の上賀茂三手文庫、同年に京都北野天満宮文庫などが、相次いで創設されている。
寛文12年（1672年）、出羽国雄勝郡出身の黄檗僧了翁道覚は上野寛永寺の中に勧学寮を建立して教学の専任となっているが、並立の文庫6棟には和漢の書籍を収蔵し、仏僧のみならず、一般にも公開した。日本初の一般公開図書館であったばかりでなく、閲覧者のなかで貧困の者や遠来の者には飯粥や宿を与える点で画期的な施設であった。
民間人も書籍を収集したが、蔵書目録が一般化したのは享保の頃である。河内国柏原の在郷商人三田家の蔵書目録「万覚書」には、儒学書・漢詩文書・医学書・仏教書、日本の古典、軍記物・歴史書、浮世草子など小説類、教訓書、手習書、辞書・事典、料理書や実用書など多岐にわたる書物が収載されており、この傾向は他地域の調査でも同様である。少なくとも村落上層の人が生活で書物の知と深く結びついており、浮世草子や教訓書など和書が多くあったと分かる。

### 私塾と藩校

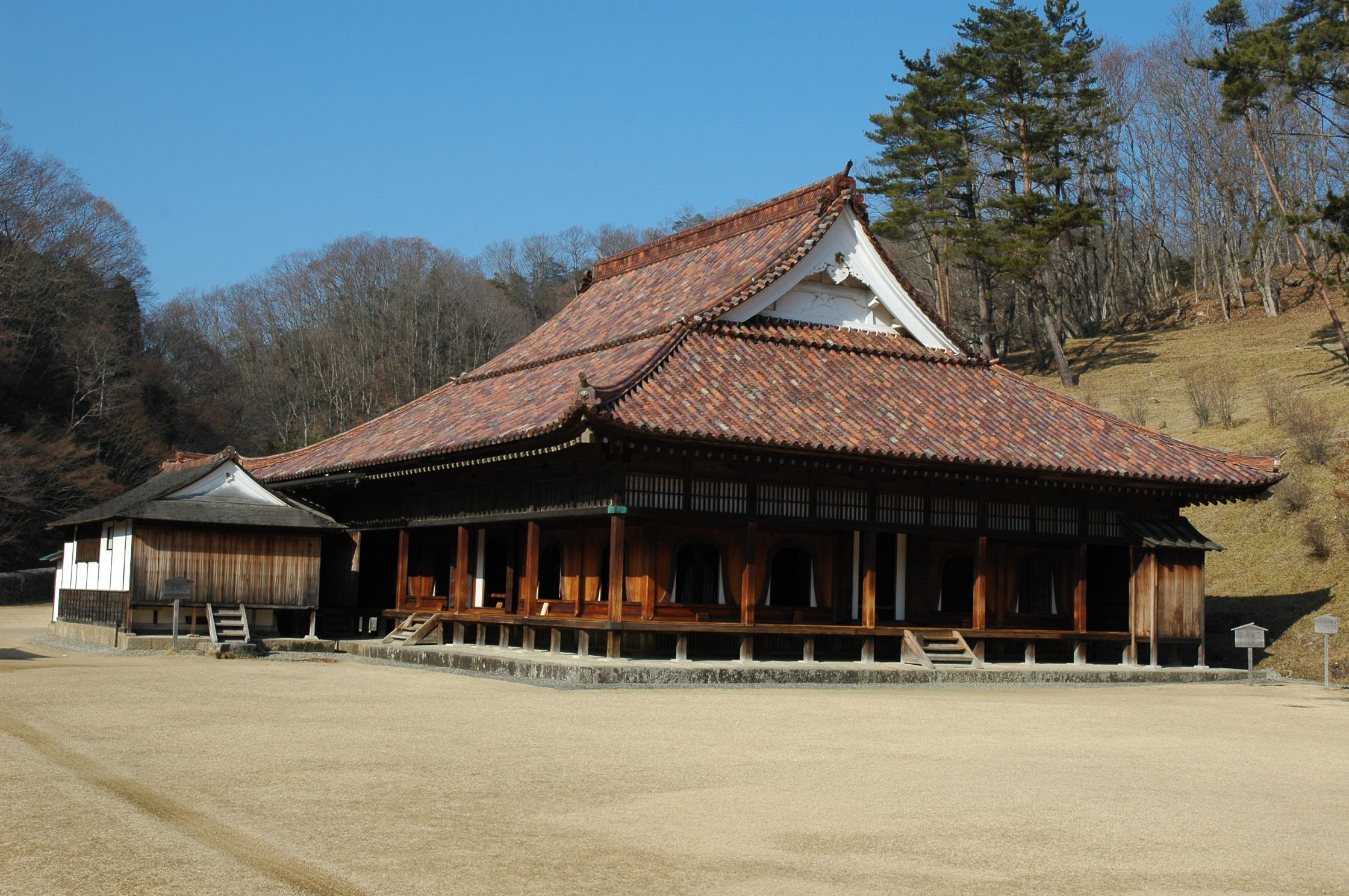
旧閑谷学校講堂（国宝）

私塾としては寛文2年（1662年）の京都堀川にひらかれた伊藤仁斎の古義堂、寛永11年（1634年）に中江藤樹によって開かれた近江国小川村（滋賀県高島市）の藤樹書院、宝永6年（1709年）に荻生徂徠が江戸日本橋茅場町に開いた蘐園塾が知られる。享保9年（1724年）には大坂町人らの出資により、三宅石庵・中井甃庵らが中心になって懐徳堂が創立され、享保11年に幕府の官許を得た。懐徳堂は徂徠学を批判し、その門下からはのちに草間直方や富永仲基、山片蟠桃などのような個性的な学風の町人学者を多数輩出している。
藩校では、寛永18年（1641年）の岡山藩の池田光政創設の花畠教場が早い例で、以下、会津の保科正之による稽古堂が寛文4年（1664年）、出羽米沢の上杉綱憲による興譲館が元禄10年（1697年）、鍋島綱茂による肥前佐賀の鬼丸聖堂（のちの弘道館）が元禄10年、紀伊和歌山の学習館が吉宗藩主時代の正徳3年（1713年）、長門萩の毛利吉元による明倫館が享保3年（1719年）などとなっている。
岡山藩主池田光政はまた、寛文8年（1668年）に庶民のための学校として領内各地に手習所を作ったが、特に寛文10年には備前国和気郡木谷村の閑谷（岡山県備前市）の地を選んで、津田永忠に命じて手習所に仮学校をつくった。講堂の完成は延宝元年（1673年）、随時聖堂、文庫も作られて、延宝3年には領内の手習所をここに統合して閑谷学校とした。光政はこの学校の財政を藩財政から切り離し、学校領を設けて学田・学林の経営をさせるなど、独立採算による学校経営の永続性を考慮した。江戸時代の藩営の郷学としては最も古いものである。

### 寺子屋の発達

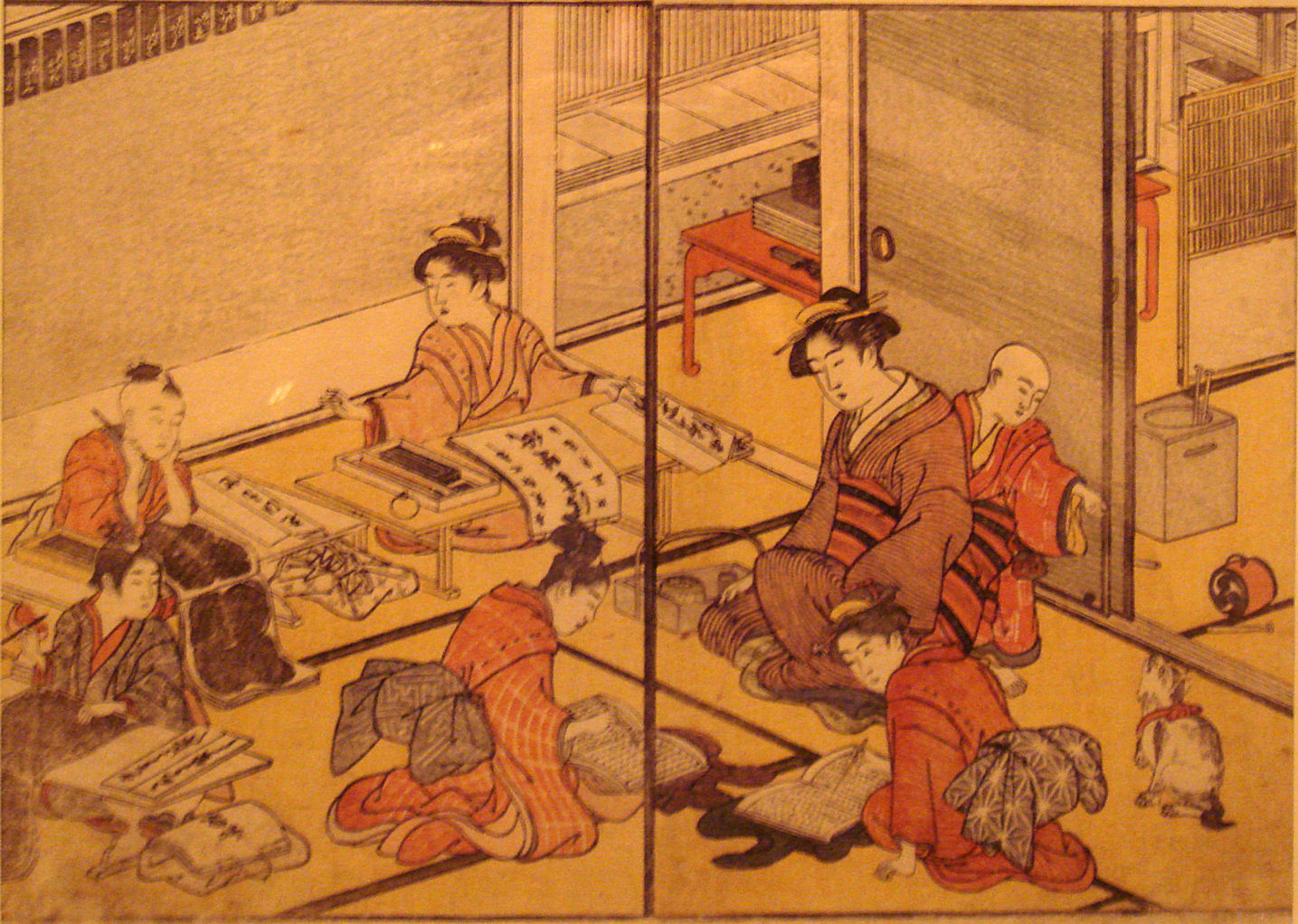
女師匠と寺子たち（18世紀後葉）
版元は和泉屋市兵衛

畿内近国にあってはすでに戦国時代の終わり頃には村に寺子屋を作ろうという気運が民衆の間に培われていた事が知られ、天和年間の三河国・遠江国にあっては村役人層の手になると考えられる農書『百姓伝記』に「我が住処に、書物をよみたる確かなる人を招き寄せ、寄合扶持し、幼少の子供には先ず"いろは"を習わせ、智恵の付く小文（手習本・教訓本）等をよますべし」とある所から、寺子屋の普及は従来考えられてきたよりも早い年代が考えられる。言い換えれば、村落における読み書きや算術能力の相当程度の広がりを前提にしてこそ文書主義による村請制が可能であったし、さらには兵農分離の体制はそれ抜きには不可能だったといえる。そこでは単に年貢事務や触書等の理解にとどまらず、場合によっては村からの訴願や証拠書類を揃えた上での公事・裁判をになう法的能力さえも期待されたのである。
こうして三都のみならず農村にあっても、18世紀には村役人・町役人の子弟を中心に読・書・算盤を教える寺子屋が庶民の教育機関として普及した。各地で教え子達が師匠を慕って記念碑（筆子塚）を建てている。この頃から女性の師匠もあらわれ、西鶴の『好色一代女』には宮仕えをやめた主人公が「女子の手習所」を開くため、門柱に「女筆指南」の張り紙を出すシーンが描かれている。教科書としては『実語教』『塵劫記』また『庭訓往来』などの往来物（手紙文）が利用される事が多かった。
地方にあっては、子供も20人あまりで手習の師匠一家の生計が十分に成り立った事例が知られ、また、村としては寺子屋の師匠と医道の両方できる人、文字ばかりでなく謡曲を教えてくれる人を求めるようすも知られている。上述した大坂近在の俳諧の流行などにおいても、寺子屋の果たした役割は極めて大きいものであった。

## 生活文化と世相
オランダ商館付医官エンゲルベルト・ケンペルによる元禄4年（1691年）の紀行文『江戸参府紀行』によれば、元禄前後の日本の世相が、異国人の目からみても多様な財貨生産が行われ、市場や店頭が賑わっている事、生活物資が豊かである事、工芸品や装飾品の優れた様子、華美な衣服、多彩な造型美術、諸芸能の盛況など、都市を中心に大衆社会の様相を呈している事がよく映し出されている。
一方で将軍徳川綱吉が発布した生類憐れみの令や服忌令は、殺生や死を遠ざけ忌み嫌う風潮を作り出す元となった。前者は多くの人にとって迷惑な事も多い法令ではあったが、捨て子が野犬に襲われたり、かぶき者たちによる「犬喰い」がなされたりする戦国時代以来の殺伐とした光景はすがたを消した。後者については、それにより、従来、神道や貴族社会に特徴的であった「死や血を穢れとする」観念が急速に武家や庶民階級にも広がっていく契機となった。

### 衣食住

#### 衣生活

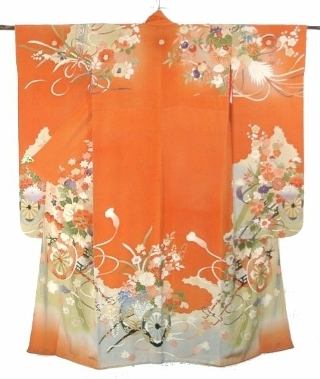
振袖（現代のもの）
明暦の大火（1657年）は別名「振袖火事」といわれた。

元禄の頃、町人の生活が豊かになるにつれて、風俗は「元禄風俗」と称される派手で華美なものとなった。元禄風俗を示すものとして、元禄模様に代表される華やかな衣生活がある。
この時代の衣生活が日本服飾史の上で占める重大な変化としては、本来は庶民的服装であった小袖形式が服飾の基本として位置づけられた事が掲げられる。小袖形式とは現今の「きもの」を指しており、上下一連の衣服で腰に帯を締めて着用するスタイルであり、こうした変化は、服装風俗の主導権が武家から町人に移ったことを意味している。男子の普段着は小袖の着流しが一般的になり、新たに羽織も着用されるようになった。女子は、帯の幅が広くなり、袂の長い振袖もあらわれ、色や柄も「元禄模様」と称される華やかな服が好まれた。
布地は麻にかわって綿織物が普及した。朝鮮国王の回賜品や中国からの輸入品であった木綿は戦国時代に栽培がはじまり、17世紀に入ると急速に生産が拡大し、国内自給が可能となった。麻から木綿への転換は、生産・流通・消費、生活の美意識におよぶ衣料革命となり、麻は礼服や夏服として必需品ではあり続けたものの、木綿小袖は身分を超えて常用される和風の衣装となった。これに対し、絹の着用は、常用は武士や上級町人、名主クラスの富裕層に限られていたが、染色性に優れ肌触りもよいため庶民の憧れの的となり、元禄期の経済成長によって可処分所得が増大するとブームとなって、都市庶民のハレの日を飾る衣類となった。

#### 食と住

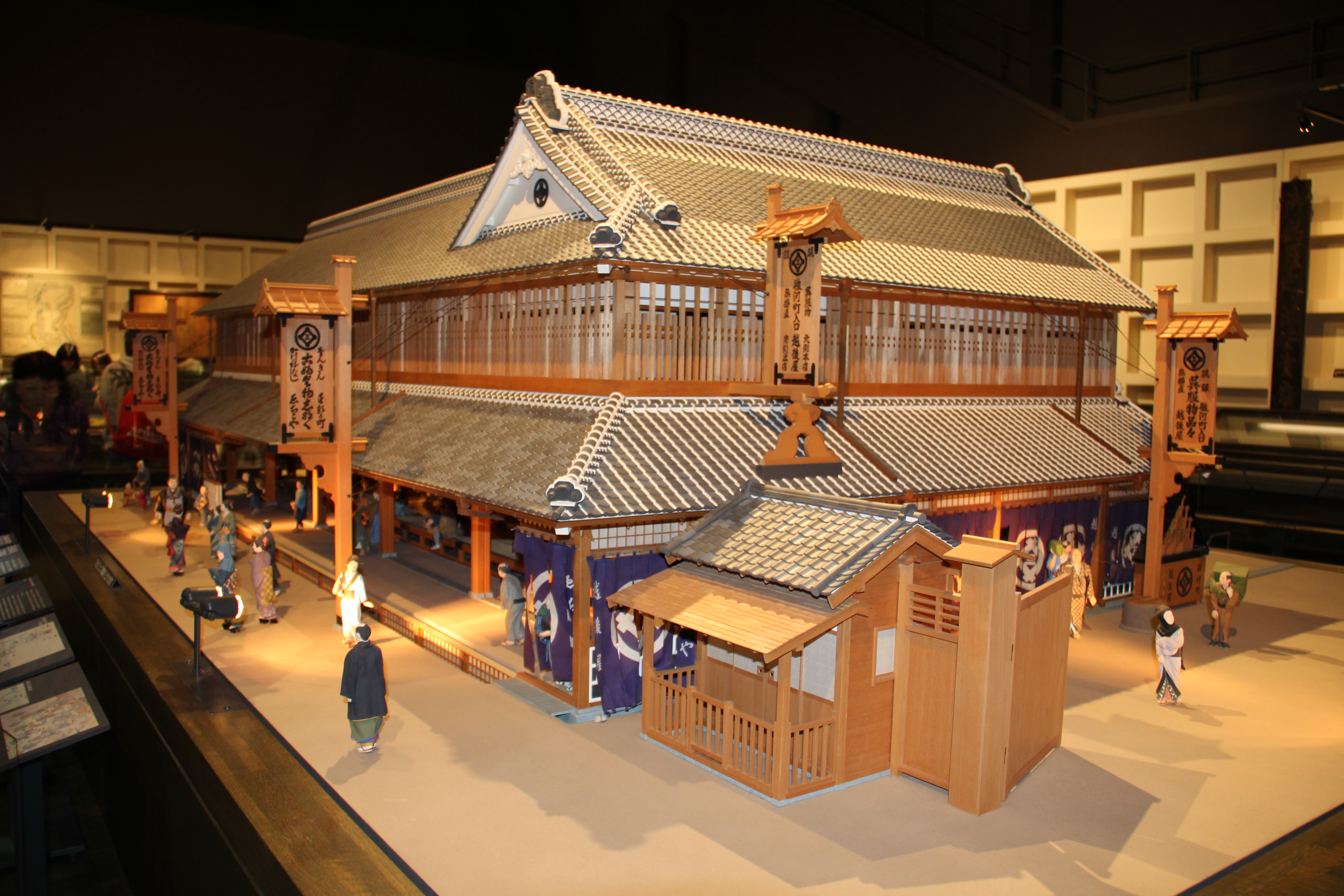
三井越後屋江戸本店の模型（江戸東京博物館）

住生活では、都市・農村を問わず、柱を土中に埋め込む掘立柱建物から台石の上に柱を組み立てる礎石建物へと変わった。都市ではさらに、火災防止のため瓦屋根や塗屋造、土蔵造の商家もあらわれ、板敷きと畳の使用が一般的となり、厨子二階屋などの二階建も広がった。このように家屋が一代を超えて長持ちするようになり、さらに書院造の要素を取り込んでハレの行事に使う座敷を設け、先祖の位牌を安置して家の永続を祈念する仏間を設けた事から、家の観念が深く浸透した。
菜種油・綿実油が灯火として利用されるようになり、生蝋の増産や搾油機の改良によって元禄年間には灯油が一般に普及した。これにより、夜の生活時間が延長され、一家団欒の時間が生まれ、裁縫や糸紡ぎなどの手仕事を夜間に行うという、当時としては画期的な生活習慣が生まれた。暖房用の木炭の大量商品化も進んだ
照明が明るくなった店舗経営の長期化なども作用して、1日3食の習慣も広がった。身分や職種によっては朝晩の2食もつづいたが、農村においては小昼を何度もとらないと体力の消耗が防げないこともあった。
麦飯・ひえ飯あるいは芋や干葉、大根などを米にまぜる混飯（まぜめし）や雑炊（粥、おじや）を主食とし、塩や醤油で味付けした一、二菜（野菜・魚の煮物・焼物）、味噌汁、漬物等を各自の木椀か陶磁製の飯茶碗、皿にしゃもじでよそって箸で食べ、食後に茶釜で煎じた茶を飲むというスタイルが社会の上下に広がった。都市では主食として白米が普及し、料理店や茶店も現れ、飽食化も進んで「初物食い」の競争も生まれた。『守貞漫稿』によれば、1杯16文の「二八そば」は寛文4年（1664年）に始まったとされている。清酒醸造の技術が進んで、酒が米に次ぐ重要商品となり、京都を中心に多数の菓子類も商品として登場した。

#### 農村の変化
農村においては、絹や紬などの着用は原則として禁止され、食生活も上述のように雑穀中心のものであった。住居も瓦屋根は禁止されたため、依然藁葺き、茅葺き、板屋根が一般的であったが、礎石建物が普及し、元禄前後には便所が屋内の同じ棟に設けられるようになる反面、多くの地域で厩が切り離されるなど住居構造の変化がみられた。この時代はまた、農村でも板敷き・畳敷きが普及した。

### 年中行事や娯楽

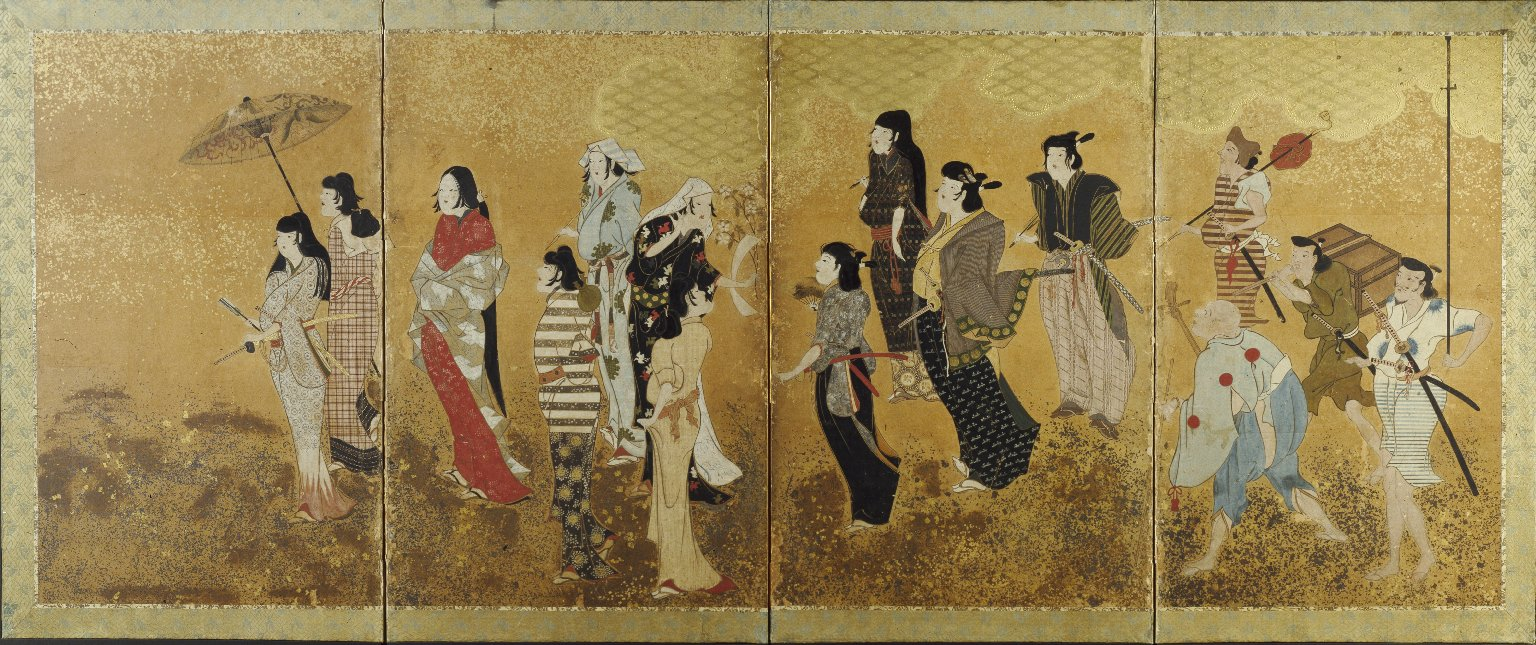
寛永期の花見

上述の貞享暦は中国暦をベースとした太陰太陽暦だったので、1年スパンで考えると太陽暦とのあいだでズレが生じた。とくに閏月のある年とない年とでは気候に差異が生じたので、自然を相手とする農業などには不便な一面があった。そこで、日月とはまた別に、立春を起点にして太陽暦の1年を24等分する二十四気（二十四節気）が重宝された。これに土用や入梅、彼岸などの雑節も取り込んで農事暦がつくられたのである。
この時代、幕府や朝廷の節句行事が民間にもとりいれられ、元旦や盆のほか、七草、節分、桃の節句（雛祭り）、端午の節句、七夕などの年中行事が都市を中心に農村でもおこなわれるようになった。今日の日常的な習慣や年中行事は、この時代に形を整えた物が少なくない。
そうしたなかで、季節に応じた娯楽もまた生じている。記録によれば、旧暦暦3月21日の京の東寺の御影供では、女性たちは着飾り、1日に7度も着替えるといわれるほどであり、大坂住吉の潮干狩には潮干小袖の新装が好まれたといわれる。江戸名物といわれた大川（隅田川）の船遊びも、寛文から延宝にかけてが全盛期であった。江戸ではまた、桜花の時節の遊覧が事の他華やかであり、現在の花見につながっている。花火は当初、現在の玩具花火のようなもので『和漢三才図会』には鼠花火・狼煙花火などが紹介されており、将軍吉宗が享保18年（1733年）に隅田川でおこなった「川施餓鬼」が現在の打ち上げ花火の嚆矢といわれる。
農家も商家も、宗門改と結びついて家の菩提寺を持ち、追善供養を寺院で行って墓石を建てる事も広まった。交通の発達につれて庶民の旅行も活発化し、伊勢参りや温泉への湯治なども盛んに行われるようになった。なお、元禄末年から宝永にかけては博奕が大流行している。富くじも元禄から享保にかけて盛んとなった。

### 抜け参り
伊勢参り（お蔭参り）のブームは江戸時代を通じて周期的にあらわれ、元和元年（1615年）、慶安3年（1650年）にも一大ブームとなったが、宝永2年（1705年）閏4月の抜け参りは京都地方から急に始まった。この行列は当初は1日3,000人程度であったが、10日目を過ぎた辺りから1日に10万人を超える群衆の大行進となり、わずかの期間で近江国、丹波国、但馬国、因幡国へと広がり、京・大坂から伊勢神宮への街道沿いには無料で宿泊させ飲食させる報謝がなされた。周囲に無断で参詣するので「抜け参り」というが、伊勢への抜け参りを家出とはみなさない考え方も京の町では定着していたと考えられる。宝永の抜け参りはわずか2ヶ月に満たない期間でその数362万人が移動し、出発地も畿内・西国一帯におよんだ。抜け参りは反面では、下層民の雇用実態への困苦に対する鬱積した感情を解放する役割もになっていた。

### 遊里のにぎわい
京では、寛永年間を嚆矢とする島原が遊里の中心で、元禄期には祇園花街や伏見の撞木町も著名であった。大坂では公許の新町をはじめ曾根崎新地などがにぎわい、江戸では明暦の大火後に移転構築された新吉原がその中心であった。武士の多い江戸にあって遊里は、当初は大名・旗本・牢人・町奴などの遊び指南を中心としていたが、寛文年間以降は、紀文・奈良茂などの豪商の大尽遊びに示されるように、町人の遊興地へと変化していった。享保年間には江戸の遊女は総勢3,000人を数え、最盛期をむかえた。三都以外でも、各地の城下町・港町には遊里の展開がみられた。
「昼は極楽、夜は竜宮」と称された遊里も、封建体制のもとでは拘束された閉鎖的な社会であり、遊女のなかには年貢を払うために身売りされた貧農の娘も多く、散娼から強制的に送り込まれた者もいた。傾城屋の営業者たちも町人としての権能をあたえられす賤民に準じる扱いを受け、遊廓全体も「制外」の地とされた。遊里はまた、社会の必要悪という意味で「悪所」にほかならなかった。

## 補説
従来、江戸文化には元禄文化と化政文化の2つをピークとみなす考え方が有力であったが、実はそれ自体が近代主義的理解であるとし、むしろ18世紀に江戸文化のピークがあったとする見解がある。

### 文化の東漸運動
それまで新開地とみられてきた江戸にあっても、学者や芸術家の活動はさかんであったが、その多くはなお京・大坂や畿内・西国から下った人びとであった。狩野探幽、住吉具慶、英一蝶、北村季吟、薩摩浄雲、西山宗因、松尾芭蕉、木下順庵らがいずれもこれに属する。
これに対し、山鹿素行、関孝和、戸田茂睡らは東国・奥羽の出身で、新井白石、荻生徂徠らは江戸の出身である。歌舞伎では初代・2代の市川團十郎、初代澤村宗十郎が江戸で活躍する。團十郎は東国出身であるが、宗十郎は上方出身で、元禄期以降に現れる、女形の初代中村富十郎、2代目瀬川菊之丞、2代目芳沢あやめらも上方出身ながら江戸で名声を獲得した俳優である。
江戸における文学や芝居が京・大坂をしのぐ勢いをみせるのは明和・安永の頃まで待たなければならないが、江戸の地が上方と並ぶ都市文化の中心となる端緒が、この頃に作られたのは疑いないところである。

### 職業文化人の登場
従来、元禄文化は「町人文化」である事が強調されすぎて、そこに武士の大きな働きがある事は比較的軽視されてきた感がある。そしてまた、芭蕉、近松、白石、契沖らは武家出身ではあったが、武士社会のあるべき規範からは脱落した存在であり、西鶴・仁齊も町人社会の生まれであるが、あるべき町人の人生からは逸脱者であった。
言い換えれば、身分制社会ではありながら、それは絶対的なものではなく、その一方で「"役”に基づく平等」とも称すべき、職業を通じて社会に役立ち、一定の機能を果たしている点では諸人は対等であるという人間観が成立しており、それゆえ、文学者や芸能者、学者として生きることがどの階層にも開かれていた。ここに職業文化人とも見なしうる人々が成立した事は、その後の社会や文化にとって画期的な意味を有していた。

### 公家文化の意味と役割
日本列島では元和偃武によって、東アジアでも明清交替期の戦乱が収束して平和と安定の時代がもたらされた。そのような時代にあっては武威よりも儀礼や秩序が重んじられる。3代家光から6代家宣までの将軍の正室は親王家や摂関家から招かれ、7代家継には皇女との婚姻も予定されたように大奥には朝廷文化が持ちこまれた。
公家文化の象徴たる和歌においては、後水尾天皇、後西天皇、霊元天皇が歌道にすぐれていた。
町人文化・武家文化としての側面ばかりが強調されがちであるが、江戸時代は公家文化がいっそう庶民に向けて開放された時代でもあった。